# Liste der Baudenkmale in Leer (Ostfriesland)
Die Liste der Baudenkmale in Leer (Ostfriesland) enthält die nach dem Niedersächsischen Denkmalschutzgesetzgeschützten Baudenkmale in der ostfriesischen Gemeinde Leer (Ostfriesland).
Grundlage ist die veröffentlichte Denkmalliste des Landkreises (Stand: 25. Juli 2016).
Baudenkmale sind „im Sinne des Gesetzes Bodendenkmale, bewegliche Denkmale und Denkmale der Erdgeschichte.“

## Ortsübergreifend
| Bild | Bezeichnung                             | Lage                                                         | Beschreibung | Bauzeit             | Eingetragen seit | Denkmal- nummer  |
| ---- | --------------------------------------- | ------------------------------------------------------------ | --- | ------------------- | ---------------- | ---------------- |
| BW   | Wohnhaus                                | Leer (Ostfr.), Stadt – Flurstück: 030820-005-00019/061 Karte | Wohnhaus eingeschossiger, giebelständiger Ziegelbau unter Mansarddach. Gliederung durch Risalit mit geputzten Fensterrahmungen und großes verziertes Putzfeld seitlich vom Risalit. Originale Fenster. Erbaut ca. 1915 (siehe auch: Heisfelder Straße 165); Bedeutung: historisch, wissenschaftlich; wesentliche Begründung: 1.06 geschichtliche Bedeutung aufgrund des Zeugnis- und Schauwertes durch beispielhafte Ausprägung eines Stils und / oder Gebäudetypus; Einzeldenkmal gemäß § 3.2 NDSchG | ca. 1915            |                  | 457013.00555     |
| BW   | Keller (Gewölbekeller, Festung Leerort) | Flurstück: 030823-001-00010/016 Karte                        | Keller (Gewölbekeller [Festung Leerort]) mit: Gebäude; Gewölbekeller im Nordwesten der ehemaligen Festung wohl im Bereich des ehemaligen Ravelin. Keller wohl aus dem 16./17. Jahrhundert stammend (siehe auch: Burgweg 6); Bedeutung: historisch, wissenschaftlich; wesentliche Begründung: 1.02 geschichtliche Bedeutung im Rahmen von Landesgeschichte; Einzeldenkmal gemäß § 3.2 NDSchG | 16./17. Jahrhundert |                  | 457013.00589M001 |

## Bingum
| Bild | Bezeichnung         | Lage                                                        | Beschreibung | Bauzeit | Eingetragen seit | Denkmal- nummer |
| ---- | ------------------- | ----------------------------------------------------------- | --- | ------- | ---------------- | --------------- |
| BW   | Gulfhaus (Gulfhaus) | Bingum Einhauserweg 2 Flurstück: 030817-011-00121/055 Karte | Gulfhaus (Gulfhaus) eingeschossiger Wohnteil mit zum Teil wandfester Ausstattung aus der Umbauphase Ende 19. Jahrhundert. Raumgefüge und Gerüst des Wirtschaftsteils noch original erhalten. Wohnteil datiert „1802“. Einzeldenkmal gemäß § 3.2 NDSchG | 1802    |                  | 45701300383     |

## Heisfelde
| Bild | Bezeichnung               | Lage                                                                  | Beschreibung | Bauzeit  | Eingetragen seit | Denkmal- nummer  |
| ---- | ------------------------- | --------------------------------------------------------------------- | --- | -------- | ---------------- | ---------------- |
| BW   | Gulfhaus (Gulfhaus)       | Heisfelde Dorfstraße 7 Flurstück: 030820-005-00014/054 Karte          | Gulfhaus (Gulfhaus) mit: Pforte, Eisengitter; verputzter Wohnteil mit Drempel. Fein profilierte Gesimse, Fensterverdachungen und -brüstungen. Wirtschaftsteil in Ziegelbauweise. Erbaut um 1880. Zur Straße Pforte mit Eisengitter; Bedeutung: historisch, wissenschaftlich; wesentliche Begründung: 1.06 geschichtliche Bedeutung aufgrund des Zeugnis- und Schauwertes durch beispielhafte Ausprägung eines Stils und / oder Gebäudetypus; Einzeldenkmal gemäß § 3.2 NDSchG | um 1880  |                  | 457013.00330M001 |
| BW   | Gulfhaus (Gulfhaus)       | Heisfelde Dorfstraße 20 Flurstück: 030820-006-00128/047 Karte         | Gulfhaus (Gulfhaus) mit: Gartenanlage, Allee; Wohn-/Wirtschaftsgebäude mit umgräfteter Gartenanlage und Kastanienallee; Bedeutung: historisch, wissenschaftlich; wesentliche Begründung: 1.06 geschichtliche Bedeutung aufgrund des Zeugnis- und Schauwertes durch beispielhafte Ausprägung eines Stils und / oder Gebäudetypus; Einzeldenkmal gemäß § 3.2 NDSchG |          |                  | 457013.00385M001 |
| BW   | Wohnhaus                  | Heisfelde Heisfelder Straße 165 Flurstück: 030820-005-00019/061 Karte | Wohnhaus eingeschossiger, giebelständiger Ziegelbau unter Mansarddach. Gliederung durch Risalit mit geputzten Fensterrahmungen und großes verziertes Putzfeld seitlich vom Risalit. Originale Fenster. Erbaut ca. 1915. Einzeldenkmal gemäß § 3.2 NDSchG | ca. 1915 |                  | 45701300555      |
| BW   | Wohnhaus (Bahnwärterhaus) | Heisfelde Logaer Weg 36 Flurstück: 030820-004-00094/005 Karte         | Wohnhaus (Bahnwärterhaus) zweigeschossiger Ziegelbau unter Satteldach mit rundbogigen Fenstern. Errichtet für die frühere Hannoversche Westbahn (Hannover-Rheine-Emden). Baujahr 1857. Einzeldenkmal gemäß § 3.2 NDSchG | 1857     |                  | 45701300587      |

## Leer
| Bild                                | Bezeichnung                                                          | Lage                                                                 | Beschreibung | Bauzeit                             | Eingetragen seit  | Denkmal- nummer  |
| ----------------------------------- | -------------------------------------------------------------------- | -------------------------------------------------------------------- | --- | ----------------------------------- | ----------------- | ---------------- |
| weitere Bilder                      | Wohnhaus                                                             | Leer Annenstraße 4 Flurstück: 030823-031-00126/000 Karte             | Wohnhaus Giebelständiger, eingeschossiger Ziegelbau. Symmetrischer Straßengiebel mit mittigem Eingang. Gliederung durch Gesimse (Deutsches Band). Erbaut ca. 1900; Bedeutung: historisch, wissenschaftlich, städtebaulich; wesentliche Begründung: 4.4; Gruppe gemäß § 3.3 NDSchG; in Gruppe baulicher Anlagen: 457013Gr0026 | ca. 1900                            |                   | 45701300276      |
| weitere Bilder                      | Wohnhaus                                                             | Leer Annenstraße 8 Flurstück: 030823-031-00129/000 Karte             | Wohnhaus Giebelständiger, eingeschossiger Ziegelbau. Gliederung durch Gurt- und Ortganggesimse. Fenstereinfassungen aus Ziegelformsteinen. Erbaut ca. 1900. Bedeutung: historisch, wissenschaftlich, städtebaulich; wesentliche Begründung: 4.4; Gruppe gemäß § 3.3 NDSchG; in Gruppe baulicher Anlagen: 457013Gr0026 | ca. 1900                            |                   | 45701300275      |
| BW                                  | Wohnhaus                                                             | Leer Annenstraße 22 Flurstück: 030823-031-00155/000 Karte            | Wohnhaus Schlichter gut gegliederter Ziegelbau mit originalem Putzdekor und Ziegelziersetzungen unter Satteldach in Falzziegeldeckung. Originale Fenster, Türen, Treppenhaus und Zisterne erhalten. Einzeldenkmal gemäß § 3.2 NDSchG |                                     |                   | 45701300591      |
| weitere Bilder                      | Wohnhaus                                                             | Leer Annenstraße 41 Flurstück: 030823-033-00148/004 Karte            | Wohnhaus Bescheidener Ziegelbau mit einfachem Dekor an der Ecke zur Großstraße. Erbaut um 1900. Bedeutung: historisch, wissenschaftlich, städtebaulich; wesentliche Begründung: 4.4; Gruppe gemäß § 3.3 NDSchG; in Gruppe baulicher Anlagen: 457013Gr0028 | um 1900                             |                   | 45701300314      |
| weitere Bilder                      | Zollamt                                                              | Leer Bahnhofsring 4 Flurstück: 030823-021-00023/004 Karte            | Zollamt Großer, langgestreckter Ziegelbau aus einem Voll- und zwei niedrigeren Geschossen. Plastische Lisenengliederung mit zusammengesetztem Abschlussgesims, erbaut um 1872/1875. Einzeldenkmal gemäß § 3.2 NDSchG | um 1872/1875                        |                   | 45701300324      |
| weitere Bilder                      | Empfangsgebäude (Bahnhof Leer)                                       | Leer Bahnhofsring 8 Flurstück: 030823-021-00026/101 Karte            | Empfangsgebäude (Bahnhof Leer) mit: Bahnsteigüberdachung; Langgestreckter Ziegelbau mit überhöhten Seiten- und Mittelpavillons. Polygonale Eckvorlagen; Gesimse, Rundbogenfenster erbaut um 1860, Bahnsteigüberdachung Ende 19. Jahrhundert; Bedeutung: historisch, wissenschaftlich; wesentliche Begründung: 1.06 geschichtliche Bedeutung aufgrund des Zeugnis- und Schauwertes durch beispielhafte Ausprägung eines Stils und / oder Gebäudetypus; Einzeldenkmal gemäß § 3.2 NDSchG | um 1860                             |                   | 457013.00323M001 |
| weitere Bilder                      | Wohn-/Geschäftshaus                                                  | Leer Bahnhofsring 22 Flurstück: 030823-020-00045/011 Karte           | Wohn-/Geschäftshaus Giebelständiger, 2 1⁄2-gesch. Ziegelbau unter Satteldach. Dreiachsige Straßenfassade mit mittigem Risalit. Gebäude durch zahlreiche Gesimse und Ziegelziersetzungen gegliedert. Um 1890; Bedeutung: historisch, wissenschaftlich, städtebaulich; wesentliche Begründung: 1.06 geschichtliche Bedeutung aufgrund des Zeugnis- und Schauwertes durch beispielhafte Ausprägung eines Stils und / oder Gebäudetypus; Einzeldenkmal gemäß § 3.2 NDSchG; in Gruppe baulicher Anlagen: 457013Gr0043                                                                            | um 1890                             |                   | 45701300395      |
| weitere Bilder                      | Wohn-/Geschäftshaus                                                  | Leer Bahnhofsring 24 Flurstück: 030823-020-00045/006 Karte           | Wohn-/Geschäftshaus Traufständiger, eingeschossiger Ziegelbau mit Mittelrisalit. Gebäude gegliedert durch Lisenen und Gesimse. Fenster mit rundbogigen Stürzen; Schaufenster mit korbbogigem Sturz. Um 1870. Bedeutung: historisch, städtebaulich; wesentliche Begründung: 1.06 geschichtliche Bedeutung aufgrund des Zeugnis- und Schauwertes durch beispielhafte Ausprägung eines Stils und / oder Gebäudetypus; Einzeldenkmal gemäß § 3.2 NDSchG; in Gruppe baulicher Anlagen: 457013Gr0043                                                                                              |                                     |                   | 45701300396      |
| weitere Bilder                      | Wohn-/Geschäftshaus                                                  | Leer Bergmannstraße 8 Flurstück: 030823-020-00092/005 Karte          | Wohn-/Geschäftshaus Giebelständiger, eingeschossiger Ziegelbau mit Drempel unter Satteldach. Segmentbogige Fenster unter leichten Verdachungen. Ziegelziersetzung entlang des Ortgangs. Erbaut um 1900. Bedeutung: städtebaulich; wesentliche Begründung: 4.1; Gruppe gemäß § 3.3 NDSchG; in Gruppe baulicher Anlagen: 457013Gr0027 | um 1900                             |                   | 45701300432      |
| weitere Bilder                      | Villa                                                                | Leer Bergmannstraße 9 Flurstück: 030823-020-00095/003 Karte          | Villa zweigeschossiger Ziegelbau mit Seitenrisalit. Straßenfassade gelb verklinkert. Gliederung durch Formsteine und rote Ziegelbänder bzw. Gesimse. Erbaut Ende 19. Jahrhundert; Bedeutung: historisch, wissenschaftlich, städtebaulich; wesentliche Begründung: 1.06 geschichtliche Bedeutung aufgrund des Zeugnis- und Schauwertes durch beispielhafte Ausprägung eines Stils und / oder Gebäudetypus; Gruppe gemäß § 3.3 NDSchG; in Gruppe baulicher Anlagen: 457013Gr0027 | Ende 19. Jahrhundert                |                   | 45701300295      |
| weitere Bilder                      | Wohn-/Geschäftshaus                                                  | Leer Bergmannstraße 10 Flurstück: 030823-020-00688/093 Karte         | Wohn-/Geschäftshaus Traufständiger, eingeschossiger Ziegelbau mit Drempel und Mittelrisalit zur Straße. Gebäude durch Blendarkartur im Drempel sowie durch Gesimse gegliedert. Erbaut Ende 19. Jahrhundert; Bedeutung: städtebaulich; wesentliche Begründung: 4.4; Gruppe gemäß § 3.3 NDSchG; in Gruppe baulicher Anlagen: 457013Gr0027 | Ende 19. Jahrhundert                |                   | 45701300570      |
| weitere Bilder                      | Villa                                                                | Leer Bergmannstraße 11 Flurstück: 030823-020-00097/002 Karte         | Villa Giebelständiger, eingeschossiger Ziegelbau mit Drempel und behelmtem Giebelerker. Gliederung durch Putzbänder, gequaderte Lisenen, Medaillons und Statuette unter dem Erker. Erbaut Ende 19. Jahrhundert; Bedeutung: historisch, wissenschaftlich, städtebaulich; wesentliche Begründung: 1.06 geschichtliche Bedeutung aufgrund des Zeugnis- und Schauwertes durch beispielhafte Ausprägung eines Stils und / oder Gebäudetypus; Gruppe gemäß § 3.3 NDSchG; in Gruppe baulicher Anlagen: 457013Gr0027                                                                                | Ende 19. Jahrhundert                |                   | 45701300294      |
| weitere Bilder                      | Wohnhaus                                                             | Leer Bergmannstraße 12 Flurstück: 030823-020-01295/094 Karte         | Wohnhaus Traufständiger, zweigeschossiger Ziegelbau mit leicht vorspringendem Mittelrisalit. Gebäude durch Fensterbankgesims im Obergeschoss und leichte Fensterverdachungen gegliedert. Erbaut ca. 1905. Bedeutung: städtebaulich; wesentliche Begründung: 4.4; Gruppe gemäß § 3.3 NDSchG; in Gruppe baulicher Anlagen: 457013Gr0027 | ca. 1905                            |                   | 45701300569      |
| weitere Bilder                      | Villa                                                                | Leer Bergmannstraße 13 Flurstück: 030823-020-00095/002 Karte         | Villa Traufständiger, zweigeschossiger Ziegelbau. Altan und Fensterumrahmungen mit aufwendigem Stuck. Gliederung durch Trauf- und Geschossgesims mit floral bemalten Ziegelplatten. Ende 19. Jahrhundert; Bedeutung: historisch, wissenschaftlich, städtebaulich; wesentliche Begründung: 1.06 geschichtliche Bedeutung aufgrund des Zeugnis- und Schauwertes durch beispielhafte Ausprägung eines Stils und / oder Gebäudetypus; Gruppe gemäß § 3.3 NDSchG; in Gruppe baulicher Anlagen: 457013Gr0027                                                                                      | Ende 19. Jahrhundert                |                   | 45701300293      |
| weitere Bilder                      | Wohnhaus                                                             | Leer Bergmannstraße 14 Flurstück: 030823-020-00676/092 Karte         | Wohnhaus L-förmiger Baukörper unter Satteldächern, durch umlaufendes Gurtgesims und Putzband in Höhe der Fensterkämpfer gegliedert, Fenster unter stuckierten Verdachungen mit stuckierten Brüstungen. Erbaut Ende 19. Jahrhundert; Bedeutung: städtebaulich; wesentliche Begründung: 4.4; Gruppe gemäß § 3.3 NDSchG; in Gruppe baulicher Anlagen: 457013Gr0027 | Ende 19. Jahrhundert                |                   | 45701300568      |
| weitere Bilder                      | Bestandteil                                                          | Leer Bergmannstraße 15 Flurstück: 030823-020-00095/001 Karte         | Bestandteil; Gruppe gemäß § 3.3 NDSchG; in Gruppe baulicher Anlagen: 457013Gr0027 |                                     |                   | 45701300571      |
| weitere Bilder                      | Wohnhaus                                                             | Leer Bergmannstraße 16 Flurstück: 030823-020-00091/026 Karte         | Wohnhaus eingeschossiger Putzbau mit Drempel, traufständig mit Seitenrisalit zur Straße. Gebäude durch Ziegelrahmungen, durch Ziegelscheinquaderungen und Ziegelbändern gegliedert. Erbaut um 1900. Bedeutung: städtebaulich; wesentliche Begründung: 4.4; Gruppe gemäß § 3.3 NDSchG; in Gruppe baulicher Anlagen: 457013Gr0027 | um 1900                             |                   | 45701300567      |
| weitere Bilder                      | Wohnhaus                                                             | Leer Bergmannstraße 17 Flurstück: 030823-020-00097/001 Karte         | Wohnhaus Giebelständiger, eingeschossiger Ziegelbau. Gliederung durch Traufgesims. Giebeldreieck mit relativ aufwendigen Ziegelziersetzungen zum Teil farbig abgesetzt. Erbaut ab ca. 1880. Bedeutung: historisch, wissenschaftlich, städtebaulich; wesentliche Begründung: 4.4; Gruppe gemäß § 3.3 NDSchG; in Gruppe baulicher Anlagen: 457013Gr0027 | ca. 1880                            |                   | 45701300292      |
| weitere Bilder                      | Wohnhaus (Doppelhaus)                                                | Leer Bergmannstraße 18 Flurstück: 030823-020-00678/092 Karte         | Wohnhaus (Doppelhaus) Traufständiger, eingeschossiger Putzbau mit Drempel, flankiert von zweigeschossigen Seitentrakten mit Walmdach. Gliederung durch Gesimse und Fensterpilaster. Rundbogenfenster im Erdgeschoss. Erbaut Ende 19. Jahrhundert; Bedeutung: historisch, wissenschaftlich, städtebaulich; wesentliche Begründung: 1.06 geschichtliche Bedeutung aufgrund des Zeugnis- und Schauwertes durch beispielhafte Ausprägung eines Stils und / oder Gebäudetypus; Gruppe gemäß § 3.3 NDSchG; in Gruppe baulicher Anlagen: 457013Gr0027                                              | Ende 19. Jahrhundert                |                   | 45701300296      |
| weitere Bilder                      | Wohnhaus                                                             | Leer Bergmannstraße 19 Flurstück: 030823-020-00098/005 Karte         | Wohnhaus Giebelständiger, zweigeschossiger Ziegelbau. Gliederung durch Lisenen, Fensterbank-, Ortgang- und Traufgesims. Erbaut ab 1880. Seitlich zeitgleicher Garagenanbau. Bedeutung: historisch, wissenschaftlich, städtebaulich; wesentliche Begründung: 4.4; Gruppe gemäß § 3.3 NDSchG; in Gruppe baulicher Anlagen: 457013Gr0027 | ab 1880                             |                   | 45701300291      |
| weitere Bilder                      | Wohnhaus (Doppelhaus)                                                | Leer Bergmannstraße 21 Flurstück: 030823-020-00098/003 Karte         | Wohnhaus (Doppelhaus) Traufständiger, eingeschossiger Ziegelbau mit breitem Mittelrisalit. Im Obergeschoss. Rundbogenfenster. Gliederung durch Trauf- und Ortganggesims. Erbaut ab 1880. Bedeutung: historisch, wissenschaftlich, städtebaulich; wesentliche Begründung: 4.4; Gruppe gemäß § 3.3 NDSchG; in Gruppe baulicher Anlagen: 457013Gr0027 | ab 1880                             |                   | 45701300290      |
| weitere Bilder                      | Wohnhaus (Doppelhaus)                                                | Leer Bergmannstraße 22 Flurstück: 030823-020-00680/092 Karte         | Wohnhaus (Doppelhaus) Traufständiger, zweigeschossiger Ziegelbau mit Seitenrisaliten. Fenster in den Seitenrisaliten unter rundbogigen Stürzen. Gebäude gegliedert durch Geschossgesims. Erbaut Ende 19. Jahrhundert; Bedeutung: städtebaulich; wesentliche Begründung: 4.4; Gruppe gemäß § 3.3 NDSchG; in Gruppe baulicher Anlagen: 457013Gr0027 | Ende 19. Jahrhundert                |                   | 45701300566      |
| weitere Bilder                      | Wohnhaus                                                             | Leer Bergmannstraße 25 Flurstück: 030823-020-00769/099 Karte         | Wohnhaus Giebelständiger, zweigeschossiger Ziegelbau. Erdgeschoss. Verputzt in Scheinquaderung. Erbaut ab 1880. Bedeutung: historisch, wissenschaftlich, städtebaulich; wesentliche Begründung: 4.4; Gruppe gemäß § 3.3 NDSchG; in Gruppe baulicher Anlagen: 457013Gr0027 | ab 1880                             |                   | 45701300289      |
| weitere Bilder                      | Wohnhaus                                                             | Leer Bergmannstraße 26 Flurstück: 030823-020-00092/007 Karte         | Wohnhaus Traufständiger, eingeschossiger Putzbau mit Drempel und mittigem Zwerchhaus. Wandgliederung durch Ecklisenen. Feinprofilierte Gesimse und Oberlichtumrandungen. Originale Fenster und Tür. Erbaut Ende 19. Jahrhundert; Bedeutung: historisch, wissenschaftlich; wesentliche Begründung: 1.06 geschichtliche Bedeutung aufgrund des Zeugnis- und Schauwertes durch beispielhafte Ausprägung eines Stils und / oder Gebäudetypus; Gruppe gemäß § 3.3 NDSchG; in Gruppe baulicher Anlagen: 457013Gr0027                                                                              | Ende 19. Jahrhundert                |                   | 45701300297      |
| weitere Bilder                      | Wohnhaus                                                             | Leer Bergmannstraße 27 Flurstück: 030823-020-00105/005 Karte         | Wohnhaus Giebelständiger eingeschossiger Ziegelbau auf hohem Sockel. Symmetrische Fassade mit mittigem Eingang. Gliederung durch Geschoss- und Ortganggesimse sowie Lisenen aus gelben Klinkern. „1879“. Bedeutung: historisch, wissenschaftlich, städtebaulich; wesentliche Begründung: 4.4; Gruppe gemäß § 3.3 NDSchG; in Gruppe baulicher Anlagen: 457013Gr0027 | 1879                                |                   | 45701300288      |
| weitere Bilder                      | Wohnhaus                                                             | Leer Bergmannstraße 29 Flurstück: 030823-020-00105/005 Karte         | Wohnhaus Traufständiger, eingeschossiger Ziegelbau auf hohem Sockel. Gliederung durch Gesimse. Erbaut um 1880. Wandfeste Innenausstattung erwähnenswert: Treppenhaus, Türen und 1 Kaminofen (für 2 Zimmer); Bedeutung: historisch, wissenschaftlich, städtebaulich; wesentliche Begründung: 4.4; Einzeldenkmal gemäß § 3.2 NDSchG; in Gruppe baulicher Anlagen: 457013Gr0027 | um 1880                             |                   | 45701300287      |
| weitere Bilder                      | Wohnhaus                                                             | Leer Bergmannstraße 33 Flurstück: 030823-020-00105/005 Karte         | Wohnhaus Giebelständiger zweigeschossiger Ziegelbau mit schönen Ziersetzungen sowie Fensterverdachungen in gelben Ziegeln. „1880“. Wichtige wandfeste Baudetails (Stuckdecken, Kaminöfen, Türen und Treppe). Bedeutung: historisch, wissenschaftlich, städtebaulich; wesentliche Begründung: 4.4; Einzeldenkmal gemäß § 3.2 NDSchG; in Gruppe baulicher Anlagen: 457013Gr0027 | 1880                                |                   | 45701300286      |
| weitere Bilder                      | Wohnhaus                                                             | Leer Bergmannstraße 35 Flurstück: 030823-020-00105/005 Karte         | Wohnhaus Giebelständiger, eingeschossiger Ziegelbau mit Geschoss- und Ortganggesims. Fenstereinfassungen aus Formsteinen. Erbaut „1885“; wandfeste Innenausstattung überwiegend Umbau 1920er/1930er Jahre. Bedeutung: historisch, wissenschaftlich, städtebaulich; wesentliche Begründung: 4.4; Gruppe gemäß § 3.3 NDSchG; in Gruppe baulicher Anlagen: 457013Gr0027 | 1885                                |                   | 45701300285      |
| weitere Bilder                      | Seefahrtschule Leer                                                  | Leer Bergmannstraße 36 Flurstück: 030823-020-00005/005 Karte         | Schule (Seefahrtschule) Traufständiger, zweigeschossiger Ziegelbau durch Abschluss- und Geschossgesims gegliedert. Fenstereinfassungen aus Ziegelformsteinen. In der Mittelachse übergiebeltes Hauptportal. Erbaut Ende 19. Jahrhundert; Einzeldenkmal gemäß § 3.2 NDSchG | Ende 19. Jahrhundert                |                   | 45701300284      |
| weitere Bilder                      | Wohn-/Geschäftshaus                                                  | Leer Bremer Straße 25 Flurstück: 030823-034-00104/000 Karte          | Wohn-/Geschäftshaus Traufständiger, zweigeschossiger Bau mit asymmetrischem Satteldach zur Straße. Klinkerfassade mit Dreiecklisenen, profilierte Fensterbändern im Obergeschoss und spitzbogigen Öffnungen im Erdgeschoss, datiert 1927. Einzeldenkmal gemäß § 3.2 NDSchG | 1927                                |                   | 45701300352      |
| weitere Bilder                      | Wohnhaus                                                             | Leer Bremer Straße 45 Flurstück: 030823-034-00138/003 Karte          | Wohnhaus zweigeschossiger Ziegelbau unter Satteldach. Im Erdgeschoss urspr. Ladeneinbauten. Gliederung durch Ziegelziersetzungen an den Ortgängen. Gebäude in Längsrichtung mittig geteilt. Erbaut „1893“. Einzeldenkmal gemäß § 3.2 NDSchG | 1893                                |                   | 45701300545      |
| weitere Bilder                      | Villa                                                                | Leer Bremer Straße 49 Flurstück: 030823-034-00207/002 Karte          | Villa zweigeschossiger Putzbau auf hohem Klinkersockel. Auflockerung des Baukörpers durch asymmetrische Vorbauten und gebrochene Zwerchgiebel. Differenzierte Dachform. Erbaut um 1910. Einzeldenkmal gemäß § 3.2 NDSchG | um 1910                             |                   | 45701300353      |
| weitere Bilder                      | Villa                                                                | Leer Bremer Straße 53 Flurstück: 030823-034-00204/000 Karte          | Villa zweigeschossiger Ziegelbau auf geputztem Sockel. Seitenrisalit: Giebel mit Freigespärre und unterschiedliche Fensterformen mit geputzten Umrandungen. Erbaut um 1905; Einzeldenkmal gemäß § 3.2 NDSchG | 1904                                |                   | 45701300354      |
| weitere Bilder                      | Villa                                                                | Leer Bremer Straße 55 Flurstück: 030823-034-00203/000 Karte          | Villa zweigeschossiger Putzbau, kubischer Baukörper mit flachem Walmdach, rustizierte Eckquaderung, fein profilierte Fensterumrandungen und Gesimse. Erbaut um 1900; Einzeldenkmal gemäß § 3.2 NDSchG | um 1900                             |                   | 45701300355      |
| weitere Bilder                      | Villa                                                                | Leer Bremer Straße 57 Flurstück: 030823-034-00202/000 Karte          | Villa eingeschossiger, traufständiger Klinkerbau mit Mansard-Vollwalmdach, Mittelachse mit geschweiftem Zwerchgiebel und polygonalem Altan, hier skulptierte Werksteinstücke eingesetzt, datiert 1913. Einzeldenkmal gemäß § 3.2 NDSchG | 1913                                |                   | 45701300356      |
| weitere Bilder                      | Wohnhaus                                                             | Leer Bremer Straße 59 Flurstück: 030823-034-00200/000 Karte          | Wohnhaus eingeschossiger, verputzter Massivbau mit Drempel und zweigeschossiger Risalit unter Satteldach mit Freigespärre. Fenster mit fein profilierten Rahmungen. Erbaut ca. 1905. Einzeldenkmal gemäß § 3.2 NDSchG | ca. 1905                            |                   | 45701300541      |
| weitere Bilder                      | Wohn-/Geschäftshaus                                                  | Leer Brunnenstraße 1 Flurstück: 030823-018-00141/001 Karte           | Wohn-/Geschäftshaus 2 ursprüngliche selbständige zweigeschossige Giebelhäuser, Obergeschoss und Giebeldreiecke mit Rundbogenfenstern und -friesen, Erdgeschoss gequadert, im linken Haus noch ältere Holzblockrahmenfenster, Umbau 2. Hälfte 19. Jahrhundert; Bedeutung: historisch, wissenschaftlich, städtebaulich; wesentliche Begründung: 1.06 geschichtliche Bedeutung aufgrund des Zeugnis- und Schauwertes durch beispielhafte Ausprägung eines Stils und / oder Gebäudetypus; Gruppe gemäß § 3.3 NDSchG; in Gruppe baulicher Anlagen: 457013Gr0044                                  | 2. Hälfte 19. Jahrhundert           |                   | 45701300225      |
| weitere Bilder                      | Wohn-/Geschäftshaus                                                  | Leer Brunnenstraße 2 Flurstück: 030823-018-00269/138 Karte           | Wohn-/Geschäftshaus dreigeschossiger, verputzter Eckbau. Straßenecke abgeschrägt. Eingang mit flankierenden gusseisernen Säulen, die einen kleinen Balkontragen. Prof. Fenstereinfassungen, Traufgesims. Erbaut ca. 1890; Bedeutung: historisch, wissenschaftlich, städtebaulich; wesentliche Begründung: 1.06 geschichtliche Bedeutung aufgrund des Zeugnis- und Schauwertes durch beispielhafte Ausprägung eines Stils und / oder Gebäudetypus; Einzeldenkmal gemäß § 3.2 NDSchG; in Gruppe baulicher Anlagen: 457013Gr0044                                                               | ca. 1890                            |                   | 45701300240      |
| weitere Bilder                      | Wohn-/Geschäftshaus                                                  | Leer Brunnenstraße 4 Flurstück: 030823-018-00271/140 Karte           | Wohn-/Geschäftshaus zweigeschossiger, giebelständiger zum Teil verputzter Ziegelbau unter Satteldach. Straßengiebel mit segmentbogigen Fenstern unter Verdachungen. Straßengiebel ca. 1880, im Kern wohl älter. Bedeutung: städtebaulich; wesentliche Begründung: 4.1; Gruppe gemäß § 3.3 NDSchG; in Gruppe baulicher Anlagen: 457013Gr0044 | ca. 1880                            |                   | 45701300510      |
| weitere Bilder                      | Wohn-/Geschäftshaus                                                  | Leer Brunnenstraße 6 Flurstück: 030823-018-00124/003 Karte           | Wohn-/Geschäftshaus Giebelständiger, zweigeschossiger verputzter Ziegelbau, Straßengiebel abgewalmt, Holzblockrahmenfenster, profilierte und verdachte Türeinfassung. Erbaut um 1800 mit älterem Kern. Bedeutung: historisch, wissenschaftlich, städtebaulich; wesentliche Begründung: 1.06 geschichtliche Bedeutung aufgrund des Zeugnis- und Schauwertes durch beispielhafte Ausprägung eines Stils und / oder Gebäudetypus; Gruppe gemäß § 3.3 NDSchG; in Gruppe baulicher Anlagen: 457013Gr0044                                                                                         | um 1800 und älter                   |                   | 45701300229      |
| weitere Bilder                      | Wohn-/Geschäftshaus                                                  | Leer Brunnenstraße 9 Flurstück: 030823-018-00495/146 Karte           | Wohn-/Geschäftshaus eingeschossiger, traufständiger Ziegelbau. Straßenfront verputzt. Zwerchhaus mit glockenförmigem Giebel, der durch Giebelaufsätze geschmückt wird. Erbaut um 1800. Bedeutung: städtebaulich; wesentliche Begründung: 4.1; Gruppe gemäß § 3.3 NDSchG; in Gruppe baulicher Anlagen: 457013Gr0041 | um 1800                             |                   | 45701300397      |
| weitere Bilder                      | Wohn-/Geschäftshaus                                                  | Leer Brunnenstraße 11 Flurstück: 030823-018-00500/147 Karte          | Wohn-/Geschäftshaus eingeschossiger, giebelständiger Ziegelbau mit verputztem Straßengiebel. Erbaut wohl Mitte 19. Jahrhundert; Bedeutung: städtebaulich; wesentliche Begründung: 4.1; Gruppe gemäß § 3.3 NDSchG; in Gruppe baulicher Anlagen: 457013Gr0041 | Mitte 19. Jahrhundert               |                   | 45701300527      |
| weitere Bilder                      | Wohn-/Geschäftshaus                                                  | Leer Brunnenstraße 13 Flurstück: 030823-018-00148/001 Karte          | Wohn-/Geschäftshaus eingeschossiger, giebelständiger Ziegelbau mit verputztem Straßengiebel. Giebelspitze abgetreppt. Erbaut wohl Mitte 19. Jahrhundert; Bedeutung: städtebaulich; wesentliche Begründung: 4.1; Gruppe gemäß § 3.3 NDSchG; in Gruppe baulicher Anlagen: 457013Gr0041 | Mitte 19. Jahrhundert               |                   | 45701300528      |
| weitere Bilder                      | Wohn-/Geschäftshaus                                                  | Leer Brunnenstraße 15 Flurstück: 030823-018-00150/002 Karte          | Wohn-/Geschäftshaus eingeschossiger, giebelständiger Ziegelbau mit verputztem Straßengiebel in Neurenaissanceformen. Erbaut Ende 19. Jahrhundert; Bedeutung: städtebaulich; wesentliche Begründung: 4.1; Gruppe gemäß § 3.3 NDSchG; in Gruppe baulicher Anlagen: 457013Gr0041 | Ende 19. Jahrhundert                |                   | 45701300392      |
| weitere Bilder                      | Wohn-/Geschäftshaus                                                  | Leer Brunnenstraße 17 Flurstück: 030823-018-00152/001 Karte          | Wohn-/Geschäftshaus zweigeschossiger, giebelständiger, verputzter Massivbau unter Satteldach. Gliederung durch Fensterbankgesims. Fenster unter feinen segmentbogigen Verdachungen. Erdgeschoss mit Fugenschnitt, erbaut 1880. Bedeutung: städtebaulich; wesentliche Begründung: 4.1; Gruppe gemäß § 3.3 NDSchG; in Gruppe baulicher Anlagen: 457013Gr0041 | 1880                                |                   | 45701300529      |
| weitere Bilder                      | Wohn-/Lagergebäude, ehem. (Hinterhaus)                               | Leer Brunnenstraße 17 Flurstück: 030823-018-00152/001 Karte          | Wohn-/Lagergebäude, ehemaliges (Hinterhaus) zweigeschossiger, verputzter Massivbau. Traufständig zum Reformierten Kirchgang stehend. Schlichte Fassade mit segmentbogigen Fensteröffnungen. Zur Straße kl. Zwerchhaus mit Ladeluke. Erbaut Ende 19. Jahrhundert; Bedeutung: städtebaulich; wesentliche Begründung: 4.1; Gruppe gemäß § 3.3 NDSchG; in Gruppe baulicher Anlagen: 457013Gr0041 | Ende 19. Jahrhundert                |                   | 45701300530      |
| weitere Bilder                      | Wohn-/Geschäftshaus                                                  | Leer Brunnenstraße 18 Flurstück: 030823-018-00092/007 Karte          | Wohn-/Geschäftshaus zweigeschossiger Ziegelbau unter Walm- bzw. Satteldach. Straßenseite mit Traufgesims und Holzblockrahmenfenstern, zusätzliche Gliederung durch Fensterbankgesims. Erbaut Mitte 19. Jahrhundert; Bedeutung: städtebaulich; wesentliche Begründung: 4.1; Gruppe gemäß § 3.3 NDSchG; in Gruppe baulicher Anlagen: 457013Gr0041 | Mitte 19. Jahrhundert               |                   | 45701300537      |
| weitere Bilder                      | Wohn-/Geschäftshaus                                                  | Leer Brunnenstraße 19 Flurstück: 030823-018-00388/010 Karte          | Wohn-/Geschäftshaus Verputzter, zweigeschossiger Eckbau, über gestörter Schaufensterfront neugotische Fassade (Gesimse, maßwerkartige Zierformen, profilierte Fensterlaibungen und -brüstungen). Erbaut Ende 19. Jahrhundert; Bedeutung: historisch, künstlerisch, wissenschaftlich, städtebaulich; wesentliche Begründung: 1.06 geschichtliche Bedeutung aufgrund des Zeugnis- und Schauwertes durch beispielhafte Ausprägung eines Stils und / oder Gebäudetypus; Einzeldenkmal gemäß § 3.2 NDSchG; in Gruppe baulicher Anlagen: 457013Gr0041                                             | Ende 19. Jahrhundert                |                   | 45701300226      |
| weitere Bilder                      | Wohn-/Geschäftshaus                                                  | Leer Brunnenstraße 20 Flurstück: 030823-018-00089/003 Karte          | Wohn-/Geschäftshaus zweigeschossiger, traufständiger Ziegelbau. Gliederung durch Traufgesims und rundbogige zum Teil gekoppelte Fenster unter Stichbögen. Erdgeschoss durch gusseiserne Säulen betont. Erbaut Ende 19. Jahrhundert; Bedeutung: städtebaulich; wesentliche Begründung: 4.1; Gruppe gemäß § 3.3 NDSchG; in Gruppe baulicher Anlagen: 457013Gr0041 | Ende 19. Jahrhundert                |                   | 45701300538      |
| weitere Bilder                      | Wohn-/Geschäftshaus                                                  | Leer Brunnenstraße 21 Flurstück: 030823-018-00017/003 Karte          | Wohn-/Geschäftshaus zweigeschossiger, traufständiger zum Teil verputzter Ziegelbau unter Satteldach. Obergeschoss mit Fugenschnitt. Erbaut 2. Hälfte 19. Jahrhundert; Bedeutung: städtebaulich; wesentliche Begründung: 4.1; Gruppe gemäß § 3.3 NDSchG; in Gruppe baulicher Anlagen: 457013Gr0041 | 2. Hälfte 19. Jahrhundert           |                   | 45701300531      |
| weitere Bilder                      | Wohn-/Geschäftshaus                                                  | Leer Brunnenstraße 22 Flurstück: 030823-018-00087/005 Karte          | Wohn-/Geschäftshaus zweigeschossiger Ziegelbau unter Walmdach. Straßenseite verputzt mit feinem Fugenschnitt. Gliederung durch Fensterbankgesims. Elternhaus des Naturphilosophen Bernhard Bavink, erbaut Mitte 19. Jahrhundert; Bedeutung: historisch, städtebaulich; wesentliche Begründung: 4.1; Gruppe gemäß § 3.3 NDSchG; in Gruppe baulicher Anlagen: 457013Gr0041 | Mitte 19. Jahrhundert               |                   | 45701300393      |
| weitere Bilder                      | Wohn-/Geschäftshaus                                                  | Leer Brunnenstraße 23 Flurstück: 030823-018-00019/001 Karte          | Wohn-/Geschäftshaus eingeschossiger, giebelständiger Ziegelbau. Straßengiebel verputzt mit Zierelementen des ausgehenden 19. Jahrhunderts, Gebäude im Kern 18. Jahrhundert; Bedeutung: städtebaulich; wesentliche Begründung: 4.1; Gruppe gemäß § 3.3 NDSchG; in Gruppe baulicher Anlagen: 457013Gr0041 | 18./19. Jahrhundert                 |                   | 45701300532      |
| BW                                  | Packhaus                                                             | Leer Brunnenstraße 24 Flurstück: 030823-018-00085/006 Karte          | Packhaus Rückwärtig auf dem Grundstück Brunnenstr. 24 gelegener zweigeschossiger Ziegelbau unter hohem Satteldach. Ostgiebel zum Teil ältere Schiebefenster erhalten. Nordtraufe erneuert. Erbaut wohl 1803; Einzeldenkmal gemäß § 3.2 NDSchG | 1803                                |                   | 45701300435      |
| weitere Bilder                      | Bestandteil (Wohn-/Geschäftshaus)                                    | Leer Brunnenstraße 24/26 Flurstück: 030823-018-00082/002 Karte       | Bestandteil (Wohn-/Geschäftshaus) dreigeschossiger traufständiger Ziegelbau mit betonter übergiebelter Mittelachse unter Walmdach. Erdgeschoss mit Ladeneinbau. Erbaut 1955. Nicht konstituierender Bestandteil einer Gruppe; in Gruppe baulicher Anlagen: 457013Gr0041 | 1955                                |                   | 457013.00539     |
| weitere Bilder                      | Wohn-/Geschäftshaus                                                  | Leer Brunnenstraße 25 Flurstück: 030823-018-00020/000 Karte          | Wohn-/Geschäftshaus zweigeschossiger, verputzter Ziegelbau mit glockenförmigem Giebel. Ansonsten schlichte Straßenfassade. Erbaut Ende 18. Jahrhundert; Bedeutung: städtebaulich; wesentliche Begründung: 4.1; Gruppe gemäß § 3.3 NDSchG; in Gruppe baulicher Anlagen: 457013Gr0041 | Ende 18. Jahrhundert                |                   | 45701300533      |
| weitere Bilder                      | Wohn-/Geschäftshaus                                                  | Leer Brunnenstraße 27 Flurstück: 030823-018-00021/002 Karte          | Wohn-/Geschäftshaus eingeschossiger, zum Teil verputzter Ziegelbau mit glockenförmigem Giebel mit Bekrönung und schneckenförmigen Traufsteinen. Erbaut Ende 18. Jahrhundert, Fensterumrahmung Ende 19. Jahrhundert; Bedeutung: städtebaulich; wesentliche Begründung: 4.1; Gruppe gemäß § 3.3 NDSchG; in Gruppe baulicher Anlagen: 457013Gr0041 | Ende 18. Jahrhundert                |                   | 45701300534      |
| weitere Bilder                      | Wohn-/Geschäftshaus (ehemaligen Druckerei)                           | Leer Brunnenstraße 28 Flurstück: 030823-018-00429/079 Karte          | Wohn-/Geschäftshaus (ehemalige Druckerei) dreigeschossiger, verputzter Ziegelbau mit aufwendiger Gestaltung der Straßenfassade in Jugendstildekor. Erdgeschoss originaler Ladeneinbau. Erbaut wohl 1907. Bedeutung: historisch, wissenschaftlich, städtebaulich; wesentliche Begründung: 1.06 geschichtliche Bedeutung aufgrund des Zeugnis- und Schauwertes durch beispielhafte Ausprägung eines Stils und / oder Gebäudetypus; Einzeldenkmal gemäß § 3.2 NDSchG; in Gruppe baulicher Anlagen: 457013Gr0041                                                                                | 1907                                |                   | 45701300436      |
| weitere Bilder                      | Wohn-/Geschäftshaus                                                  | Leer Brunnenstraße 29 Flurstück: 030823-018-00365/023 Karte          | Wohn-/Geschäftshaus zweigeschossiger, traufständiger Ziegelbau mit verputzter Straßenfass ade. Putzflächen mit Fugenschnitt. Gliederung durch Trauf- und Geschossgesims. Obergeschoss-Fenster mit Stuckrahmung. Erbaut Ende 19. Jahrhundert; Bedeutung: städtebaulich; wesentliche Begründung: 4.1; Gruppe gemäß § 3.3 NDSchG; in Gruppe baulicher Anlagen: 457013Gr0041 | Ende 19. Jahrhundert                |                   | 45701300394      |
| weitere Bilder                      | Wohn-/Geschäftshaus                                                  | Leer Brunnenstraße 30 Flurstück: 030823-018-00078/001 Karte          | Wohn-/Geschäftshaus zweigeschossiger, giebelständiger verputzter Ziegelbau mit pfeilerartigen Giebelaufsätzen. Gebäude durch profilierte Gesimse gegliedert, Fenster im Obergeschoss mit Stuckrahmungen und Verdachungen. Erbaut um 1880. Bedeutung: städtebaulich; wesentliche Begründung: 4.1; Gruppe gemäß § 3.3 NDSchG; in Gruppe baulicher Anlagen: 457013Gr0041 | um 1880                             |                   | 45701300398      |
| weitere Bilder                      | Wohn-/Geschäftshaus                                                  | Leer Brunnenstraße 31 Flurstück: 030823-018-00029/001 Karte          | Wohn-/Geschäftshaus zweigeschossiger, giebelständiger Putzbau mit aufwendiger Stuckgliederung. Fensterverdachungen und -umrahmungen sowie balustradenartiger Giebelabschluss mit Vasenaufsätzen. Datiert 1897. Bedeutung: städtebaulich; wesentliche Begründung: 4.1; Gruppe gemäß § 3.3 NDSchG; in Gruppe baulicher Anlagen: 457013Gr0041 | 1897                                |                   | 45701300399      |
| weitere Bilder                      | Bestandteil                                                          | Leer Brunnenstraße 33 Flurstück: 030823-018-00032/003 Karte          | Bestandteil; Gruppe gemäß § 3.3 NDSchG; in Gruppe baulicher Anlagen: 457013Gr0041 |                                     |                   | 45701300535      |
| weitere Bilder                      | Wohnhaus, ehemaligen                                                 | Leer Brunnenstraße 35 Flurstück: 030823-018-00480/034 Karte          | Wohnhaus, ehemaliges Giebelständiger, eingeschossiger Ziegelbau mit Drempel, Straßengiebel verputzt, Lisenenrahmung, Erdgeschoss genutet, Giebeldreieck mit verdachten Rundbogenfenstern, erbaut Ende 19. Jahrhundert; Bedeutung: historisch, wissenschaftlich, städtebaulich; wesentliche Begründung: 1.06 geschichtliche Bedeutung aufgrund des Zeugnis- und Schauwertes durch beispielhafte Ausprägung eines Stils und / oder Gebäudetypus; Einzeldenkmal gemäß § 3.2 NDSchG; in Gruppe baulicher Anlagen: 457013Gr0041                                                                  | Ende 19. Jahrhundert                |                   | 45701300227      |
| weitere Bilder                      | Wohnhaus, ehem.                                                      | Leer Brunnenstraße 37 Flurstück: 030823-018-00006/007 Karte          | Wohnhaus, ehemaliges Giebelständiger, zweigeschossiger Putzbau mit fein profilierten Fensterumrandungen und Ortganggesims, Aufstockung und Fassade Ende 19. Jahrhundert; Bedeutung: historisch, wissenschaftlich, städtebaulich; wesentliche Begründung: 1.06 geschichtliche Bedeutung aufgrund des Zeugnis- und Schauwertes durch beispielhafte Ausprägung eines Stils und / oder Gebäudetypus; Einzeldenkmal gemäß § 3.2 NDSchG; in Gruppe baulicher Anlagen: 457013Gr0041 | Ende 19. Jahrhundert                |                   | 45701300228      |
| weitere Bilder                      | Kaufhaus                                                             | Leer Brunnenstraße 39 Flurstück: 030823-018-00037/003 Karte          | Kaufhaus dreigeschossiger, verputzter Eckbau. Ecke abgeschrägt unter darüberliegendem kleinen Zwerchhaus. Gliederung durch Lisenen und schmale, im Obergeschoss rundbogige Fenster sowie Jugendstilelemente. Erbaut um 1910. Bedeutung: städtebaulich; wesentliche Begründung: 4.1; Gruppe gemäß § 3.3 NDSchG; in Gruppe baulicher Anlagen: 457013Gr0041 | um 1910                             |                   | 45701300536      |
| Brücke (Dr.-vom-Bruch-Brücke)       | Brücke (Dr.-vom-Bruch-Brücke)                                        | Leer Dr.-vom-Bruch-Brücke Flurstück: 030823-008-00219/034 Karte      | Brücke (Dr.-vom-Bruch-Brücke) mit: Betriebshäuschen, Toilette; Auf mehreren Pfeilern ruhende Betonträgerbrücke mit klappbarem Mittelteil aus Stahlträgern, auf der Brücke kleines Betriebshäuschen, davor Toilettenhäuschen (Ziegelbau). Erbaut 1928; Bedeutung: historisch, wissenschaftlich; wesentliche Begründung: 1.06 geschichtliche Bedeutung aufgrund des Zeugnis- und Schauwertes durch beispielhafte Ausprägung eines Stils und / oder Gebäudetypus; Einzeldenkmal gemäß § 3.2 NDSchG                                                                                             | 1928                                |                   | 457013.00326M001 |
| Wohnhaus                            | Wohnhaus                                                             | Leer Friesenstraße 7 Flurstück: 030823-031-00105/000 Karte           | Wohnhaus Giebelständiger, eingeschossiger Ziegelbau unter Krüppelwalmdach. Genutete hölzerne Türumrahmung mit Verdachung. Erbaut Mitte 19. Jahrhundert; Einzeldenkmal gemäß § 3.2 NDSchG | Mitte 19. Jahrhundert               |                   | 45701300265      |
| BW                                  | Wohnhaus                                                             | Leer Friesenstraße 17 Flurstück: 030823-031-00127/004 Karte          | Wohnhaus Giebelständiger, eingeschossiger Ziegelbau. Gliederung der Trauf- und Ortganggesimse. Durch Ziegeleinfassungen gekoppelte Fenster im Erdgeschoss. Erbaut ca. 1910. Bedeutung: historisch, wissenschaftlich, städtebaulich; wesentliche Begründung: 4.1; Gruppe gemäß § 3.3 NDSchG; in Gruppe baulicher Anlagen: 457013Gr0026 | ca. 1910                            |                   | 45701300277      |
| weitere Bilder                      | Villa                                                                | Leer Friesenstraße 18 Flurstück: 030823-020-00112/013 Karte          | Villa Traufständiger, zweigeschossiger Ziegelbau mit Mansarddach. Betonte Mittelachse durch Altan mit Eingang und Zwerchgiebel. Relativ aufwendige Putzgliederung. Erbaut um 1905; Einzeldenkmal gemäß § 3.2 NDSchG | um 1905                             |                   | 45701300266      |
| BW                                  | Wohnhaus                                                             | Leer Friesenstraße 19 Flurstück: 030823-031-00128/002 Karte          | Wohnhaus Giebelständiger, eingeschossiger Ziegelbau. Gliederung des Geschoss- und Ortganggesims. Erbaut 1888. Bedeutung: historisch, wissenschaftlich, städtebaulich; wesentliche Begründung: 4.1; Gruppe gemäß § 3.3 NDSchG; in Gruppe baulicher Anlagen: 457013Gr0026 | 1888                                |                   | 45701300278      |
| BW                                  | Wohnhaus                                                             | Leer Friesenstraße 21 Flurstück: 030823-031-00139/002 Karte          | Wohnhaus Traufständiger, eingeschossiger Ziegelbau mit Gurtgesims. Eckrisalit unter Krüppelwalmdach. Erbaut ca. 1905. Bedeutung: historisch, wissenschaftlich, städtebaulich; wesentliche Begründung: 4.1; Gruppe gemäß § 3.3 NDSchG; in Gruppe baulicher Anlagen: 457013Gr0026 | ca. 1905                            |                   | 45701300279      |
| BW                                  | Wohnhaus                                                             | Leer Friesenstraße 23 Flurstück: 030823-031-00140/002 Karte          | Wohnhaus Giebelständiger Ziegelbau, eingeschossiger mit Gurt- und Ortganggesims. Erbaut ca. 1905; Bedeutung: historisch, wissenschaftlich, städtebaulich; wesentliche Begründung: 4.1; Gruppe gemäß § 3.3 NDSchG; in Gruppe baulicher Anlagen: 457013Gr0026 | ca. 1905                            |                   | 45701300280      |
| BW                                  | Bestandteil                                                          | Leer Friesenstraße 25 Flurstück: 030823-031-00141/001 Karte          | Bestandteil; Gruppe gemäß § 3.3 NDSchG; in Gruppe baulicher Anlagen: 457013Gr0026 |                                     |                   | 45701300281      |
| BW                                  | Bankgebäude (Ehem. Landeszentralbank)                                | Leer Friesenstraße 33 Flurstück: 030823-031-00167/000 Karte          | Bankgebäude (Ehemaliges Landeszentralbank) Monumental wirkender zweigeschossiger Eckbau aus Klinkern mit Kunststeingliederung. Ausladendes konkaves Kranzgesims, an der abgerundeten Ecke von 4 kolossalen Säulen gestützt. Datiert 1908. Einzeldenkmal gemäß § 3.2 NDSchG | 1908                                |                   | 45701300282      |
| BW                                  | Wohnhaus                                                             | Leer Friesenstraße 39 Flurstück: 030823-033-00305/004 Karte          | Wohnhaus eingeschossiger, giebelständiger Ziegelbau unter Satteldach, Eingang in der Mittelachse. Gliederung durch Gesimse und profilierte Fenstereinfassungen unter Verdachungen. Erbaut Ende 19. Jahrhundert; Bedeutung: historisch, wissenschaftlich, städtebaulich; wesentliche Begründung: 1.06 geschichtliche Bedeutung aufgrund des Zeugnis- und Schauwertes durch beispielhafte Ausprägung eines Stils und / oder Gebäudetypus; Gruppe gemäß § 3.3 NDSchG; in Gruppe baulicher Anlagen: 457013Gr0049                                                                                | Ende 19. Jahrhundert                |                   | 45701300466      |
| BW                                  | Wohnhaus                                                             | Leer Friesenstraße 41 Flurstück: 030823-033-00304/002 Karte          | Wohnhaus eingeschossiger Putzbau unter Mansarddach in Schieferdeckung mit Zwerchhaus und kleinem Vorbau zur Straße. Gliederung durch Gesimse und reiche Stuckierungen. Erbaut Ende 19. Jahrhundert; Bedeutung: historisch, wissenschaftlich, städtebaulich; wesentliche Begründung: 1.06 geschichtliche Bedeutung aufgrund des Zeugnis- und Schauwertes durch beispielhafte Ausprägung eines Stils und / oder Gebäudetypus; Gruppe gemäß § 3.3 NDSchG; in Gruppe baulicher Anlagen: 457013Gr0049                                                                                            | Ende 19. Jahrhundert                |                   | 45701300467      |
| BW                                  | Wohnhaus                                                             | Leer Friesenstraße 43 Flurstück: 030823-033-00303/001 Karte          | Wohnhaus eingeschossiger traufständiger Ziegelbau mit Drempel unter Satteldach und Seitenrisalit. Bau durch Gesimse und Scheineckquaderungen gegliedert. Fenster unter profilierten Verdachungen. Erbaut Ende 19. Jahrhundert; Bedeutung: historisch, wissenschaftlich, städtebaulich; wesentliche Begründung: 1.06 geschichtliche Bedeutung aufgrund des Zeugnis- und Schauwertes durch beispielhafte Ausprägung eines Stils und / oder Gebäudetypus; Gruppe gemäß § 3.3 NDSchG; in Gruppe baulicher Anlagen: 457013Gr0049                                                                 | Ende 19. Jahrhundert                |                   | 45701300468      |
| BW                                  | Wohnhaus                                                             | Leer Friesenstraße 45 Flurstück: 030823-033-00301/001 Karte          | Wohnhaus eingeschossiger Putzbau mit Drempelgeschoss unter Satteldach. Baukörperdurch Seitenrisalit mit kl. Vorbau aufgelockert. Gliederung durch gequaderte Ecklisenen und Gesimse. Erbaut Ende 19. Jahrhundert; Bedeutung: historisch, wissenschaftlich, städtebaulich; wesentliche Begründung: 1.06 geschichtliche Bedeutung aufgrund des Zeugnis- und Schauwertes durch beispielhafte Ausprägung eines Stils und / oder Gebäudetypus; Gruppe gemäß § 3.3 NDSchG; in Gruppe baulicher Anlagen: 457013Gr0049                                                                              | Ende 19. Jahrhundert                |                   | 45701300469      |
| BW                                  | Wohnhaus (Doppelhaus)                                                | Leer Friesenstraße 47 Flurstück: 030823-033-00291/005 Karte          | Wohnhaus (Doppelhaus) zweigeschossiger Ziegelbau mit, im Erdgeschoss offenem, Mittelrisalit unter Krüppelwalmdach. Gliederung durch Gesimse, Scheineckquaderungen und profilierte Fensterrahmungen. Erbaut ca. 1890. Bedeutung: historisch, wissenschaftlich, städtebaulich; wesentliche Begründung: 1.06 geschichtliche Bedeutung aufgrund des Zeugnis- und Schauwertes durch beispielhafte Ausprägung eines Stils und / oder Gebäudetypus; Gruppe gemäß § 3.3 NDSchG; in Gruppe baulicher Anlagen: 457013Gr0049                                                                           | ca. 1890                            |                   | 45701300470      |
| BW                                  | Wohnhaus                                                             | Leer Friesenstraße 56 Flurstück: 030823-020-00004/002 Karte          | Wohnhaus eingeschossiger, giebelständiger Ziegelbau mit Drempel. Gliederung durch Putzgesims entlang der Ortgänge und Scheineckquaderungen. Fenster mit Putzrahmungen und Verdachungen. Erbaut Ende 19. Jahrhundert; Bedeutung: historisch, wissenschaftlich, städtebaulich; wesentliche Begründung: 1.06 geschichtliche Bedeutung aufgrund des Zeugnis- und Schauwertes durch beispielhafte Ausprägung eines Stils und / oder Gebäudetypus; Gruppe gemäß § 3.3 NDSchG; in Gruppe baulicher Anlagen: 457013Gr0049                                                                           | Ende 19. Jahrhundert                |                   | 45701300462      |
| BW                                  | Wohnhaus                                                             | Leer Friesenstraße 58 Flurstück: 030823-020-00004/008 Karte          | Wohnhaus eingeschossiger, giebelständiger Ziegelbau unter Satteldach. Gliederung durch Gesimse, Ziegelzierversetzungen an den Ortgängen sowie Fensterbrüstungen. Erbaut Ende 19. Jahrhundert; Bedeutung: historisch, wissenschaftlich, städtebaulich; wesentliche Begründung: 1.06 geschichtliche Bedeutung aufgrund des Zeugnis- und Schauwertes durch beispielhafte Ausprägung eines Stils und / oder Gebäudetypus; Gruppe gemäß § 3.3 NDSchG; in Gruppe baulicher Anlagen: 457013Gr0049                                                                                                  | Ende 19. Jahrhundert                |                   | 45701300463      |
| BW                                  | Wohnhaus                                                             | Leer Friesenstraße 60 Flurstück: 030823-020-00004/013 Karte          | Wohnhaus zweigeschossiger, zur Friesenstraße giebelständiger Ziegelbau unter Satteldach. Fenster zum Teil mit Umrahmungen unter reichlich verzierten Verdachungen und stuckierten Fensterbrüstungen. Ende 19. Jahrhundert; Bedeutung: historisch, wissenschaftlich, städtebaulich; wesentliche Begründung: 1.06 geschichtliche Bedeutung aufgrund des Zeugnis- und Schauwertes durch beispielhafte Ausprägung eines Stils und / oder Gebäudetypus; Gruppe gemäß § 3.3 NDSchG; in Gruppe baulicher Anlagen: 457013Gr0049                                                                     | Ende 19. Jahrhundert                |                   | 45701300464      |
| weitere Bilder                      | Wohnhaus                                                             | Leer Garrelsstraße 3 Flurstück: 030823-024-00154/013 Karte           | Wohnhaus zweigeschossiger Ziegelbau unter Walmdach mit umlaufendem hölzernen Traufgesims. Symmetrisch gegliederter Baukörper. Fenster mit Holzblockrahmen; Eingangstür nach historischem Vorbild. Erbaut „1935“; Einzeldenkmal gemäß § 3.2 NDSchG | 1935                                |                   | 45701300543      |
| BW                                  | Wohnhaus, ehem.                                                      | Leer Gaswerkstraße 8 Flurstück: 030823-031-00028/002 Karte           | Wohnhaus, ehemaliges zweigeschossiger Ziegelbau auf differenziertem Grundriss mit Sockelgeschoss. Gestaltung der neugotische Zierformen. Blendbögen, Gesimse, Freitreppe und rückwärtiger ehemaliger Treppenturm. Datiert 1884. Einzeldenkmal gemäß § 3.2 NDSchG | 1884                                |                   | 45701300263      |
| weitere Bilder                      | Packhaus                                                             | Leer Georgstraße 2 Flurstück: 030823-020-00062/001 Karte             | Packhaus fünfgeschossiger Ziegelbau unter Satteldach. Kräftige Gliederung durch Gesimse, Lisenen und Blendbögen. Erbaut um 1900. Einzeldenkmal gemäß § 3.2 NDSchG | um 1900                             |                   | 45701300244      |
| weitere Bilder                      | Wohnhaus                                                             | Leer Georgstraße 4 Flurstück: 030823-020-01291/062 Karte             | Wohnhaus zweigeschossiger, giebelständiger Ziegelbau mit Putzgliederungen. Erbaut Ende des 19. Jahrhunderts; Einzeldenkmal gemäß § 3.2 NDSchG | Ende 19. Jahrhundert                |                   | 45701300381      |
| weitere Bilder                      | Wohnhaus                                                             | Leer Groninger Straße 7 Flurstück: 030823-026-00001/001 Karte        | Wohnhaus Giebelständiger, zweigeschossiger Ziegelbau, zur Straße verputzt, Giebel mit Traufsteinen, erbaut Ende 16. Jahrhundert, umgebaut um 1800. Einzeldenkmal gemäß § 3.2 NDSchG | Ende 16. Jahrhundert                |                   | 45701300322      |
| weitere Bilder                      | Friedhof (Jüdischer Friedhof)                                        | Leer Groninger Straße 83 Flurstück: 030823-009-00028/002 Karte       | Friedhof (Jüdischer Friedhof) Friedhof mit insgesamt ca. 230 Grabsteinen ab der Mitte des 19. Jahrhunderts. Am Eingang Gedenkstein für die Opfer der nationalsozialistischen Gewaltherrschaft. Baumbestand und Weißdornhecke. Bedeutung: historisch, wissenschaftlich; wesentliche Begründung: 1.01 geschichtliche Bedeutung im Rahmen von Ortsgeschichte; Gruppe gemäß § 3.3 NDSchG; in Gruppe baulicher Anlagen: 457013Gr0031 | Mitte des 19. Jahrhunderts          |                   | 45701300377      |
| weitere Bilder                      | Pflasterstraße                                                       | Leer Großstraße Flurstück: 030823-033-00042/015 Karte                | Pflasterstraße mit: Baumreihe (Allee); alte Pflasterstraße beidseitig von Baumreihe flankiert. Bedeutung: Historisch, wissenschaftlich, städtebaulich; wesentliche Begründung: 4.6; konstituierender Bestandteil einer Gruppe gemäß § 3.3 NDSchG; in Gruppe baulicher Anlagen: 457013Gr0028 |                                     |                   | 457013.00492M001 |
| weitere Bilder                      | Villa                                                                | Leer Großstraße 6 Flurstück: 030823-033-00117/000 Karte              | Villa Traufständiger, zweigeschossiger Bau mit Halbwalmdach, Südtrakt dreigeschossig überhöht mit Standerker zur Straße. Klinkerbau mit Werksteingliederung und Bruchsteinsockel, datiert 1907. Einzeldenkmal gemäß § 3.2 NDSchG | 1907                                |                   | 45701300298      |
| weitere Bilder                      | Wohnhaus                                                             | Leer Großstraße 9 Flurstück: 030823-033-00141/003 Karte              | Wohnhaus Bescheidener Ziegelbau mit einfachem Dekor. Wohnhäuser erbaut ab Ende 19. Jahrhundert; Bedeutung: historisch, wissenschaftlich, städtebaulich; wesentliche Begründung: 4.4; Gruppe gemäß § 3.3 NDSchG; in Gruppe baulicher Anlagen: 457013Gr0028 | ab Ende 19. Jahrhundert             |                   | 45701300308      |
| weitere Bilder                      | Wohnhaus                                                             | Leer Großstraße 10 Flurstück: 030823-033-00116/002 Karte             | Wohnhaus Bescheidener Ziegelbau mit einfachem Dekor. Wohnhäuser erbaut ab Ende 19. Jahrhundert; Bedeutung: historisch, wissenschaftlich, städtebaulich; wesentliche Begründung: 4.4; Gruppe gemäß § 3.3 NDSchG; in Gruppe baulicher Anlagen: 457013Gr0028 | ab Ende 19. Jahrhundert             |                   | 45701300299      |
| weitere Bilder                      | Wohnhaus                                                             | Leer Großstraße 11 Flurstück: 030823-033-00142/002 Karte             | Wohnhaus Bescheidener Ziegelbau mit einfachem Dekor. Wohnhäuser erbaut ab Ende 19. Jahrhundert; Bedeutung: historisch, wissenschaftlich, städtebaulich; wesentliche Begründung: 4.4; Gruppe gemäß § 3.3 NDSchG; in Gruppe baulicher Anlagen: 457013Gr0028 | ab Ende 19. Jahrhundert             |                   | 45701300309      |
| weitere Bilder                      | Wohnhaus                                                             | Leer Großstraße 12 Flurstück: 030823-033-00115/000 Karte             | Wohnhaus Bescheidener Ziegelbau mit einfachem Dekor. Wohnhäuser erbaut ab Ende 19. Jahrhundert; Bedeutung: historisch, wissenschaftlich, städtebaulich; wesentliche Begründung: 4.4; Gruppe gemäß § 3.3 NDSchG; in Gruppe baulicher Anlagen: 457013Gr0028 | ab Ende 19. Jahrhundert             |                   | 45701300300      |
| weitere Bilder                      | Wohnhaus                                                             | Leer Großstraße 13 Flurstück: 030823-033-00143/002 Karte             | Wohnhaus Bescheidener Ziegelbau, Fenster mit Stuckrahmung. Wohnhäuser erbaut ab Ende 19. Jahrhundert; Bedeutung: historisch, wissenschaftlich, städtebaulich; wesentliche Begründung: 4.4; Gruppe gemäß § 3.3 NDSchG; in Gruppe baulicher Anlagen: 457013Gr0028 | ab Ende 19. Jahrhundert             |                   | 45701300310      |
| weitere Bilder                      | Wohnhaus                                                             | Leer Großstraße 14 Flurstück: 030823-033-00114/000 Karte             | Wohnhaus Bescheidener Ziegelbau, Fenster mit Stuckumrandung. Gebäude datiert 1895. Bedeutung: historisch, wissenschaftlich, städtebaulich; wesentliche Begründung: 4.4; Gruppe gemäß § 3.3 NDSchG; in Gruppe baulicher Anlagen: 457013Gr0028 | 1895                                |                   | 45701300301      |
| weitere Bilder                      | Wohnhaus                                                             | Leer Großstraße 15 Flurstück: 030823-033-00144/002 Karte             | Wohnhaus Bescheidener Ziegelbau, Fenster mit Stuckrahmung. Wohnhäuser erbaut ab Ende 19. Jahrhundert; Bedeutung: historisch, wissenschaftlich, städtebaulich; wesentliche Begründung: 4.4; Gruppe gemäß § 3.3 NDSchG; in Gruppe baulicher Anlagen: 457013Gr0028 | ab Ende 19. Jahrhundert             |                   | 45701300311      |
| weitere Bilder                      | Wohnhaus                                                             | Leer Großstraße 16 Flurstück: 030823-033-00113/006 Karte             | Wohnhaus Bescheidener Ziegelbau mit einfachem Dekor. Wohnhäuser erbaut ab Ende 19. Jahrhundert; Bedeutung: historisch, wissenschaftlich, städtebaulich; wesentliche Begründung: 4.4; Gruppe gemäß § 3.3 NDSchG; in Gruppe baulicher Anlagen: 457013Gr0028 | ab Ende 19. Jahrhundert             |                   | 45701300302      |
| weitere Bilder                      | Bestandteil                                                          | Leer Großstraße 17 Flurstück: 030823-033-00145/000 Karte             | Bestandteil; Gruppe gemäß § 3.3 NDSchG; in Gruppe baulicher Anlagen: 457013Gr0028 |                                     |                   | 45701300312      |
| weitere Bilder                      | Wohnhaus (Doppelhaus)                                                | Leer Großstraße 18 Flurstück: 030823-033-00112/002 Karte             | Wohnhaus (Doppelhaus) Traufständiger, bescheidener Ziegelbau mit Zwerchgiebel. Wohnhäuser erbaut ab Ende 19. Jahrhundert; Bedeutung: historisch, wissenschaftlich, städtebaulich; wesentliche Begründung: 4.4; Gruppe gemäß § 3.3 NDSchG; in Gruppe baulicher Anlagen: 457013Gr0028 | ab Ende 19. Jahrhundert             |                   | 45701300303      |
| weitere Bilder                      | Wohnhaus                                                             | Leer Großstraße 19 Flurstück: 030823-033-00146/003 Karte             | Wohnhaus Bescheidener Ziegelbau mit einfachem Dekor. Wohnhäuser erbaut ab Ende 19. Jahrhundert; Bedeutung: historisch, wissenschaftlich, städtebaulich; wesentliche Begründung: 4.4; Gruppe gemäß § 3.3 NDSchG; in Gruppe baulicher Anlagen: 457013Gr0028 | ab Ende 19. Jahrhundert             |                   | 45701300313      |
| weitere Bilder                      | Wohnhaus                                                             | Leer Großstraße 20 Flurstück: 030823-033-00111/002 Karte             | Wohnhaus Bescheidener Ziegelbau mit einfachem Dekor. Wohnhäuser erbaut ab Ende 19. Jahrhundert; Bedeutung: historisch, wissenschaftlich, städtebaulich; wesentliche Begründung: 4.4; Gruppe gemäß § 3.3 NDSchG; in Gruppe baulicher Anlagen: 457013Gr0028 | ab Ende 19. Jahrhundert             |                   | 45701300304      |
| weitere Bilder                      | Wohnhaus                                                             | Leer Großstraße 22 Flurstück: 030823-033-00109/002 Karte             | Wohnhaus Bescheidener Ziegelbau mit einfachem Dekor. Wohnhäuser erbaut ab Ende 19. Jahrhundert; Bedeutung: historisch, wissenschaftlich, städtebaulich; wesentliche Begründung: 4.4; Gruppe gemäß § 3.3 NDSchG; in Gruppe baulicher Anlagen: 457013Gr0028 | ab Ende 19. Jahrhundert             |                   | 45701300305      |
| weitere Bilder                      | Wohnhaus                                                             | Leer Großstraße 23 Flurstück: 030823-033-00150/000 Karte             | Wohnhaus Bescheidener Ziegelbau mit einfachem Dekor. Wohnhäuser erbaut ab Ende 19. Jahrhundert; Bedeutung: historisch, wissenschaftlich, städtebaulich; wesentliche Begründung: 4.4; Gruppe gemäß § 3.3 NDSchG; in Gruppe baulicher Anlagen: 457013Gr0028 | ab Ende 19. Jahrhundert             |                   | 45701300315      |
| weitere Bilder                      | Bestandteil                                                          | Leer Großstraße 24 Flurstück: 030823-033-00108/004 Karte             | Bestandteil Bescheidener Ziegelbau mit einfachem Dekor. Wohnhäuser erbaut ab Ende 19. Jahrhundert; Gruppe gemäß § 3.3 NDSchG; in Gruppe baulicher Anlagen: 457013Gr0028 | ab Ende 19. Jahrhundert             |                   | 45701300306      |
| weitere Bilder                      | Wohnhaus                                                             | Leer Großstraße 25 Flurstück: 030823-033-00151/002 Karte             | Wohnhaus Bescheidener Ziegelbau mit einfachem Dekor. Wohnhäuser erbaut ab Ende 19. Jahrhundert; Bedeutung: historisch, wissenschaftlich, städtebaulich; wesentliche Begründung: 4.4; Gruppe gemäß § 3.3 NDSchG; in Gruppe baulicher Anlagen: 457013Gr0028 | ab Ende 19. Jahrhundert             |                   | 45701300316      |
| weitere Bilder                      | Wohnhaus                                                             | Leer Großstraße 26 Flurstück: 030823-033-00107/002 Karte             | Wohnhaus Bescheidener Ziegelbau mit einfachem Dekor. Wohnhäuser erbaut ab Ende 19. Jahrhundert; Bedeutung: historisch, wissenschaftlich, städtebaulich; wesentliche Begründung: 4.4; Gruppe gemäß § 3.3 NDSchG; in Gruppe baulicher Anlagen: 457013Gr0028 | ab Ende 19. Jahrhundert             |                   | 45701300307      |
| weitere Bilder                      | Wohnhaus                                                             | Leer Großstraße 27 Flurstück: 030823-033-00175/002 Karte             | Wohnhaus Bescheidener Ziegelbau mit einfachem Dekor. Wohnhäuser erbaut ab Ende 19. Jahrhundert; Bedeutung: historisch, wissenschaftlich, städtebaulich; wesentliche Begründung: 4.4; Gruppe gemäß § 3.3 NDSchG; in Gruppe baulicher Anlagen: 457013Gr0028 | ab Ende 19. Jahrhundert             |                   | 45701300317      |
| BW                                  | Wohnhaus                                                             | Leer Großstraße 29 Flurstück: 030823-033-00176/002 Karte             | Wohnhaus Bescheidener Ziegelbau mit einfachem Dekor. Wohnhäuser erbaut ab Ende 19. Jahrhundert; Bedeutung: historisch, wissenschaftlich, städtebaulich; wesentliche Begründung: 4.4; Gruppe gemäß § 3.3 NDSchG; in Gruppe baulicher Anlagen: 457013Gr0028 | ab Ende 19. Jahrhundert             |                   | 45701300318      |
| weitere Bilder                      | Wohnhaus                                                             | Leer Großstraße 31 Flurstück: 030823-033-00177/002 Karte             | Wohnhaus Bescheidener Ziegelbau mit einfachem Dekor. Wohnhäuser erbaut ab Ende 19. Jahrhundert; Bedeutung: historisch, wissenschaftlich, städtebaulich; wesentliche Begründung: 4.4; Gruppe gemäß § 3.3 NDSchG; in Gruppe baulicher Anlagen: 457013Gr0028 | ab Ende 19. Jahrhundert             |                   | 45701300319      |
| weitere Bilder                      | Wohnhaus                                                             | Leer Großstraße 33 Flurstück: 030823-033-00178/002 Karte             | Wohnhaus Bescheidener Ziegelbau mit einfachem Dekor. Wohnhäuser erbaut ab Ende 19. Jahrhundert; Bedeutung: historisch, wissenschaftlich, städtebaulich; wesentliche Begründung: 4.4; Gruppe gemäß § 3.3 NDSchG; in Gruppe baulicher Anlagen: 457013Gr0028 | ab Ende 19. Jahrhundert             |                   | 45701300320      |
| weitere Bilder                      | Wohnhaus                                                             | Leer Großstraße 35 Flurstück: 030823-033-00179/000 Karte             | Wohnhaus Bescheidener Ziegelbau mit einfachem Dekor. Wohnhäuser erbaut ab Ende 19. Jahrhundert; Bedeutung: historisch, wissenschaftlich, städtebaulich; wesentliche Begründung: 4.4; Gruppe gemäß § 3.3 NDSchG; in Gruppe baulicher Anlagen: 457013Gr0028 | ab Ende 19. Jahrhundert             |                   | 45701300321      |
| weitere Bilder                      | Herrenhaus (Haneburg)                                                | Leer Haneburgallee 8 Flurstück: 030823-016-00037/031 Karte           | Herrenhaus (Haneburg) mit: Toreinfahrt, Brunnen, Zufahrtsallee; Dreiflügelanlage, zweigeschossiger Ziegelbau/Werksteingliederung, Südwest-Teil mit Treppenturm, Volutengiebel und Kreuzstockfenstern von 1621, Hauptflügel von 1671 mit barocker Tür, Nordflügel Anfang 20. Jahrhundert; Bedeutung: historisch, künstlerisch, wissenschaftlich; wesentliche Begründung: 1.05 geschichtliche Bedeutung aufgrund des Zeugnis- und Schauwertes für Bau- und Kunstgeschichte; konstituierender Bestandteil einer Gruppe gemäß § 3.3 NDSchG; in Gruppe baulicher Anlagen: 457013Gr0019           | 1621/1671                           |                   | 457013.00147M001 |
| Fabrikanlage (Tabakfabrik, ehem.)   | Fabrikanlage (Tabakfabrik, ehem.)                                    | Leer Harderwykensteg 1 Flurstück: 030823-018-00006/007 Karte         | Fabrikanlage (Tabakfabrik, ehemalige) Langgestreckter, eingeschossiger Ziegelbau mit Mansarddach und Traufgesims, den außermittig ein zweigeschossiger Quertrakt mit Mansarddach, Lisenen- und Gesimsgliederung durchdringt. Erbaut um 1920. Einzeldenkmal gemäß § 3.2 NDSchG | um 1920                             |                   | 45701300198      |
| weitere Bilder                      | Burganlage (Harderwykenburg)                                         | Leer Harderwykensteg 21 Flurstück: 030823-018-00002/001 Karte        | Burganlage (Harderwykenburg) In parkartigem Grundstück auf leichter Erhöhung liegend. Turmhaus mit Anbauten, Kernbau zweigeschossiger, verputzter Ziegelbau mit geschweiften Staffelgiebeln und Wappentafel. Erbaut 1573. Bedeutung: historisch, wissenschaftlich, städtebaulich; wesentliche Begründung: 1.01 geschichtliche Bedeutung im Rahmen von Ortsgeschichte; Einzeldenkmal gemäß § 3.2 NDSchG; in Gruppe baulicher Anlagen: 457013Gr0051 | 1573                                |                   | 45701300197      |
| weitere Bilder                      | Gartenanlage (Harderwykenburg)                                       | Leer Harderwykensteg 21 Flurstück: 030823-018-00002/001 Karte        | Gartenanlage (Harderwykenburg) Landschaftlich gestalteter Hausgarten aus der 2. Hälfte des 19. Jahrhunderts mit prägnantem Baumbestand. Bedeutung: historisch, städtebaulich; wesentliche Begründung: 1.01 geschichtliche Bedeutung im Rahmen von Ortsgeschichte; Gruppe gemäß § 3.3 NDSchG; in Gruppe baulicher Anlagen: 457013Gr0051 | 2. Hälfte des 19. Jahrhunderts      |                   | 45701300486      |
| weitere Bilder                      | Kriegerdenkmal                                                       | Leer Heisfelder Straße Flurstück: 030823-032-00180/005 Karte         | Kriegerdenkmal Rotunde aus Ziegelmauerwerk, aus Pfeilern und Öffnungen im gleichmäßigen Takt bestehend. In der Mitte altarartiger Gedenkstein mit aufgehendem Holzkreuz für die Gefallenen des Ersten Weltkrieges. Einzeldenkmal gemäß § 3.2 NDSchG |                                     |                   | 45701300552      |
| Wohnhaus                            | Wohnhaus                                                             | Leer Heisfelder Straße 73H Flurstück: 030823-031-00082/001 Karte     | Wohnhaus mit: Wintergarten; traufständiger, zweigeschossiger Putzbau mit flach geneigtem Schieferdach, villenartig mit spätklassizistischen Formen der Hannoverschen Schule. Erbaut Ende 19. Jahrhundert; Bedeutung: historisch, wissenschaftlich; wesentliche Begründung: 1.06 geschichtliche Bedeutung aufgrund des Zeugnis- und Schauwertes durch beispielhafte Ausprägung eines Stils und / oder Gebäudetypus; Einzeldenkmal gemäß § 3.2 NDSchG | Ende 19. Jahrhundert                |                   | 457013.00387M001 |
| Wohnhaus                            | Wohnhaus                                                             | Leer Heisfelder Straße 97 Flurstück: 030823-032-00117/003 Karte      | Wohnhaus mit: Einfriedung; eingeschossiger, traufständiger Ziegelbau mit Risalit unter Satteldach und Freigespärre zur Straße. Gliederung durch Gesimse. Originale Fenster erhalten. Erbaut ca. 1905; Einzeldenkmal gemäß § 3.2 NDSchG | ca. 1905                            |                   | 457013.00558M001 |
| Wohnhaus                            | Wohnhaus                                                             | Leer Heisfelder Straße 99 Flurstück: 030823-032-00112/000 Karte      | Wohnhaus mit: Vorgarten, Einfriedung; eingeschossiger, giebelständiger Ziegelbau unter Mansarddach mit Querhaus. Im Erdgeschoss zur Straße leichter rundbogiger Vorbau. Originale Fenster und Tür erhalten. Erbaut ca. 1918; Bedeutung: historisch, wissenschaftlich; wesentliche Begründung: 1.06 geschichtliche Bedeutung aufgrund des Zeugnis- und Schauwertes durch beispielhafte Ausprägung eines Stils und / oder Gebäudetypus; Einzeldenkmal gemäß § 3.2 NDSchG | ca. 1918                            |                   | 457013.00559M001 |
| Wohnhaus                            | Wohnhaus                                                             | Leer Heisfelder Straße 151 Flurstück: 030823-032-00035/002 Karte     | Wohnhaus eingeschossiger Ziegelbau mit Drempel auf differenziertem Grundriss. Eckausbildung mit kleinem Turm. Gliederung durch Putzgesims, Fenster mit Putzrahmung. Erbaut Anfang 20. Jahrhunderts; Einzeldenkmal gemäß § 3.2 NDSchG | Anfang 20. Jahrhundert              |                   | 45701300557      |
| weitere Bilder                      | Kirche (Christuskirche, ev.)                                         | Leer Hoheellernweg 4 Flurstück: 030823-036-00001/000 Karte           | Kirche (Christuskirche, ev.) Neugotischer Ziegelbau mit polygonalem Chor, Strebepfeilern, Abschlussgesims, gekuppelte Fenster in Spitzbogenblenden. Erbaut um 1900. Einzeldenkmal gemäß § 3.2 NDSchG | um 1900                             |                   | 45701300325      |
| Schule (Hoheellernschule)           | Schule (Hoheellernschule)                                            | Leer Hoheellernweg 6 Flurstück: 030823-036-00007/042 Karte           | Schule (Hoheellernschule) zweigeschossiger Ziegelbau unter Satteldach, Baukörper durch Eingangsrisalit gegliedert. Nach Norden kleiner Vorbau mit dem Sanitärbereich. Erbaut durch den Architekten Börner aus Leer „1950“; Einzeldenkmal gemäß § 3.2 NDSchG | 1950                                |                   | 45701300553      |
| weitere Bilder                      | Wohnhaus                                                             | Leer Kampstraße 5 Flurstück: 030823-025-00071/003 Karte              | Wohnhaus zweigeschossiger verputzter, traufständiger Ziegelbau, Obergeschoss-Fenster mit segmentbogigen Stürzen; Erdgeschoss-Fenster mit geraden Stürzen. Erbaut 2. Hälfte 19. Jahrhundert; Einzeldenkmal gemäß § 3.2 NDSchG | 2. Hälfte 19. Jahrhundert           |                   | 45701300400      |
| weitere Bilder                      | Wohnhaus                                                             | Leer Kampstraße 7 Flurstück: 030823-025-00068/003 Karte              | Wohnhaus zweigeschossiger verputzter, traufständiger Ziegelbau. A n den Ortgängen Beitelmauerwerk. Traufgesims mit hölzernen Konsolen. Erbaut um 1800, erneuert Ende 19. Jahrhundert; Einzeldenkmal gemäß § 3.2 NDSchG | um 1800                             |                   | 45701300500      |
| weitere Bilder                      | Wohnhaus                                                             | Leer Kampstraße 15 Flurstück: 030823-025-00181/061 Karte             | Wohnhaus Traufständiger, eingeschossiger verputzter Ziegelbau mit Zwerchhaus. Zwerchhaus durch Pfeileraufsätze betont. Fenster mit Stuckrahmungen. Erbaut Ende 19. Jahrhundert; Einzeldenkmal gemäß § 3.2 NDSchG | Ende 19. Jahrhundert                |                   | 45701300401      |
| weitere Bilder                      | Wohnhaus                                                             | Leer Kampstraße 24 Flurstück: 030823-024-00180/003 Karte             | Wohnhaus eingeschossiger, verputzter Massivbau mit Drempel unter Satteldach. Erdgeschoss in Scheinquaderung. Zur Straße Rundbogenfenster, im Obergeschoss unter feinprofilierter Verdachung. Erbaut ca. 1880. Einzeldenkmal gemäß § 3.2 NDSchG | ca. 1880                            |                   | 45701300404      |
| weitere Bilder                      | Wohnhaus (Doppelhaus)                                                | Leer Kampstraße 30 Flurstück: 030823-024-00186/003 Karte             | Wohnhaus (Doppelhaus) Teilstück einer budenähnlichen Bebauung; eingeschossiger, traufständiger Ziegelbau mit asymmetrischer Dachneigung, Straßenfassade mit Holzblockrahmenfenstern und Traufgeschoss, 2. Hälfte 19. Jahrhundert, im Kern wohl älter. Einzeldenkmal gemäß § 3.2 NDSchG | 2. Hälfte 19. Jahrhundert und älter |                   | 45701300174      |
| Wohnhaus                            | Wohnhaus                                                             | Leer Kirchstraße 3 Flurstück: 030823-023-00025/001 Karte             | Wohnhaus zweigeschossiger, hellgestrichener Ziegelbau, traufständig an der Schmiedestraße. Gliederung durch Traufgesims. Fenster zum Teil mit Holzblockrahmen. Erbaut 1. Hälfte 19. Jahrhundert; Einzeldenkmal gemäß § 3.2 NDSchG | 1. Hälfte 19. Jahrhundert           |                   | 45701300544      |
| Wohnhaus                            | Wohnhaus                                                             | Leer Kirchstraße 13 Flurstück: 030823-023-00018/001 Karte            | Wohnhaus Giebelständiger, eingeschossiger, zur Straße verputzter Ziegelbau, Holzblockrahmenfenster, Traufsteine, datiert 1798. Einzeldenkmal gemäß § 3.2 NDSchG | 1798                                |                   | 45701300185      |
| weitere Bilder                      | Kirche, ev. ref.                                                     | Leer Kirchstraße 14 Flurstück: 030823-018-00165/005 Karte            | Kirche, ev. ref. Zentralbau über griechischem Kreuz mit Kreissektoren in den Winkeln, Ziegelbau mit Werksteingliederung, datiert 1787. Im Norden hoher Glockenturm mit Laterne, erbaut 1805. Einzeldenkmal gemäß § 3.2 NDSchG | 1787                                |                   | 45701300200      |
| Wohnhaus                            | Wohnhaus                                                             | Leer Kirchstraße 21 Flurstück: 030823-023-00008/004 Karte            | Wohnhaus Traufständiger, eingeschossiger, auf den Schauseiten verputzter Ziegelbau mit zwei parallelen Satteldächern; zur Straße Zwerchhaus mit Eckpilastern, Schweifgiebel mit Aufsatz und Voluten; Mitte 18. Jahrhundert; Einzeldenkmal gemäß § 3.2 NDSchG | Mitte 18. Jahrhundert               |                   | 45701300186      |
| Wohnhaus                            | Wohnhaus                                                             | Leer Kirchstraße 25 Flurstück: 030823-023-00002/004 Karte            | Wohnhaus Langgestreckter schmaler, eingeschossiger Ziegelbau, unter der Traufe Klötzchenfries, überwiegend Holzblockrahmenfenster, genutete Türeinfassung auf der Traufseite, datiert 1773, Straßengiebel 1948. Einzeldenkmal gemäß § 3.2 NDSchG | 1773                                |                   | 45701300187      |
| Wohnhaus                            | Wohnhaus                                                             | Leer Kirchstraße 26 Flurstück: 030823-018-00185/002 Karte            | Wohnhaus eingeschossiger traufständiger Ziegelbau mit überhöhtem Mittelrisalit unter Satteldach. Fassadengliederung mit Ziegel-Ziersetzung. Originale wandfeste Innenausstattung (Fliesen!). Erbaut „1935“; Einzeldenkmal gemäß § 3.2 NDSchG | 1935                                |                   | 45701300607      |
| weitere Bilder                      | Kirche St. Michael, kath.                                            | Leer Kirchstraße 27 Flurstück: 030823-017-00083/001 Karte            | Kirche (St. Michaelskirche, kath.) Rechteckiger Saalbau mit Pilastergliederung und Westturm, Ziegelbau, datiert 1775. Seitenschiffsartiger Erweiterungsbau Mitte 20. Jahrhundert; Einzeldenkmal gemäß § 3.2 NDSchG | 1775                                |                   | 45701300188      |
| Wohnhaus                            | Wohnhaus                                                             | Leer Kirchstraße 35 Flurstück: 030823-017-00075/001 Karte            | Wohnhaus Traufständiger, eingeschossiger, zur Straße verputzter Ziegelbau, Fenster und Tür mit profilierten Holzblockrahmen. Erbaut Anfang 19. Jahrhundert. Rückwärtig Gartenmauer. Einzeldenkmal gemäß § 3.2 NDSchG | Anfang 19. Jahrhundert              |                   | 45701300189      |
| Wohnhaus                            | Wohnhaus                                                             | Leer Kirchstraße 37 Flurstück: 030823-017-00075/001 Karte            | Wohnhaus Traufständiger, eingeschossiger, zur Straße verputzter Ziegelbau mit Zwerchhaus, Fenster und Tür mit profilierten Holzblockrahmen. Erbaut Anfang 19. Jahrhundert; Einzeldenkmal gemäß § 3.2 NDSchG | Anfang 19. Jahrhundert              |                   | 45701300190      |
| Wohnhaus                            | Wohnhaus                                                             | Leer Kirchstraße 42 Flurstück: 030823-017-00208/005 Karte            | Wohnhaus mit: Hinterhaus; Bedeutung: historisch, wissenschaftlich; wesentliche Begründung: 1.06 geschichtliche Bedeutung aufgrund des Zeugnis- und Schauwertes durch beispielhafte Ausprägung eines Stils und / oder Gebäudetypus; Einzeldenkmal gemäß § 3.2 NDSchG |                                     | 28. März 1993     | 457013.00480M001 |
| weitere Bilder                      | Armenhaus, I (ehem. ev.-ref. Kirchengemeinde)                        | Leer Kirchstraße 54 Flurstück: 030823-015-00124/012 Karte            | Armenhaus, I (ehemalige ev.-ref. Kirchengemeinde) eingeschossiger Dreiflügelanlage, Ziegelbau mit Sockel-, Lisenen- und Gesimsgliederung, Mittelrisalit des Hauptflügels mit Schweifgiebel und aufwendiger Portalrahmung. Datiert 1790. Einzeldenkmal gemäß § 3.2 NDSchG | 1790                                |                   | 45701300195      |
| weitere Bilder                      | Wohnhaus                                                             | Leer Königstraße 1 Flurstück: 030823-024-00371/105 Karte             | Wohnhaus Traufständiger, zweigeschossiger Putzbau, Erdgeschoss mit Quaderverfugung, profilierte Gesimse und Türumrandung. Erbaut 1. Hälfte 19. Jahrhundert; Einzeldenkmal gemäß § 3.2 NDSchG | 1. Hälfte 19. Jahrhundert           |                   | 45701300176      |
| weitere Bilder                      | Wohnhaus                                                             | Leer Königstraße 4 Flurstück: 030823-023-00070/001 Karte             | Wohnhaus traufständiges, eingeschossiges, geputztes Kleinwohnhaus zur Straße Zwerchhaus mit Volutengiebel, Traufgesims, Holzblockrahmenfenster, genutete Türeinfassung aus Holz. Erbaut um 1800. Bedeutung: historisch, wissenschaftlich; wesentliche Begründung: 1.06 geschichtliche Bedeutung aufgrund des Zeugnis- und Schauwertes durch beispielhafte Ausprägung eines Stils und / oder Gebäudetypus; Gruppe gemäß § 3.3 NDSchG; in Gruppe baulicher Anlagen: 457013Gr0021 | um 1800                             |                   | 45701300177      |
| weitere Bilder                      | Wohnhaus, ehem.                                                      | Leer Königstraße 6 Flurstück: 030823-023-00070/001 Karte             | Wohnhaus, ehemaliges eingeschossiges, geputztes ehemaliges Kleinwohnhaus als Lagergebäude umgenutzt. Gebäude mit Holzblockrahmenfenster, im Dach Windenerker. Erbaut 1. Hälfte 19. Jahrhundert; Bedeutung: historisch, wissenschaftlich; wesentliche Begründung: 1.06 geschichtliche Bedeutung aufgrund des Zeugnis- und Schauwertes durch beispielhafte Ausprägung eines Stils und / oder Gebäudetypus; Gruppe gemäß § 3.3 NDSchG; in Gruppe baulicher Anlagen: 457013Gr0021 | 1. Hälfte 19. Jahrhundert           |                   | 45701300178      |
| weitere Bilder                      | Wohnhaus                                                             | Leer Königstraße 8 Flurstück: 030823-023-00068/001 Karte             | Wohnhaus Traufständiges, eingeschossiges, geputztes Kleinwohnhaus zur Straße Zwerchhaus mit Giebelbekrönung. Datiert 1783. Bedeutung: historisch, wissenschaftlich; wesentliche Begründung: 1.06 geschichtliche Bedeutung aufgrund des Zeugnis- und Schauwertes durch beispielhafte Ausprägung eines Stils und / oder Gebäudetypus; Gruppe gemäß § 3.3 NDSchG; in Gruppe baulicher Anlagen: 457013Gr0021 | 1783                                |                   | 45701300179      |
| weitere Bilder                      | Packhaus                                                             | Leer Königstraße 10 Flurstück: 030823-023-00067/000 Karte            | Packhaus Giebelständiger, zweigeschossiger Ziegelbau, mittige korbbogige Einfahrt, darüber Ladeluken, skulptierte Traufsteine, Holzblockrahmenfenster. Datiert 1802; im Kern wohl älter. Einzeldenkmal gemäß § 3.2 NDSchG | 1802 und älter                      |                   | 45701300180      |
| weitere Bilder                      | Packhaus                                                             | Leer Königstraße 14 Flurstück: 030823-023-00065/001 Karte            | Packhaus Großer, traufständiger, dreigeschossiger Ziegelbau mit prof. Traufgesims, die niedrigeren Obergeschosse mit kleinen Fenstern, Mittelachse mit Ladeluken und Windenerker. Erbaut Anfang 19. Jahrhundert; Einzeldenkmal gemäß § 3.2 NDSchG | Anfang 19. Jahrhundert              |                   | 45701300181      |
| weitere Bilder                      | Packhaus                                                             | Leer Königstraße 16 Flurstück: 030823-023-00062/003 Karte            | Packhaus Großer, traufständiger, dreigeschossiger Ziegelbau mit Gurt- und Traufgesims, die niedrigen Obergeschoss mit kleinen Fenstern, außermittige Ladeluken, erbaut Anfang 19. Jahrhundert; nachträglich aufgebrachter Quaderputz. Einzeldenkmal gemäß § 3.2 NDSchG | Anfang 19. Jahrhundert              |                   | 45701300182      |
| weitere Bilder                      | Packhaus                                                             | Leer Königstraße 17 Flurstück: 030823-024-00090/004 Karte            | Packhaus Traufständiger, dreigeschossiger Ziegelbau, kleine Speicherfenster in den OG, Mittelachse mit breiter Eingangszone, Ladeluken und Windenerker, Traufgesims aus Ziegelformsteinen, erbaut Anfang 19. Jahrhundert; Einzeldenkmal gemäß § 3.2 NDSchG | Anfang 19. Jahrhundert              |                   | 45701300183      |
| weitere Bilder                      | Wilhelmine-Siefkes-Schule                                            | Leer Königstraße 33 Flurstück: 030823-024-00004/025 Karte            | Schule (Ludgerischule, ehemalige) Bau in Formen des Rundbogenstils. Einzeldenkmal gemäß § 3.2 NDSchG | 1852/53                             | 1. März 1984      | 45701300441      |
| weitere Bilder                      | Bootshaus (Ruderverein Leer)                                         | Leer Ledastraße 2 Flurstück: 030823-020-00080/014 Karte              | Bootshaus (Ruderverein Leer) eingeschossiger Fachwerkbau auf massivem Untergeschoss. Seitli ch überdachter Eingang. Im Erdgeschoss Clubräume, im Untergeschoss Bootslager. Erbaut 1906. Einzeldenkmal gemäß § 3.2 NDSchG | 1906                                |                   | 45701300239      |
| weitere Bilder                      | Wohnhaus                                                             | Leer Ledastraße 17 Flurstück: 030823-020-00075/002 Karte             | Wohnhaus dreigeschossiger Ziegelbau, kubischer Baukörper mit flachem Dreiecksgiebel. Gebäude durch Lisenen und Traufgesimse gegliedert. Fenster unter Verdachungen. Erbaut um 1880. Einzeldenkmal gemäß § 3.2 NDSchG | um 1880                             |                   | 45701300246      |
| weitere Bilder                      | Packhaus                                                             | Leer Ledastraße 23 Flurstück: 030823-020-00071/002 Karte             | Packhaus viergeschossiger, traufständiger Ziegelbau unter Satteldach. Gliederung durch Trauf- und umlaufende Fensterbankgesimse. Seitlich Quereinfahrt. Erbaut 1872. Einzeldenkmal gemäß § 3.2 NDSchG | 1872                                |                   | 45701300245      |
| weitere Bilder                      | Wasserturm                                                           | Leer Marienstraße 29 Flurstück: 030823-034-00050/004 Karte           | Wasserturm Wuchtiger Ziegelbau auf quadratischem Grundriss. Die unteren, wenig gegliederte Geschosse mit über Eck gestellten Strebepfeilern, die oberen Geschossecken mit Fensterbändern, erbaut um 1930. Einzeldenkmal gemäß § 3.2 NDSchG | um 1930                             |                   | 45701300337      |
| weitere Bilder                      | Kriegerdenkmal                                                       | Leer Mühlenstraße Flurstück: 030823-020-00297/008 Karte              | Kriegerdenkmal Für die Kriege 1870/1871. Treppenförmig sich verjüngender Sandsteinpfeiler von Adler bekrönt; errichtet 1874; Einzeldenkmal gemäß § 3.2 NDSchG | 1874                                |                   | 45701300237      |
| weitere Bilder                      | Bankgebäude                                                          | Leer Mühlenstraße 6 Flurstück: 030823-018-00048/001 Karte            | Bankgebäude zweigeschossiger, traufständiger barockisierender Massivbau mit Jugendstilelementen, Straßenfassade mit Lisenen und Geschossgesims. Mittiger Erker unter breiter Schweifgaube, erbaut um 1905. Einzeldenkmal gemäß § 3.2 NDSchG | um 1905                             |                   | 45701300231      |
| weitere Bilder                      | Wohn-/Geschäftshaus                                                  | Leer Mühlenstraße 14 Flurstück: 030823-022-00262/002 Karte           | Wohn-/Geschäftshaus zweigeschossiger Eckbau durch kleinen turmähnlichen Aufbau betont. Rustikale Gliederung durch stuckierte Trauf- und Geschossgesimse sowie Fensterumrahmungen und -verdachungen. Erbaut „1886“. Bedeutung: historisch, städtebaulich; wesentliche Begründung: 4.1; Gruppe gemäß § 3.3 NDSchG; in Gruppe baulicher Anlagen: 457013Gr0057 | 1886                                |                   | 45701300524      |
| weitere Bilder                      | Wohn-/Geschäftshaus                                                  | Leer Mühlenstraße 16 Flurstück: 030823-022-00260/001 Karte           | Wohn-/Geschäftshaus eingeschossiger, giebelständiger Putzbau mit Giebelbekrönung und am unteren Teil der Ortgänge Vasenaufsätze. Schaufenster und Tür durch pilasterartige Vorlagen flankiert. Erbaut ca. 1870. Bedeutung: städtebaulich; wesentliche Begründung: 4.1; Gruppe gemäß § 3.3 NDSchG; in Gruppe baulicher Anlagen: 457013Gr0057 | ca. 1870                            |                   | 45701300523      |
| weitere Bilder                      | Wohn-/Geschäftshaus                                                  | Leer Mühlenstraße 18 Flurstück: 030823-022-00256/001 Karte           | Wohn-/Geschäftshaus zweigeschossiger Putzbau unter Mansarddach mit Straßenerker und Helmdach. Gebäude durch Jugendstilelemente verziert. Erbaut ca. 1910. Bedeutung: städtebaulich; wesentliche Begründung: 4.1; Gruppe gemäß § 3.3 NDSchG; in Gruppe baulicher Anlagen: 457013Gr0057 | ca. 1910                            |                   | 45701300522      |
| weitere Bilder                      | Wohn-/Geschäftshaus (Doppelhaus)                                     | Leer Mühlenstraße 20 Flurstück: 030823-022-00404/255 Karte           | Wohn-/Geschäftshaus (Doppelhaus) zweigeschossiger, traufständiger Putzbau, Erdgeschoss mit Fugenschnitt. Gebäude durch Trauf- und Fensterbankgesimse gegliedert. Eingangstüren nebeneinanderliegend seitlich jeweils die Schaufenster. Erbaut um 1880. Bedeutung: städtebaulich; wesentliche Begründung: 4.1; Gruppe gemäß § 3.3 NDSchG; in Gruppe baulicher Anlagen: 457013Gr0057 | um 1880                             |                   | 45701300521      |
| weitere Bilder                      | Wohn-/Geschäftshaus                                                  | Leer Mühlenstraße 21 Flurstück: 030823-022-00043/003 Karte           | Wohn-/Geschäftshaus zweigeschossiger Putzbau in Neurenaissanceformen. Walmdach mit Erkertürmchen und Zwerchhaus. Gliederung durch Gesimse und Fensterverdachungen. Öffnungen im Erdgeschoss, von Säulen flankiert. Erbaut um 1890. Bedeutung: historisch, wissenschaftlich, städtebaulich; wesentliche Begründung: 1.06 geschichtliche Bedeutung aufgrund des Zeugnis- und Schauwertes durch beispielhafte Ausprägung eines Stils und / oder Gebäudetypus; Gruppe gemäß § 3.3 NDSchG; in Gruppe baulicher Anlagen: 457013Gr0056                                                             | um 1890                             |                   | 45701300512      |
| weitere Bilder                      | Wohn-/Geschäftshaus                                                  | Leer Mühlenstraße 23 Flurstück: 030823-022-00045/003 Karte           | Wohn-/Geschäftshaus zweigeschossiger, traufständiger Ziegelbau, Erdgeschoss mit Quaderputz. Obergeschoss in Ziegelsichtmauerwerk, gekoppelte Fenster mit Putzrahmung und Verdachung. An der Traufe Konsolgesims und Zwerchhaus. Bedeutung: historisch, wissenschaftlich, städtebaulich; wesentliche Begründung: 1.06 geschichtliche Bedeutung aufgrund des Zeugnis- und Schauwertes durch beispielhafte Ausprägung eines Stils und / oder Gebäudetypus; Einzeldenkmal gemäß § 3.2 NDSchG; in Gruppe baulicher Anlagen: 457013Gr0056                                                         |                                     |                   | 45701300232      |
| weitere Bilder                      | Wohn-/Geschäftshaus                                                  | Leer Mühlenstraße 25 Flurstück: 030823-022-00049/001 Karte           | Wohn-/Geschäftshaus zweigeschossiger, giebelständiger Ziegelbau. Straßengiebel verputzt. Entlang der Ortgänge fein profiliertes Zierband, in der Giebelspitze Medaillon mit Fisch. Erbaut ca. 1870. Bedeutung: städtebaulich; wesentliche Begründung: 4.1; Gruppe gemäß § 3.3 NDSchG; in Gruppe baulicher Anlagen: 457013Gr0056 | ca. 1870                            |                   | 45701300422      |
| weitere Bilder                      | Wohn-/Geschäftshaus                                                  | Leer Mühlenstraße 26 Flurstück: 030823-022-00450/146 Karte           | Wohn-/Geschäftshaus zweigeschossiger Eckbau unter Mansarddach. Gebäudeecke ab geschrägt im Dachgeschoss, mit turmähnlichem Aufbau unter Helmdach. Fenster im Obergeschoss von stuckierten Schulterbögen gerahmt. Erbaut ca. 1905. Bedeutung: städtebaulich; wesentliche Begründung: 4.1; Gruppe gemäß § 3.3 NDSchG; in Gruppe baulicher Anlagen: 457013Gr0058 | ca. 1905                            |                   | 45701300525      |
| weitere Bilder                      | Wohn-/Geschäftshaus                                                  | Leer Mühlenstraße 27 Flurstück: 030823-022-00050/001 Karte           | Wohn-/Geschäftshaus zweigeschossiger, giebelständiger Ziegelbau. Straßengiebel verputzt. Gliederung durch Putzbänder. Giebeldreieck mit Bekrönung. Erbaut wohl 1. Hälfte 19. Jahrhundert, Straßengiebel ca. 1880/1890. Bedeutung: historisch, städtebaulich; wesentliche Begründung: 4.1; Einzeldenkmal gemäß § 3.2 NDSchG; in Gruppe baulicher Anlagen: 457013Gr0056 | 1. Hälfte 19. Jahrhundert           |                   | 45701300513      |
| weitere Bilder                      | Wohn-/Geschäftshaus                                                  | Leer Mühlenstraße 28 Flurstück: 030823-022-00144/001 Karte           | Wohn-/Geschäftshaus zweigeschossiger Putzbau unter Mansarddach mit Zwerchgiebel und Gaube. Gliederung durch Trauf- und Geschossgesims, sowie durch profilierte Fensterumrandungen und Brüstungsfelder, erbaut um 1900. Bedeutung: historisch, wissenschaftlich, städtebaulich; wesentliche Begründung: 1.06 geschichtliche Bedeutung aufgrund des Zeugnis- und Schauwertes durch beispielhafte Ausprägung eines Stils und / oder Gebäudetypus; Einzeldenkmal gemäß § 3.2 NDSchG; in Gruppe baulicher Anlagen: 457013Gr0058                                                                  | um 1900                             |                   | 45701300230      |
| weitere Bilder                      | Wohn-/Geschäftshaus                                                  | Leer Mühlenstraße 29 Flurstück: 030823-022-00052/003 Karte           | Wohn-/Geschäftshaus Giebelständiger, eingeschossiger zur Straße verputzter Ziegelbau. Giebel über der Dachfläche erhöht mit profilierter Bekrönung und schneckenförmigen Traufsteinen. Giebel Anfang 19. Jahrhundert, im Kern wohl älter. Bedeutung: historisch, wissenschaftlich, städtebaulich; wesentliche Begründung: 1.06 geschichtliche Bedeutung aufgrund des Zeugnis- und Schauwertes durch beispielhafte Ausprägung eines Stils und / oder Gebäudetypus; Einzeldenkmal gemäß § 3.2 NDSchG; in Gruppe baulicher Anlagen: 457013Gr0056                                               | Anfang 19. Jahrhundert und älter    |                   | 45701300423      |
| weitere Bilder                      | Wohnhaus                                                             | Leer Mühlenstraße 31 Flurstück: 030823-022-00057/001 Karte           | Wohnhaus mit: Garten, Begrenzungsmauer; zweigeschossiger, traufständiger Ziegelbau mit Walmdach und profiliertem Traufgesims, Eckquaderung. Eingang mit genuteter Umrandung und Verdachung. Erbaut „1806“. Wohl gleich altes Hinterhaus; Bedeutung: historisch, wissenschaftlich, städtebaulich; wesentliche Begründung: 1.06 geschichtliche Bedeutung aufgrund des Zeugnis- und Schauwertes durch beispielhafte Ausprägung eines Stils und / oder Gebäudetypus; Einzeldenkmal gemäß § 3.2 NDSchG; in Gruppe baulicher Anlagen: 457013Gr0056                                                | 1806                                |                   | 457013.00233M001 |
| weitere Bilder                      | Wohnhaus (Glasekasten)                                               | Leer Mühlenstraße 33 Flurstück: 030823-022-00060/001 Karte           | Wohnhaus dreigeschossiger, giebelständiger Ziegelbau mit Eckquaderung. Um ein Scheingeschoss hochgezogene Giebelwand mit konsolengeteiltem Abschlussgesims. Traufseitig Zwerchgiebel. Erbaut 1777. Bedeutung: historisch, wissenschaftlich, städtebaulich; wesentliche Begründung: 1.06 geschichtliche Bedeutung aufgrund des Zeugnis- und Schauwertes durch beispielhafte Ausprägung eines Stils und / oder Gebäudetypus; Einzeldenkmal gemäß § 3.2 NDSchG; in Gruppe baulicher Anlagen: 457013Gr0056                                                                                      | 1777                                |                   | 45701300234      |
| weitere Bilder                      | Bestandteil                                                          | Leer Mühlenstraße 35 Flurstück: 030823-022-00061/000 Karte           | Bestandteil; Gruppe gemäß § 3.3 NDSchG; in Gruppe baulicher Anlagen: 457013Gr0056 |                                     |                   | 45701300452      |
| weitere Bilder                      | Wohn-/Geschäftshaus                                                  | Leer Mühlenstraße 36 Flurstück: 030823-022-00134/003 Karte           | Wohn-/Geschäftshaus 2 1⁄2-geschossiger verputzter Ziegelbau (Denkmal nur der vordere Teil des Altbaues); Einzeldenkmal gemäß § 3.2 NDSchG |                                     |                   | 45701300424      |
| weitere Bilder                      | Bestandteil                                                          | Leer Mühlenstraße 37 Flurstück: 030823-022-00067/001 Karte           | Bestandteil eingeschossiger Ziegelbau, verputzt, giebelständig, Erdgeschoss aufgerissen. Gruppe gemäß § 3.3 NDSchG; in Gruppe baulicher Anlagen: 457013Gr0056 |                                     |                   | 45701300425      |
| weitere Bilder                      | Wohn-/Geschäftshaus                                                  | Leer Mühlenstraße 39 Flurstück: 030823-022-00072/001 Karte           | Wohn-/Geschäftshaus zweigeschossiger, giebelständiger Ziegelbau. Straßengiebel verputzt. Drillingsfenster mit rundbogigen Stürzen. Straßenfassade ca. 1880. Rückw. Giebel mit Beitelmauerwerk. Erbaut wohl noch im 18. Jahrhundert; Bedeutung: städtebaulich; wesentliche Begründung: 4.1; Gruppe gemäß § 3.3 NDSchG; in Gruppe baulicher Anlagen: 457013Gr0056 | 18. Jahrhundert                     |                   | 45701300514      |
| weitere Bilder                      | Wohn-/Geschäftshaus                                                  | Leer Mühlenstraße 41 Flurstück: 030823-022-00328/075 Karte           | Wohn-/Geschäftshaus zweigeschossiger, giebelständiger verputzter Ziegelbau. Gliederung durch fein profilierte Gesimse. Fenster im Obergeschoss unter Verdachungen, Fensterbrüstungen betont. Erbaut ca. 1870. Bedeutung: städtebaulich; wesentliche Begründung: 4.1; Gruppe gemäß § 3.3 NDSchG; in Gruppe baulicher Anlagen: 457013Gr0056 | ca. 1870                            |                   | 45701300515      |
| weitere Bilder                      | Wohn-/Geschäftshaus                                                  | Leer Mühlenstraße 43 Flurstück: 030823-022-00076/001 Karte           | Wohn-/Geschäftshaus zweigeschossiger, giebelständiger, verputzter Ziegelbau. Fenster unter Verdachungen mit profilierten Brüstungsfeldern. An den Traufpunkten und als Giebelbekrönung Pfeileraufsätze. Erbaut ca. 1890. Bedeutung: städtebaulich; wesentliche Begründung: 4.1; Gruppe gemäß § 3.3 NDSchG; in Gruppe baulicher Anlagen: 457013Gr0056 | ca. 1890                            |                   | 45701300426      |
| weitere Bilder                      | Wohn-/Geschäftshaus                                                  | Leer Mühlenstraße 45 Flurstück: 030823-022-00080/001 Karte           | Wohn-/Geschäftshaus zweigeschossiger, giebelständiger Ziegelbau mit Putzgliederungen in Neurenaissanceformen. Ungewöhnlich das von klassizistischen Gebäuden übernommene Motiv des Abschlussgesimses. Erbaut 1890. Bedeutung: städtebaulich; wesentliche Begründung: 4.1; Gruppe gemäß § 3.3 NDSchG; in Gruppe baulicher Anlagen: 457013Gr0056 | 1890                                |                   | 45701300516      |
| weitere Bilder                      | Wohn-/Geschäftshaus                                                  | Leer Mühlenstraße 47 Flurstück: 030823-022-00081/001 Karte           | Wohn-/Geschäftshaus zweigeschossiger, giebelständiger Ziegelbau mit Abschlussgesims und Traufsteinen. Erbaut Anfang 19. Jahrhundert; Bedeutung: städtebaulich; wesentliche Begründung: 4.1; Gruppe gemäß § 3.3 NDSchG; in Gruppe baulicher Anlagen: 457013Gr0056 | Anfang 19. Jahrhundert              |                   | 45701300517      |
| weitere Bilder                      | Wohn-/Geschäftshaus                                                  | Leer Mühlenstraße 48 Flurstück: 030823-022-00115/004 Karte           | Wohn-/Geschäftshaus zweigeschossiger, traufständiger Ziegelbau unter Satteldach an den Ortgängen mit Beitelmauerwerk. Gliederung durch hölzernes Konsoltraufgesims. Holzblockrahmenfenster. Erbaut Anfang 19. Jahrhundert; Einzeldenkmal gemäß § 3.2 NDSchG | Anfang 19. Jahrhundert              |                   | 45701300427      |
| weitere Bilder                      | Bestandteil                                                          | Leer Mühlenstraße 51 Flurstück: 030823-022-00346/088 Karte           | Bestandteil; Gruppe gemäß § 3.3 NDSchG; in Gruppe baulicher Anlagen: 457013Gr0056 |                                     |                   | 45701300518      |
| weitere Bilder                      | Wohn-/Geschäftshaus                                                  | Leer Mühlenstraße 53 Flurstück: 030823-022-00090/003 Karte           | Wohn-/Geschäftshaus zweigeschossiger, giebelständiger breitgelagerter verputzter Massivbau mit zinnenartiger Bekrönung und Gesims entlang der Ortgänge. Rundbogenfenster unter feinprofilierter Verdachung. Erbaut um 1880. Bedeutung: städtebaulich; wesentliche Begründung: 4.1; Gruppe gemäß § 3.3 NDSchG; in Gruppe baulicher Anlagen: 457013Gr0056 | um 1880                             |                   | 45701300519      |
| weitere Bilder                      | Wohn-/Geschäftshaus                                                  | Leer Mühlenstraße 55 Flurstück: 030823-022-00092/001 Karte           | Wohn-/Geschäftshaus zweigeschossiger, traufständiger Ziegelbau unter Satteldach in Schieferdeckung. Zur Straße Zwerchhaus mit geschweiftem Knickgiebel in Neu-Renaissanceformen. Erbaut ca. 1880. Bedeutung: städtebaulich; wesentliche Begründung: 4.1; Gruppe gemäß § 3.3 NDSchG; in Gruppe baulicher Anlagen: 457013Gr0056 | ca. 1880                            |                   | 45701300520      |
| weitere Bilder                      | Wohnhaus, ehem.                                                      | Leer Mühlenstraße 57 Flurstück: 030823-022-00093/003 Karte           | Wohnhaus, ehemaliges zweigeschossiger, traufständiger Ziegelbau. Profiliertes Abschlussgesims mit Konsolenteilung. In der Mittelachse Zwerchhaus mit reichlich verzierten Wangen. Datiert 1803. Erdgeschoss mit neuen Schaufenstern. Bedeutung: historisch, künstlerisch, wissenschaftlich; wesentliche Begründung: 1.06 geschichtliche Bedeutung aufgrund des Zeugnis- und Schauwertes durch beispielhafte Ausprägung eines Stils und / oder Gebäudetypus; Einzeldenkmal gemäß § 3.2 NDSchG; in Gruppe baulicher Anlagen: 457013Gr0056                                                     | 1803                                |                   | 45701300236      |
| weitere Bilder                      | Wohnhaus, ehem.                                                      | Leer Mühlenstraße 65 Flurstück: 030823-020-00192/003 Karte           | Wohnhaus, ehemaliges mit: Hinterhaus; eingeschossiges Vorderhaus mit Drempel. Verputzter Schweifgiebel mit Giebelbekrönung, Traufsteinen und Holzblockrahmen. zweigeschossiges schmäleres Hinterhaus mit gleichen Zierelementen. Datiert 1796; Bedeutung: historisch, wissenschaftlich; wesentliche Begründung: 1.06 geschichtliche Bedeutung aufgrund des Zeugnis- und Schauwertes durch beispielhafte Ausprägung eines Stils und / oder Gebäudetypus; Einzeldenkmal gemäß § 3.2 NDSchG | 1796                                |                   | 457013.00283M001 |
| weitere Bilder                      | Lagerhaus                                                            | Leer Mühlenstraße 70 Flurstück: 030823-020-00260/007 Karte           | Lagerhaus Lagergebäude auf dem rückwärtigen Grundstücksteil der ehemaligen Mühle. Eingeschossiger Massivbau unter Satteldach mit jeweils zwei Reihen Lüftungsgauben. Büro/Wohnungsnutzung wohl nachträglich um 1800. Einzeldenkmal gemäß § 3.2 NDSchG |                                     |                   | 45701300428      |
| weitere Bilder                      | Bankgebäude                                                          | Leer Mühlenstraße 84 Flurstück: 030823-020-00073/005 Karte           | Bankgebäude zweigeschossiger Ziegelbau mit Ziergiebel. Gebäude durch Lisenen gegliedert; Einzeldenkmal gemäß § 3.2 NDSchG | 19. September 1986                  |                   | 45701300429      |
| weitere Bilder                      | Wohnhaus                                                             | Leer Mühlenstraße 151 Flurstück: 030823-020-00057/005 Karte          | Wohnhaus zweigeschossiger Putzbau, Erdgeschoss in Scheinquaderung, unter flachem Walmdach; Gliederung durch Geschoss-, Traufgesims und Ecklisenen. Öffnungen mit profilierten Rundbogen und Verdachungen, um 1870. Einzeldenkmal gemäß § 3.2 NDSchG |                                     |                   | 45701300238      |
| BW                                  | Viehmarkt-Hallen (Viehhof)                                           | Leer Nessestraße Flurstück: 030823-008-00149/020 Karte               | Viehmarkt-Hallen (Viehhof) Großer, eingeschossiger Ziegelbau, leicht expressionistische Formensprache. Belichtung über gläserne Paralleldächer. Bau durch Ziegelbänder gegliedert. Tore von Ziegelgewände eingefasst. Um 1926. Bedeutung: historisch, wissenschaftlich; wesentliche Begründung: 1.01 geschichtliche Bedeutung im Rahmen von Ortsgeschichte; konstituierender Bestandteil einer Gruppe gemäß § 3.3 NDSchG; in Gruppe baulicher Anlagen: 457013Gr0059 | 1926                                |                   | 457013.00562     |
| BW                                  | Verwaltungsgebäude (Viehhof)                                         | Leer Nessestraße Flurstück: 030823-008-00149/020 Karte               | Verwaltungsgebäude (Viehhof) zweigeschossiger Ziegelbau unter Walmdach, im Norden und Süden mit eingeschossigen Vorbauten. Ziegelziersetzungen in leicht expressionistischen Formen. Originale Hauseingangstüren erhalten. Erbaut um 1926. Bedeutung: historisch, wissenschaftlich; wesentliche Begründung: 1.01 geschichtliche Bedeutung im Rahmen von Ortsgeschichte; konstituierender Bestandteil einer Gruppe gemäß § 3.3 NDSchG; in Gruppe baulicher Anlagen: 457013Gr0059 | um 1926                             |                   | 457013.00563     |
| BW                                  | Verwaltungsgebäude (Viehhof)                                         | Leer Nessestraße Flurstück: 030823-008-00149/020 Karte               | Verwaltungsgebäude (Viehhof) zweigeschossiger Ziegelbau unter Walmdach, im Norden und Süden mit eingeschossigen Vorbauten. Gebäude durch Ziegelbänder gegliedert. Ziegelziersetzungen in leicht expressionistischen Formen. Erbaut um 1926. Bedeutung: historisch, wissenschaftlich; wesentliche Begründung: 1.01 geschichtliche Bedeutung im Rahmen von Ortsgeschichte; Gruppe gemäß § 3.3 NDSchG; in Gruppe baulicher Anlagen: 457013Gr0059 | um 1926                             |                   | 45701300564      |
| BW                                  | Schlachthaus (Viehhof)                                               | Leer Nessestraße Flurstück: 030823-008-00149/020 Karte               | Schlachthaus (Viehhof) eingeschossiger Ziegelbau mit Seitenrisalit unter Walmdächern mit Viehrampe. Erbaut ca. 1930. Bedeutung: historisch, wissenschaftlich; wesentliche Begründung: 1.01 geschichtliche Bedeutung im Rahmen von Ortsgeschichte; Gruppe gemäß § 3.3 NDSchG; in Gruppe baulicher Anlagen: 457013Gr0059 | ca. 1930                            |                   | 45701300565      |
| weitere Bilder                      | Waage, ehem.                                                         | Leer Neue Straße 1 Flurstück: 030823-024-00107/000 Karte             | Waage, ehemalige zweigeschossiger Ziegelbau mit Walmdach und Dachreiter; Gliederung durch Kolossalpilaster und profiliertes Traufgesims; skulptierte Scheitelsteine, Inschrifttafeln und Sonnenuhr (1768), „1714“. Einzeldenkmal gemäß § 3.2 NDSchG | 1714                                |                   | 45701300160      |
| weitere Bilder                      | Verwaltungsgebäude (Stadtkasse, ehem.)                               | Leer Neue Straße 2 Flurstück: 030823-024-00331/106 Karte             | Verwaltungsgebäude (Stadtkasse, ehemalige) dreigeschossiger verputzter Eckbau durch Lisenen und ein umlaufendes, vorkragendes Gesims mit Dachziegeln als Abschluss gegliedert. Erbaut um 1920. Bedeutung: städtebaulich; wesentliche Begründung: 4.1; Gruppe gemäß § 3.3 NDSchG; in Gruppe baulicher Anlagen: 457013Gr0054 | um 1920                             |                   | 45701300412      |
| weitere Bilder                      | Wohnhaus                                                             | Leer Neue Straße 4 Flurstück: 030823-024-00105/002 Karte             | Wohnhaus Giebelständiger, eingeschossiger Ziegelbau mit Drempel, Vordergiebel mit Halbwalm, profilierter Sandstein-Türumrahmung, Traufsteine und Abschlussgesims, um 1800; rückwärtiger Teil niedriger und älter. Bedeutung: historisch, wissenschaftlich, städtebaulich; wesentliche Begründung: 1.06 geschichtliche Bedeutung aufgrund des Zeugnis- und Schauwertes durch beispielhafte Ausprägung eines Stils und / oder Gebäudetypus; Einzeldenkmal gemäß § 3.2 NDSchG; in Gruppe baulicher Anlagen: 457013Gr0054                                                                       | um 1800                             |                   | 45701300161      |
| weitere Bilder                      | Wohnhaus                                                             | Leer Neue Straße 5 Flurstück: 030823-024-00109/004 Karte             | Wohnhaus Langgestreckter, zweigeschossiger, giebelständiger verputzter Ziegelbau, prof. Traufgesims. Holzblockrahmenfenster mit hölzerner Türeinfassung auf der Traufseite um 1800, im Kern um 1600 (ü). Einzeldenkmal gemäß § 3.2 NDSchG | um 1600                             |                   | 45701300159      |
| weitere Bilder                      | Gasthaus                                                             | Leer Neue Straße 6 Flurstück: 030823-024-00095/003 Karte             | Gasthaus Giebelständiger, eingeschossiger, zur Straße verputzter Ziegelbau mit Drempel, profilierten Fenster- und Türumrandungen, Volutentraufsteine, erbaut um 1800; rückwärtiger Teil höher. Bedeutung: historisch, wissenschaftlich, städtebaulich; wesentliche Begründung: 1.06 geschichtliche Bedeutung aufgrund des Zeugnis- und Schauwertes durch beispielhafte Ausprägung eines Stils und / oder Gebäudetypus; Einzeldenkmal gemäß § 3.2 NDSchG; in Gruppe baulicher Anlagen: 457013Gr0054                                                                                          | um 1800                             |                   | 45701300162      |
| weitere Bilder                      | Wohn-/Bürogebäude (Kreishandwerkerhaus)                              | Leer Neue Straße 8 Flurstück: 030823-024-00093/005 Karte             | Wohn-/Bürogebäude (Kreishandwerkerhaus) zweigeschossiger, gelber Ziegelbau, lebhafte Fassadengliederung durch Erker, Seitenrisalit und Balkon, zum Teil rot abgesetzte Ziegel- und Werksteingliederung in Anlehnung an Renaissanceformen, um 1886. Bedeutung: historisch, künstlerisch, wissenschaftlich, städtebaulich; wesentliche Begründung: 1.06 geschichtliche Bedeutung aufgrund des Zeugnis- und Schauwertes durch beispielhafte Ausprägung eines Stils und / oder Gebäudetypus; Einzeldenkmal gemäß § 3.2 NDSchG; in Gruppe baulicher Anlagen: 457013Gr0054                        | um 1886                             |                   | 45701300163      |
| weitere Bilder                      | Bestandteil                                                          | Leer Neue Straße 10 Flurstück: 030823-024-00091/001 Karte            | Bestandteil; Gruppe gemäß § 3.3 NDSchG; in Gruppe baulicher Anlagen: 457013Gr0054 |                                     |                   | 45701300507      |
| weitere Bilder                      | Wohnhaus                                                             | Leer Neue Straße 12 Flurstück: 030823-024-00389/092 Karte            | Wohnhaus mit: Packhausanbau; Giebelständiger Ziegelbau mit Drempel, Giebel verputzt. Über Geschossgesims Lisenengliederung mit abschließendem Bogenfries, maßwerkähnliche Fensterbrüstungen; erbaut 2. Hälfte 19. Jahrhundert; Bedeutung: historisch, künstlerisch, wissenschaftlich, städtebaulich; wesentliche Begründung: 1.06 geschichtliche Bedeutung aufgrund des Zeugnis- und Schauwertes durch beispielhafte Ausprägung eines Stils und / oder Gebäudetypus; Einzeldenkmal gemäß § 3.2 NDSchG; in Gruppe baulicher Anlagen: 457013Gr0054                                            | 2. Hälfte 19. Jahrhundert           |                   | 457013.00164M001 |
| weitere Bilder                      | Wohnhaus, ehemaliges (Städt. Museum)                                 | Leer Neue Straße 14 Flurstück: 030823-024-00076/004 Karte            | Wohnhaus, ehemaliges (Städt. Museum) mit: Speicheranbauten; Giebelständiger, dreigeschossiger Ziegelbau, zur Straße abgewalmtes Dach. Eckquaderung mit Abschlussgesims, seitlich Windenerker, datiert 1791; rückwärtig zweigeschossige Speicheranbauten, 19. Jahrhundert; Bedeutung: historisch, künstlerisch, wissenschaftlich, städtebaulich; wesentliche Begründung: 1.06 geschichtliche Bedeutung aufgrund des Zeugnis- und Schauwertes durch beispielhafte Ausprägung eines Stils und / oder Gebäudetypus; Einzeldenkmal gemäß § 3.2 NDSchG; in Gruppe baulicher Anlagen: 457013Gr0054 | 1791                                |                   | 457013.00165M001 |
| weitere Bilder                      | Wohnhaus                                                             | Leer Neue Straße 15 Flurstück: 030823-024-00124/023 Karte            | Wohnhaus zweigeschossiger, giebelständiger Ziegelbau, Straßenfassade verputzt Schweifgiebel mit Bekrönung und Volutentraufsteinen, datiert 1808. Einzeldenkmal gemäß § 3.2 NDSchG | 1808                                |                   | 45701300158      |
| weitere Bilder                      | Wohnhaus („Klottje-Hus“)                                             | Leer Neue Straße 16 Flurstück: 030823-024-00073/001 Karte            | Wohnhaus („Klottje-Hus“) eingeschossiger Ziegelbau, mit Klötzchengesims an den Traufe nach Straßengiebel erneuert. Erbaut im Kern wohl noch 18. Jahrhundert, im 19. Jahrhundert überformt (Ladeneinbau). Bedeutung: historisch, wissenschaftlich, städtebaulich; wesentliche Begründung: 4.1; Gruppe gemäß § 3.3 NDSchG; in Gruppe baulicher Anlagen: 457013Gr0054 | 18. Jahrhundert                     |                   | 45701300413      |
| weitere Bilder                      | Wohnhaus                                                             | Leer Neue Straße 18 Flurstück: 030823-024-00070/004 Karte            | Wohnhaus eingeschossiger, giebelständiger verputzter Ziegelbau mit Giebelbekrönung. Erbaut im Kern um 1800. Bedeutung: städtebaulich; wesentliche Begründung: 4.4; Gruppe gemäß § 3.3 NDSchG; in Gruppe baulicher Anlagen: 457013Gr0054 | um 1800                             |                   | 45701300414      |
| weitere Bilder                      | Wohn-/Geschäftshaus                                                  | Leer Neue Straße 20 Flurstück: 030823-024-00068/002 Karte            | Wohn-/Geschäftshaus Giebelständiger, eingeschossiger Ziegelbau mit Beitelmauerwerk und profilierten Traufsteinen, erbaut Anfang 19. Jahrhundert; Ladeneinbau Ende 19. Jahrhundert; Bedeutung: städtebaulich; wesentliche Begründung: 4.1; Gruppe gemäß § 3.3 NDSchG; in Gruppe baulicher Anlagen: 457013Gr0054 | Anfang 19. Jahrhundert              |                   | 45701300506      |
| weitere Bilder                      | Wohnhaus                                                             | Leer Neue Straße 22 Flurstück: 030823-024-00064/006 Karte            | Wohnhaus Traufständiger, zweigeschossiger Ziegelbau mit Vollwalmdach, Wandgliederung durch Eckquaderung und Kranzgesims, erbaut 1. Hälfte 19. Jahrhundert; Bedeutung: historisch, wissenschaftlich, städtebaulich; wesentliche Begründung: 1.06 geschichtliche Bedeutung aufgrund des Zeugnis- und Schauwertes durch beispielhafte Ausprägung eines Stils und / oder Gebäudetypus; Einzeldenkmal gemäß § 3.2 NDSchG; in Gruppe baulicher Anlagen: 457013Gr0054 | 1. Hälfte 19. Jahrhundert           |                   | 45701300166      |
| weitere Bilder                      | Villa                                                                | Leer Neue Straße 26 Flurstück: 030823-024-00055/004 Karte            | Villa mit: Einfriedung; zweigeschossiger Baukörper von bewegtem Grund- und Aufriss, Ziegelbau mit Putzgliederung. Giebeldreiecke zum Teil Zierfachwerk, originale Fenster, erbaut um 1900/1910. Vorgarten mit originalem Zaun; Bedeutung: historisch, wissenschaftlich; wesentliche Begründung: 1.06 geschichtliche Bedeutung aufgrund des Zeugnis- und Schauwertes durch beispielhafte Ausprägung eines Stils und / oder Gebäudetypus; Einzeldenkmal gemäß § 3.2 NDSchG | um 1900/1910                        |                   | 457013.00167M001 |
| weitere Bilder                      | Wohnhaus                                                             | Leer Neue Straße 39 Flurstück: 030823-024-00138/001 Karte            | Wohnhaus zweigeschossiger Ziegelbau mit Walmdach, beide Fassaden mit breitem übergiebeltem Zwerchhaus, profiliertes Kranz- und Giebelgesims, datiert 1797. Einzeldenkmal gemäß § 3.2 NDSchG | 1797                                |                   | 45701300156      |
| weitere Bilder                      | Speicher                                                             | Leer Neue Straße 41 Flurstück: 030823-024-00140/001 Karte            | Speicher Teil eines größeren Traufenhauses, zweigeschossiger Ziegelbau mit korbbogiger, pilasterflankierter Toreinfahrt, alter Abschlussgiebel mit Bekrönung, Mitte 18. Jahrhundert; Einzeldenkmal gemäß § 3.2 NDSchG | Mitte 18. Jahrhundert               |                   | 45701300157      |
| weitere Bilder                      | Wohnhaus                                                             | Leer Neue Straße 44 Flurstück: 030823-024-00278/148 Karte            | Wohnhaus Wuchtiger, traufständiger zweigeschossiger Ziegelbau mit breitem Zwerchgiebel; genutete Eckpilaster, Abschlussgesims; mittige Eingangstür mit Verdachung, seitliche Durchfahrtsdiele, erbaut 1811. Bedeutung: historisch, wissenschaftlich, städtebaulich; wesentliche Begründung: 1.06 geschichtliche Bedeutung aufgrund des Zeugnis- und Schauwertes durch beispielhafte Ausprägung eines Stils und / oder Gebäudetypus; Einzeldenkmal gemäß § 3.2 NDSchG; in Gruppe baulicher Anlagen: 457013Gr0055                                                                             | 1811                                |                   | 45701300168      |
| weitere Bilder                      | Wohnhaus                                                             | Leer Neue Straße 46 Flurstück: 030823-025-00142/090 Karte            | Wohnhaus Giebelständiger, eingeschossiger Ziegelbau mit Drempel, Straßenfassade umgebaut und verputzt. Im Giebel eine Renaissance-Kartusche aus dem Jahr „1610“. Erbaut wohl Ende 18. Jahrhundert, Überformung Mitte 19. Jahrhundert; Bedeutung: historisch, wissenschaftlich; wesentliche Begründung: 1.06 geschichtliche Bedeutung aufgrund des Zeugnis- und Schauwertes durch beispielhafte Ausprägung eines Stils und / oder Gebäudetypus; Einzeldenkmal gemäß § 3.2 NDSchG; in Gruppe baulicher Anlagen: 457013Gr0055                                                                  | Ende 18. Jahrhundert                |                   | 45701300169      |
| weitere Bilder                      | Wohnhaus                                                             | Leer Neue Straße 48 Flurstück: 030823-025-00083/001 Karte            | Wohnhaus mit: Packhausanbau; giebelständiger, eingeschossiger, zur Straße nachträglich verputzter Ziegelbau mit Volutengiebel und Giebelaufsatz; rückwärtig zweigeschossiger Packhausanbau, zum Teil alte Holzblockrahmenfenster, erbaut Ende 18. Jahrhundert; Bedeutung: historisch, wissenschaftlich, städtebaulich; wesentliche Begründung: 1.06 geschichtliche Bedeutung aufgrund des Zeugnis- und Schauwertes durch beispielhafte Ausprägung eines Stils und / oder Gebäudetypus; Einzeldenkmal gemäß § 3.2 NDSchG; in Gruppe baulicher Anlagen: 457013Gr0055                          | Ende 18. Jahrhundert                |                   | 457013.00170M001 |
| weitere Bilder                      | Wohnhaus                                                             | Leer Neue Straße 49 Flurstück: 030823-025-00094/000 Karte            | Wohnhaus zweigeschossiger, giebelständiger, zur Straße abgewalmter Ziegelbau; Türeinfassung und Abschlussgesims aus Holz, Holzblockrahmenfenster, originale Tür, datiert 1808; Einzeldenkmal gemäß § 3.2 NDSchG | 1808                                |                   | 45701300155      |
| weitere Bilder                      | Wohnhaus                                                             | Leer Neue Straße 50 Flurstück: 030823-025-00203/088 Karte            | Wohnhaus Giebelständiger, zweigeschossiger verputzter Ziegelbau. Gebäude zum Teil mit Stuckverzierung. Erbaut Ende 19. Jahrhundert; Bedeutung: städtebaulich; wesentliche Begründung: 4.1; Gruppe gemäß § 3.3 NDSchG; in Gruppe baulicher Anlagen: 457013Gr0055 | Ende 19. Jahrhundert                |                   | 45701300443      |
| weitere Bilder                      | Wohnhaus                                                             | Leer Neue Straße 51 Flurstück: 030823-025-00095/000 Karte            | Wohnhaus eingeschossiger, giebelständiger verputzter Ziegelbau, hölzerne genutete Türrahmung, Holzblockrahmenfenster, um 1800, im Kern um 1600 (ü); Einzeldenkmal gemäß § 3.2 NDSchG | um 1600                             |                   | 45701300154      |
| weitere Bilder                      | Wohnhaus                                                             | Leer Neue Straße 52 Flurstück: 030823-025-00087/003 Karte            | Wohnhaus Traufständiger, zweigeschossiger Ziegelbau, Holzblockrahmenfenster, originale Tür, hölzernes Abschlussgesims mit Konsolenteilung und hängenden Zapfen, erbaut Mitte 19. Jahrhundert; Bedeutung: historisch, wissenschaftlich; wesentliche Begründung: 1.06 geschichtliche Bedeutung aufgrund des Zeugnis- und Schauwertes durch beispielhafte Ausprägung eines Stils und / oder Gebäudetypus; Einzeldenkmal gemäß § 3.2 NDSchG; in Gruppe baulicher Anlagen: 457013Gr0055 | Mitte 19. Jahrhundert               |                   | 45701300171      |
| weitere Bilder                      | Wohnhaus                                                             | Leer Neue Straße 54 Flurstück: 030823-025-00086/000 Karte            | Wohnhaus Traufständiger, zweigeschossiger Ziegelbau, Eingang mit flankierenden Halbsäulen und Verdachung aus Holz, prof. hölzernes Abschlussgesims, Holzblockrahmenfenster, im Obergeschoss Schiebefenster, erbaut 1. Hälfte 19. Jahrhundert; Bedeutung: historisch, wissenschaftlich; wesentliche Begründung: 1.06 geschichtliche Bedeutung aufgrund des Zeugnis- und Schauwertes durch beispielhafte Ausprägung eines Stils und / oder Gebäudetypus; Einzeldenkmal gemäß § 3.2 NDSchG; in Gruppe baulicher Anlagen: 457013Gr0055                                                          | 1. Hälfte 19. Jahrhundert           |                   | 45701300172      |
| weitere Bilder                      | Wohnhaus                                                             | Leer Neue Straße 56 Flurstück: 030823-025-00085/002 Karte            | Wohnhaus zweigeschossiger, traufständiger Ziegelbau. Gliederung durch Trauf- und Geschossgesims. Gesimse und Fensterstürze durch gelbe Ziegel betont. Erbaut 2. Hälfte 19. Jahrhundert; Bedeutung: städtebaulich; wesentliche Begründung: 4.1; Gruppe gemäß § 3.3 NDSchG; in Gruppe baulicher Anlagen: 457013Gr0055 | 2. Hälfte 19. Jahrhundert           |                   | 45701300505      |
| weitere Bilder                      | Wohnhaus                                                             | Leer Neue Straße 57 Flurstück: 030823-025-00099/001 Karte            | Wohnhaus eingeschossiger, giebelständiger Putzbau, gefugte Türeinfassung aus Holz, Holzblockrahmenfenster, skulptierte Traufsteine (geschuppte Fabelwesen). Kernbau 1550 (d), Straßengiebel um 1800. Bedeutung: historisch, wissenschaftlich, städtebaulich; wesentliche Begründung: 1.06 geschichtliche Bedeutung aufgrund des Zeugnis- und Schauwertes durch beispielhafte Ausprägung eines Stils und / oder Gebäudetypus; Einzeldenkmal gemäß § 3.2 NDSchG; in Gruppe baulicher Anlagen: 457013Gr0020, 457013Gr0053                                                                      | 1550                                |                   | 45701300152      |
| weitere Bilder                      | Packhaus                                                             | Leer Neue Straße 57 Flurstück: 030823-025-00099/001 Karte            | Packhaus zweigeschossiger Ziegelbau mit rundbogigen Öffnungen, 2. Hälfte 19. Jahrhundert, im Kern wohl älter. Bedeutung: historisch, wissenschaftlich; wesentliche Begründung: 1.06 geschichtliche Bedeutung aufgrund des Zeugnis- und Schauwertes durch beispielhafte Ausprägung eines Stils und / oder Gebäudetypus; Gruppe gemäß § 3.3 NDSchG; in Gruppe baulicher Anlagen: 457013Gr0020, 457013Gr0053 | 2. Hälfte 19. Jahrhundert           |                   | 45701300153      |
| weitere Bilder                      | Wohnhaus                                                             | Leer Neue Straße 58 Flurstück: 030823-025-00080/001 Karte            | Wohnhaus Traufständiger, eingeschossiger Putzbau mit Zwerchhaus, mittiger Eingang mit genuteter hölzerner Umrandung, Holzblockrahmenfenster, erbaut 1. Hälfte 19. Jahrhundert; Bedeutung: historisch, wissenschaftlich, städtebaulich; wesentliche Begründung: 1.06 geschichtliche Bedeutung aufgrund des Zeugnis- und Schauwertes durch beispielhafte Ausprägung eines Stils und / oder Gebäudetypus; Einzeldenkmal gemäß § 3.2 NDSchG; in Gruppe baulicher Anlagen: 457013Gr0055 | 1. Hälfte 19. Jahrhundert           |                   | 45701300173      |
| weitere Bilder                      | Wohnhaus                                                             | Leer Neue Straße 59 Flurstück: 030823-025-00100/001 Karte            | Wohnhaus zweigeschossiger, traufständiger Putzbau, profilierte Fenstereinfassungen, Fensterverdachungen und Fensterbrüstungen sowie Gesimse, erbaut Ende 19. Jahrhundert; Bedeutung: historisch, wissenschaftlich, städtebaulich; wesentliche Begründung: 1.06 geschichtliche Bedeutung aufgrund des Zeugnis- und Schauwertes durch beispielhafte Ausprägung eines Stils und / oder Gebäudetypus; Einzeldenkmal gemäß § 3.2 NDSchG; in Gruppe baulicher Anlagen: 457013Gr0053 | Ende 19. Jahrhundert                |                   | 45701300151      |
| weitere Bilder                      | Wohnhaus                                                             | Leer Neue Straße 61 Flurstück: 030823-025-00104/003 Karte            | Wohnhaus zweigeschossiger, traufständiger Ziegelbau mit zusammengesetztem Traufgesims aus Ziegeln und geputztem Gurtgesims, erbaut um 1880. Bedeutung: historisch, wissenschaftlich, städtebaulich; wesentliche Begründung: 1.06 geschichtliche Bedeutung aufgrund des Zeugnis- und Schauwertes durch beispielhafte Ausprägung eines Stils und / oder Gebäudetypus; Einzeldenkmal gemäß § 3.2 NDSchG; in Gruppe baulicher Anlagen: 457013Gr0053 | um 1880                             |                   | 45701300150      |
| weitere Bilder                      | Wohnhaus (Baumannsches Haus)                                         | Leer Neue Straße 63 Flurstück: 030823-025-00108/004 Karte            | Wohnhaus (Baumannsches Haus) zweigeschossiger Ziegelbau, Traufgesims aus Formziegeln, Traufsteine mit Tiermasken aus Sandstein, Giebel mit Inschriftenkartusche, datiert 1757. Bedeutung: historisch, künstlerisch, wissenschaftlich, städtebaulich; wesentliche Begründung: 1.06 geschichtliche Bedeutung aufgrund des Zeugnis- und Schauwertes durch beispielhafte Ausprägung eines Stils und / oder Gebäudetypus; Einzeldenkmal gemäß § 3.2 NDSchG; in Gruppe baulicher Anlagen: 457013Gr0053                                                                                            | 1757                                |                   | 45701300149      |
| Wohnhaus                            | Wohnhaus                                                             | Leer Norderstraße 7 Flurstück: 030823-022-00243/009 Karte            | Wohnhaus eingeschossiges schlichtes Wohnhaus; traufständig zur Norderstraße. Erbaut 19. Jahrhundert; Bedeutung: historisch, städtebaulich; wesentliche Begründung: 4.1; Gruppe gemäß § 3.3 NDSchG; in Gruppe baulicher Anlagen: 457013Gr0048 | 19. Jahrhundert                     |                   | 45701300456      |
| Wohnhaus                            | Wohnhaus                                                             | Leer Norderstraße 9 Flurstück: 030823-022-00243/010 Karte            | Wohnhaus eingeschossiges schlichtes Wohnhaus, giebelständig zur Norderstraße. Erbaut 19. Jahrhundert; Bedeutung: historisch, städtebaulich; wesentliche Begründung: 4.1; Gruppe gemäß § 3.3 NDSchG; in Gruppe baulicher Anlagen: 457013Gr0048 | 19. Jahrhundert                     |                   | 45701300457      |
| Wohnhaus                            | Wohnhaus                                                             | Leer Norderstraße 11 Flurstück: 030823-022-00339/239 Karte           | Wohnhaus Eingeschossiges schlichtes Wohnhaus; giebelständig; zur Norderstraße. Erbaut 19. Jahrhundert; Bedeutung: historisch, städtebaulich; wesentliche Begründung: 4.1; Gruppe gemäß § 3.3 NDSchG; in Gruppe baulicher Anlagen: 457013Gr0048 | 19. Jahrhundert                     |                   | 45701300458      |
| Wohnhaus                            | Wohnhaus                                                             | Leer Norderstraße 24 Flurstück: 030823-018-00094/001 Karte           | Wohnhaus Giebelständiger, eingeschossiger, zur Straße nachträglich verputzter Ziegelbau, Fenster mit Holzblockrahmen, erbaut um 1800. Einzeldenkmal gemäß § 3.2 NDSchG | um 1800                             |                   | 45701300219      |
| Wohnhaus                            | Wohnhaus                                                             | Leer Norderstraße 26 Flurstück: 030823-018-00104/001 Karte           | Wohnhaus Giebelständiger, zweigeschossiger Ziegelbau, kräftige Gesimsgliederung, tiefe Fensterlaibungen mit Formziegeln, erbaut Ende 19. Jahrhundert; Einzeldenkmal gemäß § 3.2 NDSchG | Ende 19. Jahrhundert                |                   | 45701300218      |
| Wohnhaus                            | Wohnhaus                                                             | Leer Norderstraße 28 Flurstück: 030823-018-00106/001 Karte           | Wohnhaus Giebelständiger, zweigeschossiger Putzbau, Erdgeschoss mit Quaderfugen, Obergeschoss mit profilierten Fensterumrandungen, um 1900, im Kern wohl älter. Einzeldenkmal gemäß § 3.2 NDSchG | um 1900 und älter                   |                   | 45701300217      |
| Wohnhaus                            | Wohnhaus                                                             | Leer Norderstraße 30 Flurstück: 030823-018-00112/002 Karte           | Wohnhaus Giebelständiger, zweigeschossiger Putzbau mit Lisenenrahmung, Erdgeschoss mit Quaderung und Akanthusfries, Obergeschoss mit profilierten Fensterumrandungen, erbaut um 1900. Einzeldenkmal gemäß § 3.2 NDSchG | um 1900                             |                   | 45701300216      |
| Wohnhaus                            | Wohnhaus                                                             | Leer Norderstraße 32 Flurstück: 030823-018-00118/001 Karte           | Wohnhaus Traufständiger, eingeschossiger Ziegelbau mit Drempel, mittiges Zwerchhaus, erbaut 1. Hälfte 19. Jahrhundert, Straßenfassade verputzt mit profilierten Fenster- und Türeinfassungen, um 1900. Einzeldenkmal gemäß § 3.2 NDSchG | 1. Hälfte 19. Jahrhundert           |                   | 45701300215      |
| Packhaus, ehem.                     | Packhaus, ehem.                                                      | Leer Norderstraße 34 Flurstück: 030823-018-00451/125 Karte           | Packhaus, ehemaliges Traufständiger, zweigeschossiger Ziegelbau, Mittelachse mi t Zwerchhaus und Kranbalken, Fenster mit Holzblockrahmen, erbaut Anfang 19. Jahrhundert; Einzeldenkmal gemäß § 3.2 NDSchG | Anfang 19. Jahrhundert              |                   | 45701300212      |
| weitere Bilder                      | Kirche, menn. (Mennonitenkirche)                                     | Leer Norderstraße 35 Flurstück: 030823-023-00153/001 Karte           | Kirche, menn. (Mennonitenkirche) mit: Einfriedung; Rechteckiger, verputzter Ziegelbau mit Vollwalmdach, profiliertes hölzernes Kranzgesims, halbkreisförmige Emporenfenster, genutete Türumrandung mit Dreiecksgiebel, datiert 1825; Bedeutung: historisch, künstlerisch, wissenschaftlich; wesentliche Begründung: 1.04 geschichtliche Bedeutung aufgrund des Zeugnis- und Schauwertes für Kultur- und Geistesgeschichte; Einzeldenkmal gemäß § 3.2 NDSchG; in Gruppe baulicher Anlagen: 457013Gr0024                                                                                      | 1825                                |                   | 457013.00213M001 |
| Wohnhaus                            | Wohnhaus                                                             | Leer Norderstraße 35 Flurstück: 030823-023-00153/001 Karte           | Wohnhaus Giebelständiger, eingeschossiger Ziegelbau mit Vollwalmdach; Seitenflurgrundriss, Fenster mit Holzblockrahmen. Erbaut Anfang 19. Jahrhundert; Bedeutung: historisch, wissenschaftlich; wesentliche Begründung: 1.01 geschichtliche Bedeutung im Rahmen von Ortsgeschichte; Gruppe gemäß § 3.3 NDSchG; in Gruppe baulicher Anlagen: 457013Gr0024 | Anfang 19. Jahrhundert              |                   | 45701300214      |
| Schule                              | Schule                                                               | Leer Ostersteg 19 Flurstück: 030823-020-00111/054 Karte              | Schule zweigeschossiger Ziegelbau mit mittigem Eingangsrisalit und abgetrepptem Giebel. Gliederung durch Trauf-, Fensterbank- und Geschossgesims. Fensterrahmungen aus Formsteinen. Datiert 1898. Einzeldenkmal gemäß § 3.2 NDSchG | 1898                                |                   | 45701300267      |
| Wohnhaus                            | Wohnhaus                                                             | Leer Ostersteg 24 Flurstück: 030823-022-00052/002 Karte              | Wohnhaus eingeschossiger traufständiger Ziegelbau unter Satteldach, rückwärtig mit späterem Zwerchhaus. Straßenfassade und Westgiebel verputzt. Fenster und Türen original, Einfassungen profiliert. Mitte 19. Jahrhundert; Einzeldenkmal gemäß § 3.2 NDSchG | Mitte 19. Jahrhundert               |                   | 45701300484      |
| Packhaus                            | Packhaus                                                             | Leer Ostersteg 28 Flurstück: 030823-022-00371/066 Karte              | Packhaus zweigeschossiger, traufständiger Ziegelbau mit Giebelbekrönung. In der Mittelachse Querdurchfahrt unter Korbbogen. Holzblockrahmenfenster. Erbaut 1807. Einzeldenkmal gemäß § 3.2 NDSchG | 1807                                |                   | 45701300235      |
| Friedhof, ehem.                     | Friedhof, ehem.                                                      | Leer Patersgang 1 Flurstück: 030823-017-00091/003 Karte              | Friedhof, ehemaliger Ev.-luth. Kirche auf dem ehemaligen Friedhof mit älteren Grabsteinen u. a. des 18. und 19. Jahrhunderts; Bedeutung: historisch, wissenschaftlich; wesentliche Begründung: 1.01 geschichtliche Bedeutung im Rahmen von Ortsgeschichte; Gruppe gemäß § 3.3 NDSchG; in Gruppe baulicher Anlagen: 457013Gr0022 |                                     |                   | 45701300191      |
| weitere Bilder                      | Kirche, ev.-luth (Lutherkirche)                                      | Leer Patersgang 1 Flurstück: 030823-017-00091/003 Karte              | Kirche, ev.-luth (Lutherkirche) Ursprünglich einschiffiger Ziegelbau von 1675/1710/1793 unter Verwendung von Abbruchmaterial (Kloster Thedinga) Westturm von 1766. Querhausartige Erweiterung im Norden von 1738, im Süden von 1883. Bedeutung: historisch, künstlerisch, wissenschaftlich; wesentliche Begründung: 1.05 geschichtliche Bedeutung aufgrund des Zeugnis- und Schauwertes für Bau- und Kunstgeschichte; Einzeldenkmal gemäß § 3.2 NDSchG; in Gruppe baulicher Anlagen: 457013Gr0022                                                                                           | 1675/1710/1766/1793                 |                   | 45701300192      |
| weitere Bilder                      | Wohnhaus                                                             | Leer Pferdemarktstraße 59 Flurstück: 030823-017-00037/002 Karte      | Wohnhaus Giebelständiger, zweigeschossiger verputzter Massivbau unter Satteldach. Gliederung durch Gesimse. Erbaut Ende 19. Jahrhundert; Einzeldenkmal gemäß § 3.2 NDSchG | Ende 19. Jahrhundert                |                   | 45701300547      |
| weitere Bilder                      | Wohnhaus                                                             | Leer Pferdemarktstraße 65 Flurstück: 030823-017-00033/028 Karte      | Wohnhaus Traufständiger, zweigeschossiger verputzter Ziegelbau in Scheinquaderung. Gebäude unter Satteldach in Schieferdeckung. Erbaut 2. Hälfte 19. Jahrhundert; Einzeldenkmal gemäß § 3.2 NDSchG | 2. Hälfte 19. Jahrhundert           |                   | 45701300405      |
| weitere Bilder                      | Plytenberg                                                           | Leer Plytenbergstraße Flurstück: 030823-011-00007/135 Karte          | Plytenberg mit: Baumreihe (Allee); Die Bedeutung des Plytenberges lag wohl in der Funktion als Ausguck und Vorposten der Festung Leerort, errichtet im ausgehenden Mittelalter; Bedeutung: historisch, wissenschaftlich; wesentliche Begründung: 1.01 geschichtliche Bedeutung im Rahmen von Ortsgeschichte; Einzeldenkmal gemäß § 3.2 NDSchG | ausgehendes Mittelalter             |                   | 457013.00146M001 |
| weitere Bilder                      | Rathaus                                                              | Leer Rathausstraße 1 Flurstück: 030823-023-00095/008 Karte           | Rathaus dreigeschossiger Ziegelbau. Eckbau mit reicher Sandsteingliederung in Renaissanceformen. Sechsgeschossiger Eckturm mit Laterne. Östlich Balkon über Freitreppe. Südlich Galerie im OG, datiert 1892. Bedeutung: historisch, künstlerisch, wissenschaftlich, städtebaulich; wesentliche Begründung: 1.06 geschichtliche Bedeutung aufgrund des Zeugnis- und Schauwertes durch beispielhafte Ausprägung eines Stils und / oder Gebäudetypus; Einzeldenkmal gemäß § 3.2 NDSchG; in Gruppe baulicher Anlagen: 457013Gr0044                                                              | 1892                                |                   | 45701300253      |
| Wohnhaus                            | Wohnhaus                                                             | Leer Rathausstraße 3 Flurstück: 030823-023-00095/008 Karte           | Wohnhaus zweigeschossiger, giebelständiger Ziegelbau mit Barockgiebel. Skulptierte Konsolsteine, Volutentraufsteine, Ortgangabdeckung und Dreieckbekrönung aus Sandstein. Datiert 1761. Bedeutung: historisch, wissenschaftlich, städtebaulich; wesentliche Begründung: 1.06 geschichtliche Bedeutung aufgrund des Zeugnis- und Schauwertes durch beispielhafte Ausprägung eines Stils und / oder Gebäudetypus; Einzeldenkmal gemäß § 3.2 NDSchG; in Gruppe baulicher Anlagen: 457013Gr0044                                                                                                 | 1761                                |                   | 457401300254     |
| Wohnhaus                            | Wohnhaus                                                             | Leer Rathausstraße 4 Flurstück: 030823-023-00122/002 Karte           | Wohnhaus 2 ursprünglich eigenständige Baukörper als Doppelhaus mit einheitlicher Fassade zusammengefasst. Zweigeschossiger Ziegelbau, abgewalmtes Dach. Profiliertes Abschlussgesims. Zum Teil Holzblockrahmenfenster, erbaut 1826. Bedeutung: historisch, wissenschaftlich, städtebaulich; wesentliche Begründung: 1.06 geschichtliche Bedeutung aufgrund des Zeugnis- und Schauwertes durch beispielhafte Ausprägung eines Stils und / oder Gebäudetypus; Einzeldenkmal gemäß § 3.2 NDSchG; in Gruppe baulicher Anlagen: 457013Gr0044                                                     | 1826                                |                   | 45701300252      |
| weitere Bilder                      | Gaststätte                                                           | Leer Rathausstraße 5 Flurstück: 030823-023-00115/002 Karte           | Gaststätte eingeschossiger, giebelständiger Ziegelbau mit Beitelmauerwerk. Ehemalige Kellerzugänge mit korbbogigen Stürzen. Gebäude stärker verändert. Erbaut wohl 1. Hälfte 19. Jahrhundert; Bedeutung: historisch, wissenschaftlich, städtebaulich; wesentliche Begründung: 4.4; Gruppe gemäß § 3.3 NDSchG; in Gruppe baulicher Anlagen: 457013Gr0044 | 1. Hälfte 19. Jahrhundert           |                   | 45701300406      |
| Wohnhaus                            | Wohnhaus                                                             | Leer Rathausstraße 7 Flurstück: 030823-023-00111/001 Karte           | Wohnhaus zweigeschossiger, giebelständiger Ziegelbau im Kern 2. Hälfte 16. Jahrhundert (Fensterreste an der Traufe). Straßengiebel mit Holzblockrahmenfenstern, Traufsteinen und Giebelbekrönung. Datiert 1801. Bedeutung: historisch, wissenschaftlich, städtebaulich; wesentliche Begründung: 1.06 geschichtliche Bedeutung aufgrund des Zeugnis- und Schauwertes durch beispielhafte Ausprägung eines Stils und / oder Gebäudetypus; Einzeldenkmal gemäß § 3.2 NDSchG; in Gruppe baulicher Anlagen: 457013Gr0044                                                                         | 2. Hälfte 16. Jahrhundert/1801      |                   | 45701300255      |
| weitere Bilder                      | Wohnhaus                                                             | Leer Rathausstraße 8 Flurstück: 030823-023-00126/001 Karte           | Wohnhaus dreigeschossiger, giebelständiger Ziegelbau. Fassade zur Rathausstraße verputzt, ca. 1870 vor einen älteren Kernbau vorgesetzt. Bedeutung: historisch, wissenschaftlich; wesentliche Begründung: 1.06 geschichtliche Bedeutung aufgrund des Zeugnis- und Schauwertes durch beispielhafte Ausprägung eines Stils und / oder Gebäudetypus; Einzeldenkmal gemäß § 3.2 NDSchG; in Gruppe baulicher Anlagen: 457013Gr0044 | ca. 1870                            |                   | 45701300407      |
| weitere Bilder                      | Wohnhaus                                                             | Leer Rathausstraße 9 Flurstück: 030823-023-00095/008 Karte           | Wohnhaus eingeschossiger, giebelständiger Ziegelbau mit Drempel. Im Kern 1572. Umbauphasen 1. Hälfte 17. Jahrhundert, 1786, 1. Hälfte 19. Jahrhundert; Bedeutung: historisch, wissenschaftlich, städtebaulich; wesentliche Begründung: 1.06 geschichtliche Bedeutung aufgrund des Zeugnis- und Schauwertes durch beispielhafte Ausprägung eines Stils und / oder Gebäudetypus; Einzeldenkmal gemäß § 3.2 NDSchG; in Gruppe baulicher Anlagen: 457013Gr0044 | 1572                                |                   | 45701300256      |
| weitere Bilder                      | Wohnhaus                                                             | Leer Rathausstraße 10 Flurstück: 030823-023-00127/001 Karte          | Wohnhaus zweigeschossiger, giebelständiger Ziegelbau. Erbaut wohl Ende 16. Jahrhundert. Giebel verputzt ca. 1890. Bedeutung: historisch, wissenschaftlich, städtebaulich; wesentliche Begründung: 1.06 geschichtliche Bedeutung aufgrund des Zeugnis- und Schauwertes durch beispielhafte Ausprägung eines Stils und / oder Gebäudetypus; Gruppe gemäß § 3.3 NDSchG; in Gruppe baulicher Anlagen: 457013Gr0044 | Ende 16. Jahrhundert                |                   | 45701300251      |
| weitere Bilder                      | Wohnhaus                                                             | Leer Rathausstraße 11 Flurstück: 030823-023-00099/004 Karte          | Wohnhaus mit: Brunnen; giebelständiger, eingeschossiger Ziegelbau mit Drempel. Gut erhaltener Straßengiebel aus dem Anfang des 19. Jahrhunderts. Am rückwärtigen Gebäudeteil Brunnen; Bedeutung: wissenschaftlich, städtebaulich; wesentliche Begründung: 4.4; Einzeldenkmal gemäß § 3.2 NDSchG; in Gruppe baulicher Anlagen: 457013Gr0044 | Anfang des 19. Jahrhunderts         |                   | 457013.00257M001 |
| Wohnhaus                            | Wohnhaus                                                             | Leer Rathausstraße 12 Flurstück: 030823-023-00130/001 Karte          | Wohnhaus zweigeschossiger, giebelständiger Ziegelbau, zur Straße dreimal abgetreppter Volutengiebel mit Muschelbekrönung, angeblich 1620. Im Kern wohl älter. Bedeutung: historisch, wissenschaftlich, städtebaulich; wesentliche Begründung: 1.06 geschichtliche Bedeutung aufgrund des Zeugnis- und Schauwertes durch beispielhafte Ausprägung eines Stils und / oder Gebäudetypus; Einzeldenkmal gemäß § 3.2 NDSchG; in Gruppe baulicher Anlagen: 457013Gr0044 | 1620? und älter                     |                   | 45701300250      |
| Wohn-/Geschäftshaus                 | Wohn-/Geschäftshaus                                                  | Leer Rathausstraße 13 Flurstück: 030823-023-00105/000 Karte          | Wohn-/Geschäftshaus zweigeschossiger, giebelständiger Massivbau, Straßenseite verputzt mit Fugenschnitt, Gliederung durch Trauf- und Fensterbankgesimse. Fenster mit fein profilierten Verdachungen. Erbaut um 1870. Fassade ca. 1870, Gebäude im Kern älter. Bedeutung: historisch, wissenschaftlich, städtebaulich; wesentliche Begründung: 4.4; Gruppe gemäß § 3.3 NDSchG; in Gruppe baulicher Anlagen: 457013Gr0044 | ca. 1870                            |                   | 45701300493      |
| Wohnhaus                            | Wohnhaus                                                             | Leer Rathausstraße 14 Flurstück: 030823-023-00135/001 Karte          | Wohnhaus zweigeschossiger, giebelständiger Ziegelbau angeblich 1587. Getreppter Straßengiebel mit alten Entlastungsbögen. Wohl Anfang 17. Jahrhundert; Bedeutung: historisch, wissenschaftlich, städtebaulich; wesentliche Begründung: 1.06 geschichtliche Bedeutung aufgrund des Zeugnis- und Schauwertes durch beispielhafte Ausprägung eines Stils und / oder Gebäudetypus; Einzeldenkmal gemäß § 3.2 NDSchG; in Gruppe baulicher Anlagen: 457013Gr0044 | Anfang 17. Jahrhundert              |                   | 45701300249      |
| Wohnhaus                            | Wohnhaus                                                             | Leer Rathausstraße 15 Flurstück: 030823-023-00099/003 Karte          | Wohnhaus Giebelständiger, zweigeschossiger Ziegelbau. Erbaut 1. Hälfte 19. Jahrhundert. Straßengiebel verputzt und mit profiliertem Ortganggesims, ca. 1890. Bedeutung: historisch, wissenschaftlich, städtebaulich; wesentliche Begründung: 1.06 geschichtliche Bedeutung aufgrund des Zeugnis- und Schauwertes durch beispielhafte Ausprägung eines Stils und / oder Gebäudetypus; Einzeldenkmal gemäß § 3.2 NDSchG; in Gruppe baulicher Anlagen: 457013Gr0044 | 1. Hälfte 19. Jahrhundert           |                   | 45701300258      |
| Wohnhaus                            | Wohnhaus                                                             | Leer Rathausstraße 16 Flurstück: 030823-023-00136/002 Karte          | Wohnhaus Giebelständiger, zweigeschossiger Ziegelbau mit Abschlussgesims. Giebel nachträglich verputzt mit Scheinquaderung. Erbaut Anfang 19. Jahrhundert; Bedeutung: historisch, wissenschaftlich, städtebaulich; wesentliche Begründung: 1.06 geschichtliche Bedeutung aufgrund des Zeugnis- und Schauwertes durch beispielhafte Ausprägung eines Stils und / oder Gebäudetypus; Einzeldenkmal gemäß § 3.2 NDSchG; in Gruppe baulicher Anlagen: 457013Gr0044 | Anfang 19. Jahrhundert              |                   | 45701300248      |
| Wohnhaus                            | Wohnhaus                                                             | Leer Rathausstraße 17 Flurstück: 030823-023-00099/006 Karte          | Wohnhaus Giebelständiger, zweigeschossiger Ziegelbau mit Walmdach. Gegliedertes Abschlussgesims. Holzblockrahmenfenster. Erbaut Anfang 19. Jahrhundert; Bedeutung: Historisch, wissenschaftlich, städtebaulich; wesentliche Begründung: 1.06 geschichtliche Bedeutung aufgrund des Zeugnis- und Schauwertes durch beispielhafte Ausprägung eines Stils und / oder Gebäudetypus; Einzeldenkmal gemäß § 3.2 NDSchG; in Gruppe baulicher Anlagen: 457013Gr0044 | Anfang 19. Jahrhundert              |                   | 45701300259      |
| weitere Bilder                      | Wohnhaus (Haus Samson)                                               | Leer Rathausstraße 18 Flurstück: 030823-023-00139/001 Karte          | Wohnhaus (Haus Samson) Giebelständiger, zweigeschossiger Ziegelbau. Erbaut 1560. Straßengiebel mit reich ornamentierten Giebelwangen von 1643. Rückwärtige Verlängerung 1. Hälfte 17. Jahrhundert; Bedeutung: historisch, künstlerisch, wissenschaftlich, städtebaulich; wesentliche Begründung: 1.06 geschichtliche Bedeutung aufgrund des Zeugnis- und Schauwertes durch beispielhafte Ausprägung eines Stils und / oder Gebäudetypus; Einzeldenkmal gemäß § 3.2 NDSchG; in Gruppe baulicher Anlagen: 457013Gr0044                                                                        | 1560                                |                   | 45701300247      |
| Wohn-/Geschäftshaus                 | Wohn-/Geschäftshaus                                                  | Leer Rathausstraße 19 Flurstück: 030823-023-00098/006 Karte          | Wohn-/Geschäftshaus Traufständiger, zweigeschossiger Ziegelbau, Straßenseite verputzt. Gliederung durch Gesimse; Erdgeschoss in Scheinquaderung. Eingangstüren durch gusseiserne Säulen flankiert; erbaut Mitte 19. Jahrhundert; Bedeutung: historisch, wissenschaftlich, städtebaulich; wesentliche Begründung: 1.06 geschichtliche Bedeutung aufgrund des Zeugnis- und Schauwertes durch beispielhafte Ausprägung eines Stils und / oder Gebäudetypus; Einzeldenkmal gemäß § 3.2 NDSchG; in Gruppe baulicher Anlagen: 457013Gr0044                                                        | Mitte 19. Jahrhundert               |                   | 45701300260      |
| Wohnhaus                            | Wohnhaus                                                             | Leer Rathausstraße 20 Flurstück: 030823-018-00126/002 Karte          | Wohnhaus Langgestreckter, zweigeschossiger Ziegelbau mit stark profiliertem Traufgesims. Straßengiebel verputzt mit Giebelbekrönung und Volutentraufsteinen. Holzblockrahmenfenster. Erbaut Ende 18. Jahrhundert; Bedeutung: historisch, wissenschaftlich, städtebaulich; wesentliche Begründung: 1.06 geschichtliche Bedeutung aufgrund des Zeugnis- und Schauwertes durch beispielhafte Ausprägung eines Stils und / oder Gebäudetypus; Einzeldenkmal gemäß § 3.2 NDSchG; in Gruppe baulicher Anlagen: 457013Gr0044                                                                       | Ende 18. Jahrhundert                |                   | 45701300242      |
| Wohnhaus                            | Wohnhaus                                                             | Leer Rathausstraße 21 Flurstück: 030823-023-00098/013 Karte          | Wohnhaus zweigeschossiger, giebelständiger Ziegelbau mit Walmdach. Verputzte Straßenfassade. Fenster im Obergeschoss mit profilierten Einfassungen und Verdachung, Erdgeschoss in Scheinquaderung. Erbaut um 1900. Bedeutung: städtebaulich; wesentliche Begründung: 4.4; Einzeldenkmal gemäß § 3.2 NDSchG; in Gruppe baulicher Anlagen: 457013Gr0044 | um 1900                             |                   | 45701300261      |
| Wohn-/Geschäftshaus                 | Wohn-/Geschäftshaus                                                  | Leer Rathausstraße 22 Flurstück: 030823-018-00127/001 Karte          | Wohn-/Geschäftshaus; Gruppe gemäß § 3.3 NDSchG; in Gruppe baulicher Anlagen: 457013Gr0044 |                                     |                   | 45701300499      |
| weitere Bilder                      | Wohn-/Geschäftshaus                                                  | Leer Rathausstraße 23 Flurstück: 030823-023-00094/003 Karte          | Wohn-/Geschäftshaus zweigeschossiger, traufständiger Putzbau. Symmetrischer Hauptteil mit Kolossalpilastern und Gesimsen. Im Obergeschoss gekuppelte Rundbogenfenster. Am Eingang gusseiserne Säulen, erbaut 2. Hälfte 19. Jahrhundert; Bedeutung: historisch, wissenschaftlich, städtebaulich; wesentliche Begründung: 1.06 geschichtliche Bedeutung aufgrund des Zeugnis- und Schauwertes durch beispielhafte Ausprägung eines Stils und / oder Gebäudetypus; Einzeldenkmal gemäß § 3.2 NDSchG; in Gruppe baulicher Anlagen: 457013Gr0044                                                 | 2. Hälfte 19. Jahrhundert           |                   | 45701300262      |
| Wohn-/Geschäftshaus                 | Wohn-/Geschäftshaus                                                  | Leer Rathausstraße 24 Flurstück: 030823-018-00127/001 Karte          | Wohn-/Geschäftshaus; Gruppe gemäß § 3.3 NDSchG; in Gruppe baulicher Anlagen: 457013Gr0044 |                                     |                   | 45701300498      |
| Wohnhaus                            | Wohnhaus                                                             | Leer Rathausstraße 26 Flurstück: 030823-018-00128/003 Karte          | Wohnhaus zweigeschossiger, giebelständiger von der Straße zurückgesetzter Ziegelbau unter Satteldach. Gliederung durch Geschossgesimse, Ecklisenen im Obergeschoss und Ortganggesimse. Erbaut Ende 19. Jahrhundert; Bedeutung: historisch, wissenschaftlich, städtebaulich; wesentliche Begründung: 1.01 geschichtliche Bedeutung im Rahmen von Ortsgeschichte; Gruppe gemäß § 3.3 NDSchG; in Gruppe baulicher Anlagen: 457013Gr0044 | Ende 19. Jahrhundert                |                   | 45701300497      |
| Wohn-/Geschäftshaus                 | Wohn-/Geschäftshaus                                                  | Leer Rathausstraße 28 Flurstück: 030823-018-00130/001 Karte          | Wohn-/Geschäftshaus dreigeschossiger, verputzter Massivbau unter Walmdach, Erdgeschoss durch Ladeneinbau gestört. Fenster in den Obergeschossen durch profilierte Rahmungen in den Senkrechten zusammengefasst. Erbaut um 1880. Bedeutung: historisch, wissenschaftlich, städtebaulich; wesentliche Begründung: 4.4; Gruppe gemäß § 3.3 NDSchG; in Gruppe baulicher Anlagen: 457013Gr0044 | um 1880                             |                   | 45701300496      |
| Wohn-/Geschäftshaus                 | Wohn-/Geschäftshaus                                                  | Leer Rathausstraße 30 Flurstück: 030823-018-00134/002 Karte          | Wohn-/Geschäftshaus zweigeschossiger Ziegelbau mit Drempel. Gebäude durch Lisenen, Gesimse und in der Mittelachse durch Blendbögen gegliedert. Zierrat zum Teil aus glasierten Ziegeln. Erbaut ca. 1910. Bedeutung: historisch, wissenschaftlich, städtebaulich; wesentliche Begründung: 1.06 geschichtliche Bedeutung aufgrund des Zeugnis- und Schauwertes durch beispielhafte Ausprägung eines Stils und / oder Gebäudetypus; Einzeldenkmal gemäß § 3.2 NDSchG; in Gruppe baulicher Anlagen: 457013Gr0044                                                                                | ca. 1910                            |                   | 45701300241      |
| Bestandteil (Wohn-/Geschäftshaus)   | Bestandteil (Wohn-/Geschäftshaus)                                    | Leer Rathausstraße 32 Flurstück: 030823-018-00136/001 Karte          | Bestandteil (Wohn-/Geschäftshaus); Gruppe gemäß § 3.3 NDSchG; in Gruppe baulicher Anlagen: 457013Gr0044 |                                     |                   | 45701300495      |
| Wohn-/Geschäftshaus                 | Wohn-/Geschäftshaus                                                  | Leer Rathausstraße 34 Flurstück: 030823-018-00463/137 Karte          | Wohn-/Geschäftshaus eingeschossiger, traufständiger, verputzter Ziegelbau mit neuem, nach historischen Vorbildern nachgebautem, Zwerchhaus. Ladeneinbau wohl um 1900. Eingang mit genuteter Umrahmung und Verdachung. Erbaut 18. Jahrhundert; Bedeutung: historisch, wissenschaftlich, städtebaulich; wesentliche Begründung: 4.4; Gruppe gemäß § 3.3 NDSchG; in Gruppe baulicher Anlagen: 457013Gr0044 | 18. Jahrhundert                     |                   | 45701300494      |
| Wohnhaus                            | Wohnhaus                                                             | Leer Reformierter Kirchgang 11 Flurstück: 030823-018-00165/005 Karte | Wohnhaus Den Zugang zum Kirchhof flankierender eingeschossiger Ziegelbau mit Holzblockrahmenfenstern, erbaut mit 19. Jahrhundert; Bedeutung: historisch, wissenschaftlich; wesentliche Begründung: 1.06 geschichtliche Bedeutung aufgrund des Zeugnis- und Schauwertes durch beispielhafte Ausprägung eines Stils und / oder Gebäudetypus; Einzeldenkmal gemäß § 3.2 NDSchG | 19. Jahrhundert                     |                   | 457013.00199     |
| Turnhalle                           | Turnhalle                                                            | Leer Reformierter Kirchgang 16 Flurstück: 030823-018-00198/003 Karte | Turnhalle mit: Klassenräume, Einfriedung; hoher Ziegelbau mit Putzfeldern, datiert 1906; ähnlicher Anbau von ca. 1910; rückwärtig zwei Klassenräume in Ziegelbauweise mit Lisenen und Gesimsgliederung, um 1880. Bedeutung: historisch, wissenschaftlich; wesentliche Begründung: 1.06 geschichtliche Bedeutung aufgrund des Zeugnis- und Schauwertes durch beispielhafte Ausprägung eines Stils und / oder Gebäudetypus; konstituierender Bestandteil einer Gruppe gemäß § 3.3 NDSchG; in Gruppe baulicher Anlagen: 457013Gr0023                                                           | 1906                                |                   | 457013.00202M001 |
| Schule                              | Schule                                                               | Leer Reformierter Schulgang 3 Flurstück: 030823-018-00198/008 Karte  | Schule mit: Ziegelmauer; langgestreckter, eingeschossiger Ziegelbau, alte Türen mit Holzblockrahmen, datiert 1834. Bedeutung: historisch, wissenschaftlich; wesentliche Begründung: 1.06 geschichtliche Bedeutung aufgrund des Zeugnis- und Schauwertes durch beispielhafte Ausprägung eines Stils und / oder Gebäudetypus; konstituierender Bestandteil einer Gruppe gemäß § 3.3 NDSchG; in Gruppe baulicher Anlagen: 457013Gr0023 | 1834                                |                   | 457013.00201M001 |
| Wohnhaus (Doppelhaus)               | Wohnhaus (Doppelhaus)                                                | Leer Reimersstraße 6 Flurstück: 030823-035-00147/000 Karte           | Wohnhaus (Doppelhaus) eingeschossiger Ziegelbau mit mittigem Zwerchhaus über den Eingangsachsen. Fenster im Erdgeschoss an der Vorderseite durch Stuckrahmungen betont. Erbaut 1894 (Baupläne). Veranda 1905. Einzeldenkmal gemäß § 3.2 NDSchG | 1894/1905                           |                   | 45701300503      |
| weitere Bilder                      | Wohnhaus                                                             | Leer Schmiedestraße 1 Flurstück: 030823-023-00093/005 Karte          | Wohnhaus eingeschossiger, traufständiger zum Teil verputzter Ziegelbau. Ursprünglich mit Wirtschaftsteil. Gebäude heute ganz zu Wohnzwecken ausgebaut. Erbaut wohl 1. Hälfte 19. Jahrhundert; Einzeldenkmal gemäß § 3.2 NDSchG | 1. Hälfte 19. Jahrhundert           |                   | 45701300546      |
| weitere Bilder                      | Wohnhaus                                                             | Leer Schmiedestraße 6 Flurstück: 030823-023-00033/005 Karte          | Wohnhaus eingeschossiger Putzbau mit Drempel. Wandgliederung durch Lisenen, Rankenfriese und fein profilierte Fensterumrandungen sowie Fensterverdachungen. Erbaut Ende 19. Jahrhundert; Einzeldenkmal gemäß § 3.2 NDSchG | Ende 19. Jahrhundert                |                   | 45701300184      |
| BW                                  | Wohnhaus                                                             | Leer Süderkreuzstraße 6 Flurstück: 030823-017-00047/001 Karte        | Wohnhaus Traufständiger, eingeschossiger Ziegelbau, Mittelrisalit mit geschweiftem Volutengiebel und Aufsatz, Holzblockrahmenfenster, profilierter Türumrandung, datiert 1734. Einzeldenkmal gemäß § 3.2 NDSchG | 1734                                |                   | 45701300194      |
| weitere Bilder                      | Armenhaus, II (ehem. ev.-luth. Kirchengemeinde), Jugendherberge Leer | Leer Süderkreuzstraße 7 Flurstück: 030823-017-00025/002 Karte        | Armenhaus, II (ehemalige ev.-luth. Kirchengemeinde) eingeschossige Dreiflügelanlage in Ziegelbau, Gliederung durch Sockel, Lisenen und Gesims, Hauptflügel mit Mittelrisalit und Toreinfahrt, datiert 1788, jüngere Kopfbauten. Einzeldenkmal gemäß § 3.2 NDSchG | 1788                                |                   | 45701300193      |
| BW                                  | Wohnhaus                                                             | Leer Süderkreuzstraße 8 Flurstück: 030823-017-00050/001 Karte        | Wohnhaus eingeschossiger verputzter Ziegelbau mit mittigem Zwerchhaus, Eingang in der Mittelachse. Fenster mit Holzblockrahmen. Erbaut 2. Hälfte 19. Jahrhundert; Einzeldenkmal gemäß § 3.2 NDSchG | 2. Hälfte 19. Jahrhundert           |                   | 45701300540      |
| BW                                  | Villa                                                                | Leer Tjackleger Fährweg 29 Flurstück: 030823-006-00044/005 Karte     | Villa Wohnteil eines Bauernhofes, zweigeschossiger Putzbau mit Risalit, stuckierte Fenster- und Türumrandungen, aufwendige Innenraumgestaltung (Treppenhaushalle), erbaut um 1900. Einzeldenkmal gemäß § 3.2 NDSchG | um 1900                             |                   | 45701300369      |
| Schule (Ubbo-Emmius-Gymnasium Leer) | Schule (Ubbo-Emmius-Gymnasium Leer)                                  | Leer Ubbo-Emmius-Straße 8 Flurstück: 030823-031-00037/003 Karte      | Schule schlossartiger Bau in Neorenaissanceformen, dreigeschossiger Ziegelbau mit Sandsteinbänderung und -gliederung, abgetreppte Volutengiebel; L-förmiger Grundriss, datiert 1906–1909; Bedeutung: historisch, künstlerisch, wissenschaftlich, städtebaulich; wesentliche Begründung: 1.06 geschichtliche Bedeutung aufgrund des Zeugnis- und Schauwertes durch beispielhafte Ausprägung eines Stils und / oder Gebäudetypus; Einzeldenkmal gemäß § 3.2 NDSchG | 1906–1909                           |                   | 457013.00264     |
| Wohnhaus                            | Wohnhaus                                                             | Leer Ubbo-Emmius-Straße 10 Flurstück: 030823-031-00038/000 Karte     | Wohnhaus 1911 Traufsteinen. Gliederung durch Lisenen. Originale Fenster und Türen. Habitus eines Baues um 1800. Erbaut „1911“; Bedeutung: historisch, künstlerisch, wissenschaftlich; wesentliche Begründung: 1.06 geschichtliche Bedeutung aufgrund des Zeugnis- und Schauwertes durch beispielhafte Ausprägung eines Stils und / oder Gebäudetypus; Einzeldenkmal gemäß § 3.2 NDSchG | 1911                                |                   | 457013.00585     |
| BW                                  | Schule (Plytenbergschule)                                            | Leer Ubbo-Emmius-Straße 54 Flurstück: 030823-030-00002/011 Karte     | Schule (Plytenbergschule) Gebäudekomplex aus verschiedenen Baugliedern bestehend. Ein- bis zweigeschossige Ziegelbauten unter Satteldächern, die den Schulhof einfassen. Südlicher Teil verwirklicht, Architekt Börner/Leer erbaut „1952“; Bedeutung: historisch, künstlerisch, wissenschaftlich; wesentliche Begründung: 1.06 geschichtliche Bedeutung aufgrund des Zeugnis- und Schauwertes durch beispielhafte Ausprägung eines Stils und / oder Gebäudetypus; Einzeldenkmal gemäß § 3.2 NDSchG                                                                                          | 1952                                |                   | 457013.00554     |
| weitere Bilder                      | Wohnhaus                                                             | Leer Vaderkeborg 19 Flurstück: 030823-020-00294/003 Karte            | Wohnhaus zweigeschossiger, giebelständiger Ziegelbau mit Putzgliederungen, erbaut Ende des 19. Jahrhunderts; Einzeldenkmal gemäß § 3.2 NDSchG | Ende des 19. Jahrhunderts           |                   | 45701300380      |
| weitere Bilder                      | Wohnhaus                                                             | Leer Vaderkeborg 21 Flurstück: 030823-020-00294/003 Karte            | Wohnhaus zweigeschossiger Eckbau. Ziegelmauerwerk mit Putzgliederungen. Erdgeschoss mit Segmentbogenfenster, Obergeschoss-Fenster mit waagerechten Verdachungen. Erbaut Ende 19. Jahrhundert; Einzeldenkmal gemäß § 3.2 NDSchG | Ende 19. Jahrhundert                |                   | 45701300379      |
| weitere Bilder                      | Krypta (Kriegerdenkmal)                                              | Leer Westerende Flurstück: 030823-014-00074/002 Karte                | Krypta (Kriegerdenkmal) Zweischiffige, gewölbte Krypta mit zweiapsidialem Ostabschluss, erbaut um 1200, Kirche 1785 abgebrochen; Umgestaltung als Ehrenmal, an der Ostwand mittelalterliche Grabplatten; Bedeutung: historisch, künstlerisch, wissenschaftlich, städtebaulich; wesentliche Begründung: 1.01 geschichtliche Bedeutung im Rahmen von Ortsgeschichte; Einzeldenkmal gemäß § 3.2 NDSchG; in Gruppe baulicher Anlagen: 457013Gr0018 | um 1200                             |                   | 457013.00143     |
| weitere Bilder                      | Friedhof, ev.-ref.                                                   | Leer Westerende Flurstück: 030823-014-00074/002 Karte                | Friedhof, ev.-ref. mit: Wurt, Einfriedung; Von Ziegelmauer eingefasster Friedhof mit zahlreichen älteren Grabsteinen des 18. und 19. Jahrhundert; Bedeutung: historisch, wissenschaftlich, städtebaulich; wesentliche Begründung: 1.04 geschichtliche Bedeutung aufgrund des Zeugnis- und Schauwertes für Kultur- und Geistesgeschichte; konstituierender Bestandteil einer Gruppe gemäß § 3.3 NDSchG; in Gruppe baulicher Anlagen: 457013Gr0018 |                                     |                   | 457013.00144M001 |
| weitere Bilder                      | Wohnhaus                                                             | Leer Westerende 40 Flurstück: 030823-014-00051/008 Karte             | Wohnhaus eingeschossiger, traufständiger Ziegelbau mit Vollwalmdach, originale Fensterrahmen und Tür, 2. Hälfte 18. Jahrhundert, im Kern älter, Straßenfassade mit nachträglichem Quaderputz. Einzeldenkmal gemäß § 3.2 NDSchG | 2. Hälfte 18. Jahrhundert und älter |                   | 45701300145      |
| BW                                  | Wohnhaus                                                             | Leer Wieringastraße 1 Flurstück: 030823-031-00138/001 Karte          | Wohnhaus Traufständiger, eingeschossiger Ziegelbau mit Drempel. Eckrisalit unter Satteldach. Gestaltung durch Ziegelzierbänder und verputzte Brüstungsfelder sowie Fensterverdachungen. Datiert 1905. Bedeutung: historisch, wissenschaftlich, städtebaulich; wesentliche Begründung: 4.1; Gruppe gemäß § 3.3 NDSchG; in Gruppe baulicher Anlagen: 457013Gr0026 | 1905                                |                   | 45701300268      |
| BW                                  | Wohnhaus                                                             | Leer Wieringastraße 3 Flurstück: 030823-031-00137/001 Karte          | Wohnhaus Giebelständiger, eingeschossiger Ziegelbau. Gliederung durch Gurt- und Ortganggesimse. Fensterstürze mit Scheitelsteinen sowie Fensterumrahmungen aus Formsteinen. Erbaut um 1905. Bedeutung: historisch, wissenschaftlich, städtebaulich; wesentliche Begründung: 4.1; Gruppe gemäß § 3.3 NDSchG; in Gruppe baulicher Anlagen: 457013Gr0026 | um 1905                             |                   | 45701300269      |
| BW                                  | Wohnhaus                                                             | Leer Wieringastraße 5 Flurstück: 030823-031-00136/001 Karte          | Wohnhaus Giebelständiger, eingeschossiger Ziegelbau. Gliederung durch Gurt- und Ortganggesims. Fenster mit Putzrahmungen und verputzten Brüstungsfeldern. Erbaut um 1905. Bedeutung: historisch, wissenschaftlich, städtebaulich; wesentliche Begründung: 4.1; Gruppe gemäß § 3.3 NDSchG; in Gruppe baulicher Anlagen: 457013Gr0026 | um 1905                             |                   | 45701300270      |
| BW                                  | Wohnhaus                                                             | Leer Wieringastraße 7 Flurstück: 030823-031-00135/001 Karte          | Wohnhaus Traufständiger, eingeschossiger Putzbau mit Drempel. Eckrisalit unter Satteldach mit Altan. Fenster mit profilierten Rahmen und Stuckverdachungen. Erbaut um 1910; Bedeutung: historisch, wissenschaftlich, städtebaulich; wesentliche Begründung: 4.1; Gruppe gemäß § 3.3 NDSchG; in Gruppe baulicher Anlagen: 457013Gr0026 | um 1910                             |                   | 45701300271      |
| BW                                  | Wohnhaus                                                             | Leer Wieringastraße 11 Flurstück: 030823-031-00134/001 Karte         | Wohnhaus Giebelständiger, eingeschossiger Ziegelbau. Gliederung durch Gurt- und Ortganggesims. Erbaut um 1905. Bedeutung: historisch, wissenschaftlich, städtebaulich; wesentliche Begründung: 4.1; Gruppe gemäß § 3.3 NDSchG; in Gruppe baulicher Anlagen: 457013Gr0026 | um 1905                             |                   | 45701300272      |
| BW                                  | Wohnhaus                                                             | Leer Wieringastraße 13 Flurstück: 030823-031-00133/000 Karte         | Wohnhaus Traufständiger, eingeschossiger Ziegelbau mit Eckrisalit. Gliederung durch geputztes Gurtgesims, Eckquaderung, geputzte Fenstereinfassungen. Fensterbänke auf kleinen Konsolen. Erbaut um 1905. Bedeutung: historisch, wissenschaftlich, städtebaulich; wesentliche Begründung: 4.1; Gruppe gemäß § 3.3 NDSchG; in Gruppe baulicher Anlagen: 457013Gr0026 | um 1905                             |                   | 45701300273      |
| BW                                  | Wohnhaus                                                             | Leer Wieringastraße 15 Flurstück: 030823-031-00132/001 Karte         | Wohnhaus eingeschossiger, verputzter Eckbau mit seitlichem hölzernen Eingangsvorbau. Kleiner Risalit zur Annenstr. Erbaut um 1905. Bedeutung: historisch, wissenschaftlich, städtebaulich; wesentliche Begründung: 4.1; Gruppe gemäß § 3.3 NDSchG; in Gruppe baulicher Anlagen: 457013Gr0026 | um 1905                             |                   | 45701300274      |
| Packhaus                            | Packhaus                                                             | Leer Wilhelminengang 1 Flurstück: 030823-018-00126/001 Karte         | Packhaus Traufständiger, zweigeschossiger Ziegelbau mit ehemaligem Windenerker, seitlich korbbogiges Tor, erbaut Ende 18. Jahrhundert; Einzeldenkmal gemäß § 3.2 NDSchG | Ende 18. Jahrhundert                |                   | 45701300221      |
| Packhaus                            | Packhaus                                                             | Leer Wilhelminengang 2 Flurstück: 030823-023-00144/004 Karte         | Packhaus dreigeschossiger Ziegelbau, beide Traufseiten mit Zwerchhaus, alle Giebel mit Sandsteinbekrönungen, in ihren Achsen Ladeluken, Fenster mit Holzblockrahmen, korbbogige Einfahrt, datiert 1778. Einzeldenkmal gemäß § 3.2 NDSchG | 1778                                |                   | 45701300223      |
| Wohn-/Packhaus Stadtbibliothek      | Wohn-/Packhaus Stadtbibliothek                                       | Leer Wilhelminengang 2 Flurstück: 030823-023-00144/004 Karte         | Wohn-/Packhaus Wohnteil eingeschossiger Ziegelbau mit Drempel und Gesimsgliederung, großer zweigeschossiger Speicher in ähnlichen Formen angebaut, datiert 1896. Einzeldenkmal gemäß § 3.2 NDSchG | 1896                                |                   | 45701300224      |
| Wohnhaus                            | Wohnhaus                                                             | Leer Wilhelminengang 5 Flurstück: 030823-018-00326/128 Karte         | Wohnhaus Giebelständiger, zweigeschossiger Ziegelbau, erbaut 1828, Öffnungen zum Teil jünger; Einzeldenkmal gemäß § 3.2 NDSchG | 1828                                |                   | 45701300222      |
| Wohnhaus (Wachtmeisterwohnung)      | Wohnhaus (Wachtmeisterwohnung)                                       | Leer Wörde 3 Flurstück: 030823-022-00151/005 Karte                   | Wohnhaus (Wachtmeisterwohnung) Bedeutung: historisch, wissenschaftlich; wesentliche Begründung: 1.06 geschichtliche Bedeutung aufgrund des Zeugnis- und Schauwertes durch beispielhafte Ausprägung eines Stils und / oder Gebäudetypus; Gruppe gemäß § 3.3 NDSchG; in Gruppe baulicher Anlagen: 457013Gr0050 |                                     | 6. September 1994 | 45701300472      |
| weitere Bilder                      | Amtsgericht (von Rheden’sches Haus)                                  | Leer Wörde 5 Flurstück: 030823-022-00151/005 Karte                   | Amtsgericht (von Rheden’sches Haus) mit: Einfriedung; zweigeschossiger Ziegelbau unter Walmdach mit Kolossalpilastern und profilierter Türrahmung. Erbaut 1. Hälfte 18. Jahrhundert; Einfriedung zur Straße durch Sandsteinpfeiler mit Eisengitter. Bedeutung: historisch, künstlerisch, wissenschaftlich; wesentliche Begründung: 1.06 geschichtliche Bedeutung aufgrund des Zeugnis- und Schauwertes durch beispielhafte Ausprägung eines Stils und / oder Gebäudetypus; konstituierender Bestandteil einer Gruppe gemäß § 3.3 NDSchG; in Gruppe baulicher Anlagen: 457013Gr0050          | 1. Hälfte 18. Jahrhundert           |                   | 457013.00203M001 |
| Wohnhaus                            | Wohnhaus                                                             | Leer Wörde 7 Flurstück: 030823-022-00155/003 Karte                   | Wohnhaus Breitgelagerter, zweigeschossiger Ziegelbau, Straßenfront abgewalmt, verputzt und mit profiliertem Abschlussgesims, genutete Türeinfassung. Erbaut angeblich 1711, Fassade um 1800. Einzeldenkmal gemäß § 3.2 NDSchG | 1711?/um 1800                       |                   | 45701300204      |
| Wohnhaus                            | Wohnhaus                                                             | Leer Wörde 9 Flurstück: 030823-022-00157/004 Karte                   | Wohnhaus Traufständiger, zweigeschossiger Ziegelbau mit Lisenen, Geschoss- und Traufgesims, seitlich erneuerte Querdurchfahrt. Erbaut angeblich 1810. Einzeldenkmal gemäß § 3.2 NDSchG | 1810?                               |                   | 45701300205      |
| Wohnhaus                            | Wohnhaus                                                             | Leer Wörde 11 Flurstück: 030823-022-00159/004 Karte                  | Wohnhaus zweigeschossiger Bau mit Walmdach, Seitenachsenturm artig leicht überhöht; Klinkerbau mit Putzgliederung. Fenster in renaissanceähnlichen Formen; erbaut ca. 1910/1920. Einzeldenkmal gemäß § 3.2 NDSchG | ca. 1910/1920                       |                   | 45701300206      |
| Wohnhaus                            | Wohnhaus                                                             | Leer Wörde 15 Flurstück: 030823-022-00164/002 Karte                  | Wohnhaus Traufständiger, zweigeschossiger Putzbau mit profiliertem Traufgesims und genuteter Türeinfassung aus Holz, Holzblockfenster, Nordgiebel mit Kranbalken. Erbaut Anfang 19. Jahrhundert; Einzeldenkmal gemäß § 3.2 NDSchG | Anfang 19. Jahrhundert              |                   | 45701300207      |
| Wohnhaus                            | Wohnhaus                                                             | Leer Wörde 19 Flurstück: 030823-022-00169/003 Karte                  | Wohnhaus Giebelständiger, zweigeschossiger Ziegelbau mit Drempel, Ortgang- und Geschossgesims, Fensterverdachungen aus Formsteinen. Erbaut um 1880. Einzeldenkmal gemäß § 3.2 NDSchG | um 1880                             |                   | 45701300208      |
| Wohnhaus                            | Wohnhaus                                                             | Leer Wörde 31 Flurstück: 030823-022-00181/003 Karte                  | Wohnhaus Traufständiger, eingeschossiger Ziegelbau mit Drempel, Renaissancefassade mit Konsolgesims, korbbogige Entlastungsbögen über den Öffnungen, Scheitelsteine mit Engelsköpfen, erbaut Anfang 17. Jahrhundert; Einzeldenkmal gemäß § 3.2 NDSchG | Anfang 17. Jahrhundert              |                   | 45701300210      |
| Wohnhaus                            | Wohnhaus                                                             | Leer Wörde 33 Flurstück: 030823-022-00183/000 Karte                  | Wohnhaus zweigeschossiger, giebelständiger Ziegelbau, datiert 1842 mit älterem Kern, Straßengiebel verputzt mit Scheinquaderung, Geschossgesims, Fenstereinfassungen und -verdachungen, Ende 19. Jahrhundert; Einzeldenkmal gemäß § 3.2 NDSchG | 1842                                |                   | 45701300211      |
| Wohnhaus                            | Wohnhaus                                                             | Leer Wörde 42 Flurstück: 030823-022-00195/005 Karte                  | Wohnhaus Traufständiger, eingeschossiger verputzter Ziegelbau, Zwerchhaus mit geschweiftem Volutengiebel, Holzblockrahmenfenster, genutete Türeinfassung aus Holz, datiert 1831. Einzeldenkmal gemäß § 3.2 NDSchG | 1831                                |                   | 45701300209      |

## Leerort
| Bild | Bezeichnung                              | Lage                                                                         | Beschreibung | Bauzeit             | Eingetragen seit | Denkmal- nummer  |
| --- | ---------------------------------------- | ---------------------------------------------------------------------------- | --- | ------------------- | ---------------- | ---------------- |
| weitere Bilder | Festung (Festung Leerort)                | Leerort Leer (Ostfr.), Stadt – Leerort Flurstück: 030824-001-00071/007 Karte | Festung (Festung Leerort) Erste Festung 1435 durch die Stadt Hamburg; von 1611 bis 1744 unter niederländischer Besetzung, danach preußisch; da für Friedrich den Großen keine militärische Bedeutung, Abriss im selben Jahr; Bedeutung: historisch, wissenschaftlich, städtebaulich; wesentliche Begründung: 1.02 geschichtliche Bedeutung im Rahmen von Landesgeschichte; Einzeldenkmal gemäß § 3.2 NDSchG | 1435/1611–1744      |                  | 457013.00561     |
| Wohnhaus | Wohnhaus                                 | Leerort Burgweg 1 Flurstück: 030824-001-00030/001 Karte                      | Wohnhaus Giebelständiger, eingeschossiger Ziegelbau (Seitenflurhaus). Erbaut „1877“; Einzeldenkmal gemäß § 3.2 NDSchG | 1877                |                  | 45701300332      |
| [[Vorlage:Bilderwunsch/code!/C:53.211814,7.426739!/D:Keller (Gewölbekeller [Festung Leerort]), Burgweg 6 Flurstück: 030823-001-00010/016!/\|BW]] | Keller (Gewölbekeller [Festung Leerort]) | Leerort Burgweg 6 Flurstück: 030823-001-00010/016 Karte                      | Keller (Gewölbekeller [Festung Leerort]) mit: Gebäude; Gewölbekeller im Nordwesten der ehemaligen Festung wohl im Bereich des ehemaligen Ravelin. Keller wohl aus dem 16./17. Jahrhundert stammend; Bedeutung: historisch, wissenschaftlich; wesentliche Begründung: 1.02 geschichtliche Bedeutung im Rahmen von Landesgeschichte; Einzeldenkmal gemäß § 3.2 NDSchG                                         | 16./17. Jahrhundert |                  | 457013.00589M001 |
| BW | Kriegerdenkmal                           | Leerort Kobusweg Flurstück: 030824-001-00071/004 Karte                       | Kriegerdenkmal Denkmal auf der ehemaligen Festung Leerort. Kreisförmige Anlage aus niedrigem Natursteinmauerwerk mit eingestellten Steinkreuzen und hohem Findling zur Erinnerung an die Gefallenen der Weltkriege. Einzeldenkmal gemäß § 3.2 NDSchG |                     |                  | 45701300560      |

## Loga
| Bild                                       | Bezeichnung                                            | Lage                                                                       | Beschreibung | Bauzeit                               | Eingetragen seit | Denkmal- nummer  |
| ------------------------------------------ | ------------------------------------------------------ | -------------------------------------------------------------------------- | --- | ------------------------------------- | ---------------- | ---------------- |
| Fähre („Pünte Wiltshausen“ [Seilzugfähre]) | Fähre („Pünte Wiltshausen“ [Seilzugfähre])             | Loga Amdorfer Straße Flurstück: – Karte                                    | Fähre („Pünte Wiltshausen“ [Seilzugfähre]) Wagen-/Personenfähre über die Jümme (bereits 1562 urkundlich erwähnt). Flacher eiserner Fährrahm aus verschreubten Blechen mit Holzbohlenbelag. Vortrieb per Handbetrieb mittels „Zughölzer“. Bewegliches Denkmal gemäß § 3.5; Bedeutung: historisch, wissenschaftlich; wesentliche Begründung: 1.11 geschichtliche Bedeutung aufgrund des Zeugnis- und Schauwertes für Wirtschafts- und Technikgeschichte |                                       |                  | 457013.00592     |
| weitere Bilder                             | Wohnhaus                                               | Loga Am Schlosspark 11 Flurstück: 030821-002-00367/011 Karte               | Wohnhaus eingeschossiger Putzbau mit Zwerchhaus, Holzblockrahmenfenster; genutete und überdachte hölzerne Türumrandung, erbaut 1. Hälfte 19. Jahrhundert; Einzeldenkmal gemäß § 3.2 NDSchG | 1. Hälfte 19. Jahrhundert             |                  | 45701300346      |
| weitere Bilder                             | Pfarrhaus                                              | Loga Am Schlosspark 18 Flurstück: 030821-002-00386/009 Karte               | Pfarrhaus eingeschossiger Ziegelbau, zur Straße Zwerchhaus mit Traufsteinen und Giebelbekrönung; Holzblockfenster, erbaut Anfang 19. Jahrhundert; Einzeldenkmal gemäß § 3.2 NDSchG | Anfang 19. Jahrhundert                |                  | 45701300344      |
| weitere Bilder                             | Kirche, ev.-ref.                                       | Loga Am Schlosspark 20 Flurstück: 030821-002-00390/003 Karte               | Kirche, ev.-ref. Einschiffiger Ziegelbau, im Kern 13. Jahrhundert; polygonaler Chorschluss Ende 15. Jahrhundert; oktogonaler Westturm von 1842/1843 Baumeister H.T. und G.D. Hinrichs. Bedeutung: historisch, künstlerisch, wissenschaftlich, städtebaulich; wesentliche Begründung: 1.05 geschichtliche Bedeutung aufgrund des Zeugnis- und Schauwertes für Bau- und Kunstgeschichte; Gruppe gemäß § 3.3 NDSchG; in Gruppe baulicher Anlagen: 457013Gr0033 | 13./15. Jahrhundert, 1842/1843        |                  | 45701300342      |
| weitere Bilder                             | Friedhof                                               | Loga Am Schlosspark 20 Flurstück: 030821-002-00390/003 Karte               | Friedhof mit: Baumbestand, Grabsteine; Anlage mit älteren Grabsteinen (18./19. Jahrhundert) und hohem Baumbestand. Bedeutung: historisch, wissenschaftlich, städtebaulich; wesentliche Begründung: 1.01 geschichtliche Bedeutung im Rahmen von Ortsgeschichte; konstituierender Bestandteil einer Gruppe gemäß § 3.3 NDSchG; in Gruppe baulicher Anlagen: 457013Gr0033 |                                       |                  | 457013.00343M001 |
| weitere Bilder                             | Wohnhaus (Gärtnerhaus/Bedienstetenhaus)                | Loga Am Schlosspark 22 Flurstück: 030821-002-00395/028 Karte               | Wohnhaus (Gärtnerhaus/Bedienstetenhaus) eingeschossiger Ziegelbau mit Holzblockrahmenfenstern, „1794“ und „1832“ inschriftlich datiert. Einzeldenkmal gemäß § 3.2 NDSchG | 1794/1832                             |                  | 45701300345      |
| weitere Bilder                             | Vorburg (Schloss Evenburg)                             | Loga Am Schlosspark 23 Flurstück: 030821-002-00423/008 Karte               | Vorburg (Schloss Evenburg) Rest einer mehrflügeligen Anlage aus verschiedenen Bauzeiten, einheitlich überformt: eingeschossiger schmaler Ziegelbau, eine rückwärtige Tür datiert 1650; übergiebelte Durchfahrt mit Laterne von 1703. Bedeutung: historisch, wissenschaftlich, städtebaulich; wesentliche Begründung: 1.01 geschichtliche Bedeutung im Rahmen von Ortsgeschichte; Gruppe gemäß § 3.3 NDSchG; in Gruppe baulicher Anlagen: 457013Gr0032 | 1650                                  |                  | 45701300340      |
| weitere Bilder                             | Schloss (Schloss Evenburg)                             | Loga Am Schlosspark 25 Flurstück: 030821-002-00423/010 Karte               | Schloss (Schloss Evenburg) Auf viereckiger Insel mit gemauerten Böschungen und zwei Brücken liegend; zweigeschossiger Putzbau mit kurzen Seitenflügeln, neugotische Fassaden von 1861, vereinfacht ca. 1950. Bedeutung: historisch, künstlerisch, wissenschaftlich, städtebaulich; wesentliche Begründung: 1.05 geschichtliche Bedeutung aufgrund des Zeugnis- und Schauwertes für Bau- und Kunstgeschichte; Gruppe gemäß § 3.3 NDSchG; in Gruppe baulicher Anlagen: 457013Gr0032                                                                                 | ca. 1950                              |                  | 45701300339      |
| weitere Bilder                             | Parkanlage (Schlosspark Evenburg)                      | Loga Am Schlosspark 25 Flurstück: 030821-002-00423/010 Karte               | Parkanlage (Schlosspark Evenburg) Landschaftlich gestalteter Park der beginnenden 2. Hälfte des 19. Jahrhunderts mit Resten barocker Gestaltungsstrukturen sowie Alleen und Gräben. Bedeutung: historisch, künstlerisch, wissenschaftlich, städtebaulich; wesentliche Begründung: 1.01 geschichtliche Bedeutung im Rahmen von Ortsgeschichte; Gruppe gemäß § 3.3 NDSchG; in Gruppe baulicher Anlagen: 457013Gr0032 | Anfang 2. Hälfte des 19. Jahrhunderts |                  | 45701300488      |
| weitere Bilder                             | Wohn-/Wirtschaftsgebäude (Meierhof [Schloss Evenburg]) | Loga Am Schlosspark 25a Flurstück: 030821-006-00013/002 Karte              | Wohn-/Wirtschaftsgebäude (Meierhof [Schloss Evenburg]) Großes Gulfhaus mit zweigeschossiger Wohnteil und Giebelrisalit, Ziegelbau mit Lisenen- und Gesimsgliederung, datiert 1865. Gruppe gemäß § 3.3 NDSchG | 1865                                  |                  | 45701300338      |
| weitere Bilder                             | Kirche (Maria Königin, kath.)                          | Loga Bavinkstraße 40 Flurstück: 030821-035-00068/012 Karte                 | Kirche (Maria Königin, kath.) Einschiffiger Backsteinbau mit halbrunder Apsis und hohen, schmalen Rechteckfenstern. Hoher schmaler Glockenturm mit flachem Pyramidenhelm. Architekt J. Feldwisch-Dentrup 1954/1955. Einzeldenkmal gemäß § 3.2 NDSchG | 1954/1955                             |                  | 45701300384      |
| weitere Bilder                             | Schule                                                 | Loga Daaler Straße 4 Flurstück: 030821-002-00334/008 Karte                 | Schule zweigeschossiger, traufständiger Ziegelbau mit übergiebeltem Eingangsrisalit, Gesimse aus dunklen Klinkern. Erbaut „1893“. Einzeldenkmal gemäß § 3.2 NDSchG | 1893                                  |                  | 45701300348      |
| weitere Bilder                             | Allee (Schloss Evenburg)                               | Loga Evenburgallee Flurstück: 030821-006-00008/002 Karte                   | Allee (Schloss Evenburg) Zweireihige Lindenallee, die in geradem direktem Verlauf auf das Herrenhaus zuführt. Bedeutung: historisch, städtebaulich; wesentliche Begründung: 1.01 geschichtliche Bedeutung im Rahmen von Ortsgeschichte; Gruppe gemäß § 3.3 NDSchG; in Gruppe baulicher Anlagen: 457013Gr0032 |                                       |                  | 45701300489      |
| weitere Bilder                             | Wohnhaus (Müllerhaus, ehem.)                           | Loga Fährstraße 12 Flurstück: 030821-002-00432/003 Karte                   | Wohnhaus (Müllerhaus, ehemaliges) eingeschossiger Ziegelbau mit Drempel, Gliederung durch Gesimse, gemauerte Giebelaufsätze und Fensterverdachungen. Erbaut „1884“. Bedeutung: historisch, wissenschaftlich; wesentliche Begründung: 1.06 geschichtliche Bedeutung aufgrund des Zeugnis- und Schauwertes durch beispielhafte Ausprägung eines Stils und / oder Gebäudetypus; Gruppe gemäß § 3.3 NDSchG; in Gruppe baulicher Anlagen: 457013Gr0061 | 1884                                  |                  | 45701300341      |
| weitere Bilder                             | Wassergraben (ehem. Hafen)                             | Loga Mühlenallee, nahe Fährstraße 12 Flurstück: 030821-002-00432/003 Karte | Wassergraben (ehemaliger Hafen) ehemaliger Hafen des Schlosses, heute breiter Wassergraben zum Teil leicht verlandet, der das ehemalige Mühlengrundstück markiert. Bedeutung: historisch, wissenschaftlich, städtebaulich; wesentliche Begründung: 1.01 geschichtliche Bedeutung im Rahmen von Ortsgeschichte; Gruppe gemäß § 3.3 NDSchG; in Gruppe baulicher Anlagen: 457013Gr0032, 457013Gr0061 |                                       |                  | 45701300588      |
| weitere Bilder                             | Kapelle (Gruftkapelle)                                 | Loga Friedhofstraße 12a Flurstück: 030821-007-00013/009 Karte              | Kapelle (Gruftkapelle) mit: Allee; Neugotischer Ziegelbau mit polygonaler Apsis, Ziegelgesims, Fensterlaibungen aus Formsteinen, erbaut 1886; Bedeutung: historisch, wissenschaftlich; wesentliche Begründung: 1.06 geschichtliche Bedeutung aufgrund des Zeugnis- und Schauwertes durch beispielhafte Ausprägung eines Stils und / oder Gebäudetypus; Einzeldenkmal gemäß § 3.2 NDSchG | 1886                                  |                  | 457013.00336M001 |
| weitere Bilder                             | Wohnhaus                                               | Loga Hauptstraße 15 Flurstück: 030821-002-00216/005 Karte                  | Wohnhaus Traufständiger, eingeschossiger Ziegelbau mit Drempel, Holzblockrahmenfenster, profilierte Türumrandung. Erbaut 1. Hälfte 19. Jahrhundert; Einzeldenkmal gemäß § 3.2 NDSchG | 1. Hälfte 19. Jahrhundert             |                  | 45701300351      |
| weitere Bilder                             | Wohnhaus                                               | Loga Hauptstraße 19 Flurstück: 030821-007-00037/012 Karte                  | Wohnhaus mit: Vorgarten; bescheidener, eingeschossiger Ziegelbau. Erbaut um 1900. Bedeutung: Historisch, wissenschaftlich, städtebaulich; wesentliche Begründung: 4.4; konstituierender Bestandteil einer Gruppe gemäß § 3.3 NDSchG; in Gruppe baulicher Anlagen: 457013Gr0035 | um 1900                               |                  | 457013.00357M001 |
| weitere Bilder                             | Wohnhaus                                               | Loga Hauptstraße 21 Flurstück: 030821-007-00037/014 Karte                  | Wohnhaus mit: Vorgarten; eingeschossiger Ziegelbau mit Drempel, übergiebelter Seitenrisalit mit Altan und geputzte Fensterumrandungen, um 1905. Bedeutung: historisch, wissenschaftlich, städtebaulich; wesentliche Begründung: 4.4; konstituierender Bestandteil einer Gruppe gemäß § 3.3 NDSchG; in Gruppe baulicher Anlagen: 457013Gr0035 | um 1905                               |                  | 457013.00358M001 |
| weitere Bilder                             | Wohnhaus                                               | Loga Hauptstraße 23 Flurstück: 030821-007-00037/016 Karte                  | Wohnhaus mit: Vorgarten; bescheidener, eingeschossiger Ziegelbau. Erbaut um 1920. Bedeutung: historisch, wissenschaftlich, städtebaulich; wesentliche Begründung: 4.4; konstituierender Bestandteil einer Gruppe gemäß § 3.3 NDSchG; in Gruppe baulicher Anlagen: 457013Gr0035 | um 1920                               |                  | 457013.00359M001 |
| weitere Bilder                             | Wohnhaus                                               | Loga Hauptstraße 25 Flurstück: 030821-007-00037/018 Karte                  | Wohnhaus mit: Vorgarten; eingeschossiger Ziegelbau mit Lisenen- und Gesimsgliederung, Fensterumrandungen aus Formsteinen, Verdachungen. Erbaut um 1900. Bedeutung: historisch, wissenschaftlich, städtebaulich; wesentliche Begründung: 4.4; konstituierender Bestandteil einer Gruppe gemäß § 3.3 NDSchG; in Gruppe baulicher Anlagen: 457013Gr0035 | um 1900                               |                  | 457013.00360M001 |
| weitere Bilder                             | Wohnhaus                                               | Loga Hauptstraße 27 Flurstück: 030821-007-00037/020 Karte                  | Wohnhaus mit: Vorgarten; Bescheidener, eingeschossiger Ziegelbau mit mittigem Eingangsrisalit. Erbaut um 1900. Bedeutung: historisch, wissenschaftlich, städtebaulich; wesentliche Begründung: 4.4; konstituierender Bestandteil einer Gruppe gemäß § 3.3 NDSchG; in Gruppe baulicher Anlagen: 457013Gr0035 | um 1900                               |                  | 457013.00361M001 |
| weitere Bilder                             | Wohnhaus (Doppelhaus)                                  | Loga Hauptstraße 29 Flurstück: 030821-007-00037/022 Karte                  | Wohnhaus (Doppelhaus) mit: Vorgarten; bescheidener, eingeschossiger Ziegelbau. Erbaut um 1900. Bedeutung: Historisch, wissenschaftlich, städtebaulich; wesentliche Begründung: 4.4; konstituierender Bestandteil einer Gruppe gemäß § 3.3 NDSchG; in Gruppe baulicher Anlagen: 457013Gr0035 | um 1900                               |                  | 457013.00362M001 |
| weitere Bilder                             | Wohnhaus (Doppelhaus)                                  | Loga Hauptstraße 31 Flurstück: 030821-007-00037/026 Karte                  | Wohnhaus (Doppelhaus) Bescheidener, eingeschossiger Ziegelbau. Erbaut um 1880/1890. Ohne Vorgarten. Bedeutung: historisch, wissenschaftlich, städtebaulich; wesentliche Begründung: 4.4; Gruppe gemäß § 3.3 NDSchG; in Gruppe baulicher Anlagen: 457013Gr0035 | um 1880/1890                          |                  | 45701300363      |
| BW                                         | Villa                                                  | Loga Hauptstraße 53 Flurstück: 030821-007-00036/034 Karte                  | Villa eingeschossiger Ziegelbau mit Drempel, zweigeschossiger Seitenrisalit, Giebel mit Freigespärre, Eckquaderung und profilierten Fensterumrandungen aus Putz. Datiert 1906. Einzeldenkmal gemäß § 3.2 NDSchG | 1906                                  |                  | 45701300364      |
| weitere Bilder                             | Kirche (Friedenskirche, ev.-luth.)                     | Loga Hindenburgstraße 6 Flurstück: 030821-007-00519/030 Karte              | Kirche (Friedenskirche, ev.-luth.) mit: Einfriedung; neugotischer Ziegelbau mit schmalen Seitenschiffen, eingezogenem polygonalem Chor und kräftigem Westturm, relativ aufwendige Formsteingliederung, erbaut 1900; zeitgleiche Einfriedung; Bedeutung: historisch, künstlerisch, wissenschaftlich; wesentliche Begründung: 1.06 geschichtliche Bedeutung aufgrund des Zeugnis- und Schauwertes durch beispielhafte Ausprägung eines Stils und / oder Gebäudetypus; Einzeldenkmal gemäß § 3.2 NDSchG                                                              | 1900                                  |                  | 457013.00347M001 |
| weitere Bilder                             | Schloss (Schloss Philippsburg)                         | Loga Hohe Loga 3 Flurstück: 030821-002-00118/017 Karte                     | Schloss (Schloss Philippsburg) mit: Einfriedung; Gelb gestrichener Ziegelbau, Hauptflügel zweigeschossig mit Mansardwalmdach und geschweiftem Zwerchgiebel, Holzblockrahmenfenster, feine Verdachungen und Gesimse, erbaut um 1730, Obergeschoss um 1900. Bedeutung: historisch, künstlerisch, wissenschaftlich, städtebaulich; wesentliche Begründung: 1.05 geschichtliche Bedeutung aufgrund des Zeugnis- und Schauwertes für Bau- und Kunstgeschichte; konstituierender Bestandteil einer Gruppe gemäß § 3.3 NDSchG; in Gruppe baulicher Anlagen: 457013Gr0034 | um 1730                               |                  | 457013.00349M001 |
| weitere Bilder                             | Parkanlage (Park Schloss Philippsburg)                 | Loga Hohe Loga 3 Flurstück: 030821-002-00118/018 Karte                     | Parkanlage (Park Schloss Philippsburg) mit: Parkanlage; Landschaftlich gestalteter Park der 2. Hälfte des 19. Jahrhunderts mit artenreichem Baumbestand, Wassersystem, Wegestrukturen, Bodenmodellierungen, Raumabfolgen und Landschaftsbezügen. Bedeutung: historisch, städtebaulich; wesentliche Begründung: 1.01 geschichtliche Bedeutung im Rahmen von Ortsgeschichte; konstituierender Bestandteil einer Gruppe gemäß § 3.3 NDSchG; in Gruppe baulicher Anlagen: 457013Gr0034                                                                                | 2. Hälfte des 19. Jahrhunderts        |                  | 457013.00490M001 |
| weitere Bilder                             | Friedhof (Jüdischer Friedhof Loga)                     | Loga Logaer Weg Flurstück: 030821-008-00051/004 Karte                      | Friedhof (Jüdischer Friedhof Loga) Friedhof mit 13 Grabsteinen auf kleiner, schmaler Parzelle am Logaer Weg inmitten des Philippsburger Parkes gelegen. Ältester Grabstein 1860, jüngster Grabstein 1929. Baumbestand. Bedeutung: historisch, wissenschaftlich; wesentliche Begründung: 1.01 geschichtliche Bedeutung im Rahmen von Ortsgeschichte; konstituierender Bestandteil einer Gruppe gemäß § 3.3 NDSchG; in Gruppe baulicher Anlagen: 457013Gr0038 |                                       |                  | 457013.00350     |

## Logabirum
| Bild           | Bezeichnung                           | Lage                                                                  | Beschreibung | Bauzeit                   | Eingetragen seit | Denkmal- nummer |
| -------------- | ------------------------------------- | --------------------------------------------------------------------- | --- | ------------------------- | ---------------- | --------------- |
| weitere Bilder | Mühle (Windmühle) Windmühle Logabirum | Logabirum Logabirumer Straße 55 Flurstück: 030822-002-00152/003 Karte | Mühle (Windmühle) Galerieholländer, dreigeschossiger oktogonaler Unterbau aus Ziegeln, Oberbau reetgedeckt, datiert 1895; Bedeutung: historisch, wissenschaftlich, städtebaulich; wesentliche Begründung: 1.06 geschichtliche Bedeutung aufgrund des Zeugnis- und Schauwertes durch beispielhafte Ausprägung eines Stils und / oder Gebäudetypus; Einzeldenkmal gemäß § 3.2 NDSchG | 1895                      |                  | 457013.00365    |
| BW             | Pfarrhaus                             | Logabirum Logabirumer Straße 58 Flurstück: 030822-002-00187/004 Karte | Pfarrhaus Ehemaliges Gulfhaus mit kleinem Wirtschaftsteil; im Wohnteil auf der Kirchenseite Eingang mit genuteter und verdachter Rahmung, erbaut 1. Hälfte 19. Jahrhundert; Bedeutung: historisch, wissenschaftlich, städtebaulich; wesentliche Begründung: 4.6; konstituierender Bestandteil einer Gruppe gemäß § 3.3 NDSchG; in Gruppe baulicher Anlagen: 457013Gr0036 | 1. Hälfte 19. Jahrhundert |                  | 457013.00367    |
| weitere Bilder | Kirche, ev.-luth.                     | Logabirum Logabirumer Straße 60 Flurstück: 030822-002-00191/001 Karte | Kirche, ev.-luth Einschiffiger Ziegelbau, um 1300, die Seitenwände und der Chorgiebel 1812 beträchtlich erhöht, dabei alle Fenster rundbogig verändert. Westturm 1879, 1976 grundlegend erneuert. Bedeutung: historisch, wissenschaftlich, städtebaulich; wesentliche Begründung: 1.05 geschichtliche Bedeutung aufgrund des Zeugnis- und Schauwertes für Bau- und Kunstgeschichte; konstituierender Bestandteil einer Gruppe gemäß § 3.3 NDSchG; in Gruppe baulicher Anlagen: 457013Gr0036 | um 1300/1812/1879         |                  | 457013.00366    |

## Nettelburg
| Bild | Bezeichnung         | Lage                                                                    | Beschreibung | Bauzeit | Eingetragen seit | Denkmal- nummer |
| ---- | ------------------- | ----------------------------------------------------------------------- | --- | ------- | ---------------- | --------------- |
| BW   | Gulfhaus (Gulfhaus) | Nettelburg Nettelburger Straße 49 Flurstück: 030825-008-00006/002 Karte | Gulfhaus (Gulfhaus) Gulfhaus in Ziegelbauweise, Wohnteil zweimal einspringend, eingeschossig mit Drempel, Gliederung durch Gesimse und Ziegelbänder, erbaut um 1900. Einzeldenkmal gemäß § 3.2 NDSchG | um 1900 |                  | 45701300368     |

## Nüttermoor
| Bild                          | Bezeichnung                        | Lage                                                                         | Beschreibung | Bauzeit                        | Eingetragen seit | Denkmal- nummer  |
| ----------------------------- | ---------------------------------- | ---------------------------------------------------------------------------- | --- | ------------------------------ | ---------------- | ---------------- |
| weitere Bilder                | Schöpfwerk (Schöpfwerk Nüttermoor) | Nüttermoor Deichstraße 209 Flurstück: 030818-009-00027/011 Karte             | Schöpfwerk (Schöpfwerk Nüttermoor) mit: Sielwerk; eingeschossiger Klinkerbau unter Walmdach mit kleinem hölzernen Dachreiter. Traufgesims, Tür-/Fensterleibungen aus Steinguss. Eingang zurückgesetzt, in der Leibung Inschriftentafel und Wappenstein „1784“ (Reste des ehemaligen Sielwerks). Erbaut um 1955 ; Bedeutung: historisch, wissenschaftlich; wesentliche Begründung: 1.11 geschichtliche Bedeutung aufgrund des Zeugnis- und Schauwertes für Wirtschafts- und Technikgeschichte; Einzeldenkmal gemäß § 3.2 NDSchG | um 1955                        |                  | 457013.00491M001 |
| BW                            | Gulfhaus (Gulfhaus)                | Nüttermoor Eisinghausener Straße 10 Flurstück: 030823-005-00012/001 Karte    | Gulfhaus (Gulfhaus) Aufwendige Gestaltung des Wohnteils mit Holz- und Stuckdecken aus der Umbauphase (Vorderende) von ca. 1880. Gebäude erbaut 1. Hälfte 19. Jahrhundert, Wirtschaftsteil Ende 19. Jahrhundert verlängert; Bedeutung: historisch, wissenschaftlich; wesentliche Begründung: 1.06 geschichtliche Bedeutung aufgrund des Zeugnis- und Schauwertes durch beispielhafte Ausprägung eines Stils und / oder Gebäudetypus; Einzeldenkmal gemäß § 3.2 NDSchG                                                           | 1. Hälfte 19. Jahrhundert      |                  | 457013.00386     |
| Kirche (St. Petrus, ev.-ref.) | Kirche (St. Petrus, ev.-ref.)      | Nüttermoor Karkhörn 6 Flurstück: 030818-007-00050/001 Karte                  | Kirche (St. Petrus, ev.-ref.) mit: Wurt; einschiffiger Ziegelbau 1. Hälfte 13. Jahrhundert; Westturm um 1300. Das Schiff nachträglich mit tiefsitzendem Dachgesims nach Westen verlängert, gleichzeitig Erhöhung der Mauerkronen. Bedeutung: historisch, künstlerisch, wissenschaftlich; wesentliche Begründung: 2.1; konstituierender Bestandteil einer Gruppe gemäß § 3.3 NDSchG; in Gruppe baulicher Anlagen: 457013Gr0029                                                                                                  | 1. Hälfte 13. Jahrhundert/1300 |                  | 457013.00327M001 |
| BW                            | Friedhof                           | Nüttermoor Karkhörn 6 Flurstück: 030818-007-00050/001 Karte                  | Friedhof Friedhof mit älteren Grabsteinen überwiegend 19. und 20. Jahrhundert; Bedeutung: historisch; wesentliche Begründung: 1.04 geschichtliche Bedeutung aufgrund des Zeugnis- und Schauwertes für Kultur- und Geistesgeschichte; konstituierender Bestandteil einer Gruppe gemäß § 3.3 NDSchG; in Gruppe baulicher Anlagen: 457013Gr0029 |                                |                  | 457013.00328     |
| BW                            | Grabplatten                        | Nüttermoor Kloster Thedinga Straße 102 Flurstück: 030818-015-00043/002 Karte | Grabplatten Zwei Grabplatten des 16. Jahrhunderts des Klosterabtes und der Priorin, am 1787 erbauten Wohnteil eines ehemaligen Gulfhauses; Bedeutung: historisch, künstlerisch, wissenschaftlich; wesentliche Begründung: 1.04 geschichtliche Bedeutung aufgrund des Zeugnis- und Schauwertes für Kultur- und Geistesgeschichte; Einzeldenkmal gemäß § 3.2 NDSchG |                                |                  | 457013.00329     |
| BW                            | Schmiede                           | Nüttermoor Sandfuhrweg 10 Flurstück: 030818-007-00067/001 Karte              | Schmiede Traufständiger, langgestreckter Ziegelbau. Der Bau zeigt das typische Bild eines metallverarbeitenden Handwerkbetriebes aus der frühindustriellen Phase. Erbaut 19. Jahrhundert, Umbau 1. Hälfte 20. Jahrhundert; Einzeldenkmal gemäß § 3.2 NDSchG | 19. Jahrhundert                |                  | 45701300389      |